# Copa Mundial de Fútbol de 2014
La Copa Mundial de la FIFA Brasil 2014 (en portugués: Copa do Mundo FIFA de 2014) fue la vigésima edición de la Copa Mundial de Fútbol. Se realizó en Brasil entre el 12 de junio y el 13 de julio de 2014, por segunda vez en dicho país, tras el campeonato de 1950.
Después de que el presidente de la FIFA, Joseph Blatter, estableció en 2001 el criterio de rotación continental de la sede del torneo, América del Sur fue seleccionada en 2004 para celebrar en 2014 su primera copa desde Argentina 1978. Pese al entusiasmo inicial de algunos países, solo Brasil y Colombia presentaron sus candidaturas oficiales antes del cierre del plazo, en diciembre de 2006. Algunos meses después, Colombia retiró su candidatura y quedó Brasil como único postulante. El 30 de octubre de 2007, la FIFA lo designó, de manera oficial, como el país sede de la Copa Mundial de Fútbol de 2014.
Participaron 202 federaciones afiliadas a FIFA a través de sus equipos representativos, del proceso clasificatorio para determinar las 31 selecciones participantes en el torneo, además del anfitrión. El campeonato se organizó en dos fases: en la primera, se conformaron ocho grupos de cuatro equipos cada uno y avanzaron a la siguiente ronda los dos mejores de cada grupo. Los dieciséis clasificados se enfrentaron posteriormente en partidos eliminatorios hasta llegar a los dos equipos que disputaron la final, el 13 de julio en el Estadio Maracaná de Río de Janeiro.
Brasil realizó una millonaria inversión para renovar su infraestructura deportiva y de transportes para organizar el torneo. En total se designaron doce estadios para ser sedes de los partidos. Sin embargo, el alto coste de las obras y sus retrasos motivaron una serie de protestas por parte de la población brasileña, antes y durante la Copa Mundial.
En el desarrollo del certamen se dieron una serie de sorpresas durante la fase de grupos. Destacó la eliminación de España, selección defensora del título mundial, así como equipos del calibre de Inglaterra e Italia. Además, hubo un importante avance de los equipos americanos, ocho de los cuales se clasificaron para octavos de final. También por primera vez en una Copa del Mundo, dos equipos africanos llegaron a la segunda fase: Argelia y Nigeria.
Durante los octavos y cuartos de final se dieron los resultados más esperados. Destacó la paridad de los enfrentamientos, que se decidieron por mínimas diferencias en el marcador, en el tiempo suplementario o en la tanda de penales. Las semifinales pusieron frente a frente, en cada una de ellas, a un equipo europeo con uno sudamericano, lo cual reafirmó la hegemonía histórica de las asociaciones respectivas. Alemania superó a Brasil en un histórico partido, y Argentina llegó a la final tras vencer en tanda de penales a los Países Bajos. En la final, Alemania derrotó por 1-0 a Argentina en la prórroga y se coronó por cuarta vez como campeón mundial. Además, fue la primera selección europea en ganar un Mundial en territorio americano.
En el aspecto tecnológico, el torneo contó con el debut dentro de una Copa Mundial de Fútbol del sistema de transmisión en ultra alta definición (resolución 4K), así como el estreno de sensores para evitar goles fantasmas con el sistema de detección automática de goles (DAG), usado para determinar, en jugadas dudosas, si el balón cruzó o no la línea de gol.

## Elección del país anfitrión

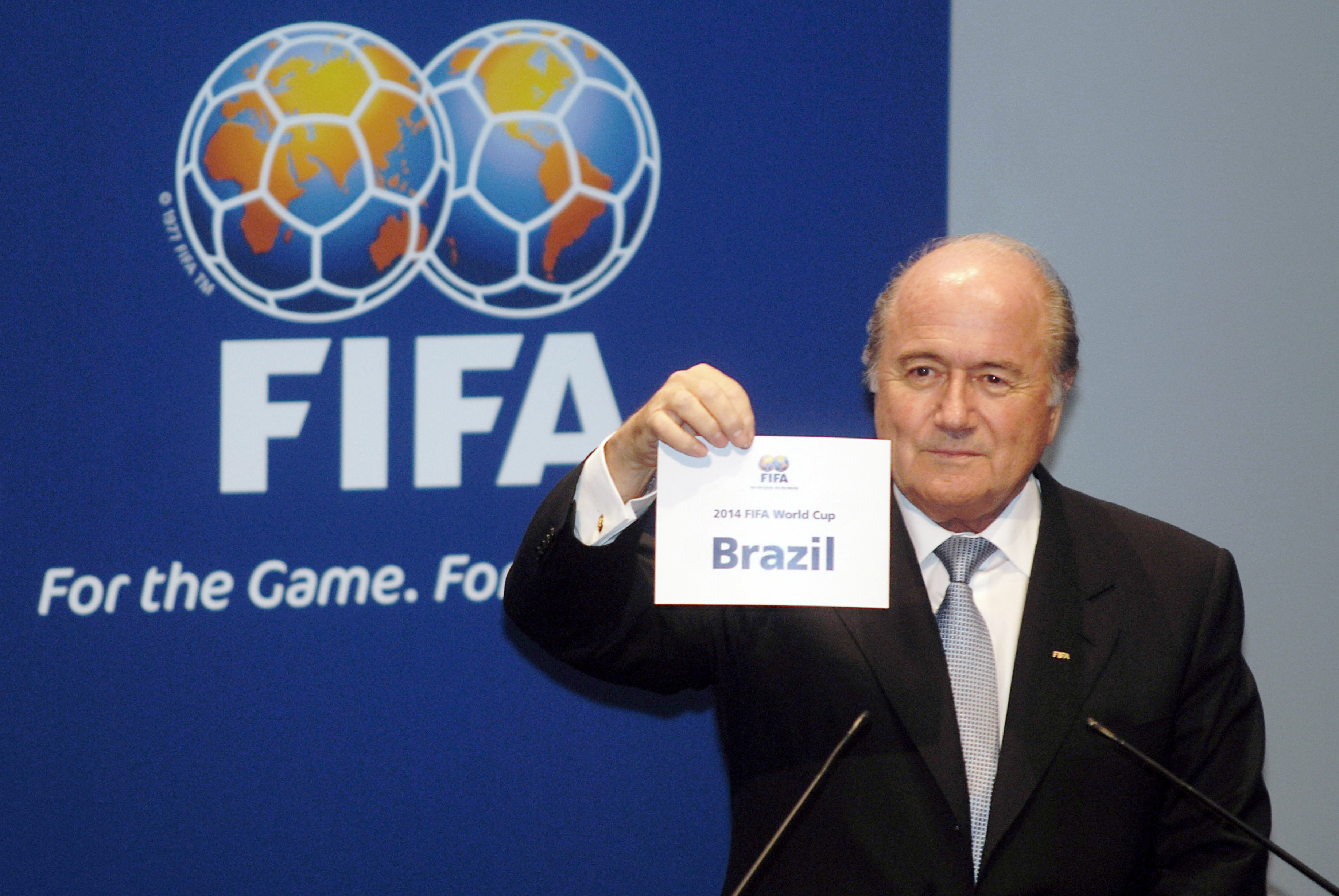
Joseph Blatter, presidente de la FIFA, anunciando oficialmente en 2007 que Brasil es la sede del Mundial 2014.

La Conmebol y la UEFA son las únicas confederaciones que han ganado el trofeo mundial a lo largo de su historia. Hasta ese momento, tres países sudamericanos habían obtenido nueve títulos: cinco veces Brasil, dos veces Uruguay y dos veces Argentina. Pese a su éxito en el torneo, Sudamérica solo la había organizado en cuatro ocasiones (Uruguay, Brasil, Chile y Argentina, en 1930, 1950, 1962 y 1978, respectivamente), mientras que diez se habrían disputado en Europa.
El 7 de marzo de 2004, la FIFA anunció que aceptaría candidaturas para la Copa Mundial solamente de países integrantes de la Conmebol, basado en su política de rotación continental adoptada con el fin de asegurar una sede africana para la Copa Mundial de Fútbol de 2010. En tanto, el 17 de marzo la Conmebol anunció que sus asociados apoyarían unánimemente a Brasil para que organice la XX edición del campeonato.
De acuerdo con el cronograma de la FIFA, las inscripciones de candidaturas para el torneo se iniciaron el 5 de diciembre de 2006 y finalizaron el 18 de diciembre siguiente. En ese período, Brasil y Colombia presentaron su candidatura, los días 13 y 18, respectivamente; sin embargo, los colombianos finalmente desistieron de sus intenciones, el 11 de abril de 2007. Brasil, como única candidata, fue confirmada el 30 de octubre de 2007 como sede del torneo de 2014.

## Organización
El torneo se celebró desde el 12 de junio al 13 de julio de 2014, pocas semanas después de que terminaron las principales ligas europeas de fútbol, y durante el comienzo del invierno del área subtropical de Brasil.

### Balón
Los primeros detalles acerca del balón oficial de la Copa Mundial de Fútbol se dieron el 2 de septiembre de 2012, cuando la FIFA junto al Comité Organizador Local y Adidas oficializaron el nombre con que se bautizó el balón a usarse en el máximo torneo de fútbol: Adidas Brazuca. Mediante una numerosa votación en la que participaron 1 119 539 brasileños, la opción «Brazuca» fue la ganadora con poco más del 70 % de los votos emitidos, lo que la ubicó como la sucesora inmediata del Adidas Jabulani.
En dicha elección, se presentaron otros dos nombres candidatos para el balón oficial del campeonato: «Bossa Nova» y «Carnavalesca». Según afirma la empresa que suministra el balón, Adidas, los tres nombres empleados para la votación fueron «inspirados en elementos de la cultura brasileña». El término ganador, «Brazuca», representa la forma de ser de los brasileños que se encarna en su emoción, orgullo y buena voluntad.
Esta votación pública representó la primera vez en la historia de los campeonatos del mundo que se permite a los seguidores colaborar significativamente en la elección del nombre de un balón oficial para el torneo.
La Copa Mundial de Fútbol de 2014 representó la decimosegunda ocasión, todas de manera consecutiva, en que la empresa deportiva Adidas fue la encargada de proveer el balón para el torneo, desde que lo hizo en la Copa Mundial de Fútbol de 1970 por primera vez con un diseño exclusivo para el Mundial, el Adidas Telstar.
El término «Brazuca» se utiliza frecuentemente por los brasileños para hablar de sí mismos. Informalmente "Brazuca" sería sinónimo de "Brasileño".

«Me llena de satisfacción que se haya dado la oportunidad a los hinchas brasileños de decidir el nombre de uno de los símbolos más importantes del acontecimiento. Estoy convencido de que la pelota Brazuca pasará a la historia junto con otros balones mundialistas que se han convertido en leyenda, como el tango en Argentina en 1978 y el Azteca en México en 1986»
Jérôme Valcke, Secretario General de la FIFA.

Los investigadores han analizado el diseño de Brazuca mediante túneles de viento, con la ayuda de un robot para golpear balones, y así han concluido que sus características aerodinámicas convierten la trayectoria de su vuelo en la más estable que se haya conocido. La pelota Jabulani, por ejemplo, utilizada en el mundial de Sudáfrica 2010, había sido desarrollada con ocho paneles y es menos estable que las tradicionales que contaban con 32. Fue bastante discutida por los propios jugadores que la utilizaron. Brazuca, con orientación y fricción, modifica la resistencia aérea con éxito.
Brazuca, es además el primer balón de la FIFA en tener cuenta propia de Twitter, que permite a los fanáticos seguir el torneo desde otra perspectiva. Ya ha superado el millón de seguidores.
Cabe mencionar que el 13 de julio se utilizó uno de los rediseños para la final, el Brazuca Final Rio.[cita requerida]

### Mascota
La FIFA y el Comité Organizador Local (COL) presentaron como mascota a un armadillo de tres bandas (el Tolypeutes tricinctus).
En el marco del programa semanal de variedades Fantástico, que transmite la brasileña TV Globo, tuvo lugar la presentación oficial de la mascota, que fue recibida calurosamente por Ronaldo, leyenda del fútbol brasileño y miembro de la directiva del COL.

"Me siento muy feliz al poder dar la bienvenida a un miembro tan importante del equipo de 2014 –dijo sonriendo Ronaldo–, que será nuestro ilustre embajador durante los próximos dos años. Sin duda inspirará a muchos niños y jóvenes futbolistas de Brasil, y de todo el mundo, con la inmensa pasión que siente por el fútbol y por su país".

La presentación tuvo lugar después de una semana de actividades en la que la mascota hizo algunas visitas extraoficiales por todo Brasil. En una de ellas, en la playa de Boa Viagem en Recife, se repartieron dos mil catorce balones azules que representan su original armadura azul y en otra se dio cita virtual con su amigo Ronaldo en São Paulo, así como con otras personalidades durante partidos transmitidos en directo. El armadillo ya tiene su canción oficial, "Tatu Bom de Bola", que interpreta el astro musical Arlindo Cruz.
La FIFA y el COL eligieron el diseño definitivo de la mascota tras examinar 47 propuestas de seis agencias brasileñas. Se tuvieron en cuenta varios factores en el análisis de mercado y exhaustivos estudios entre niños brasileños de 5 a 12 años antes de finalmente optar por el armadillo, creado por la agencia 100 % Design.

“Resulta muy apropiado el hecho de que el armadillo de tres bandas es una especie vulnerable –comentó el Secretario de la FIFA Jérôme Valcke–. Uno de los objetivos del Mundial es usar el torneo para sensibilizar a la gente sobre la importancia del medioambiente y la ecología. Nos alegra poder hacerlo con la ayuda de la mascota; estoy seguro de que conquistará el cariño de muchos, no solo en Brasil, sino también en todo el mundo”.

En la página oficial de la FIFA, el público pudo bautizar a la mascota oficial participando en una votación que duró hasta mediados de noviembre de 2013. Los tres nombres propuestos, que eligió un jurado formado por Bebeto, Arlindo Cruz, Thalita Rebouças, Roberto Duailibi y Fernanda Santos, son: Amijubi –que simboliza la amistad y la alegría– y dos denominaciones con un mensaje ecológico: Fuleco y Zuzeco.
La mascota oficial se une a la familia de iconos de la historia mundialista. Sigue los pasos de Zakumi (Sudáfrica 2010), Goleo (Alemania 2006) y muchos más que se remontan a los días de Willie en el Mundial de 1966. La mascota es un importante elemento visual de la Copa Mundial, que ofrece a la FIFA, el COL y a otras partes interesadas el reconocimiento inconfundible de la marca en campañas promocionales y para todo tipo de público.
Además, se presentó un disco oficial con la música del torneo titulado One Love, One Rhythm – El álbum oficial de la Copa Mundial de la FIFA 2014.

### Sedes
A mediados de 2006, de acuerdo con un periódico brasileño, las ciudades de Río de Janeiro, São Paulo, Porto Alegre, Belo Horizonte y Belém serían sin lugar a dudas algunas de las sedes presentadas por la candidatura, mientras que algunas otras ciudades que podrían recibir algunos partidos serían Rio Branco, Brasilia, Curitiba, Florianópolis, Fortaleza, Goiânia, Recife y Salvador de Bahía. Sin embargo, ninguno de los estadios estaban en las condiciones para organizar el evento, ni siquiera el Arena da Baixada de Curitiba (considerado como el más moderno del país) ni el Estadio Maracaná luego de su remodelación. Este hecho sería reafirmado posteriormente por el informe de inspección, aunque mencionó que las propuestas de renovación de las sedes permitirían que los estadios cumplieran con los requerimientos de la FIFA.
Tras el anuncio oficial de la candidatura, varias ciudades presentaron candidaturas para ser sedes del evento. 18 ciudades sedes fueron presentadas al comité de inspección de la FIFA, las que posteriormente serían reducidas a cerca de 13. Cuatro estadios nuevos fueron presentados y los restantes tendrían importantes renovaciones y remodelaciones, que en total tendrían un costo aproximado de 1,1 mil millones de dólares. No obstante, el entonces presidente brasileño Luiz Inácio Lula da Silva afirmó a la cadena ESPN Brasil en enero de 2009, que no iba a colocar ningún centavo en la construcción de estadios de fútbol.
El 31 de mayo de 2009, el Comité Ejecutivo de la FIFA, reunido en Nasáu, Bahamas, ratificó las 12 sedes oficiales donde se realizarán los partidos del Mundial. Belo Horizonte, Brasilia, Cuiabá, Curitiba, Fortaleza, Manaos, Natal, Porto Alegre, Recife, Río de Janeiro, Salvador de Bahía y São Paulo fueron seleccionadas, mientras Belém, Campo Grande, Florianópolis, Goiânia, Maceió y Rio Branco fueron finalmente dejadas de lado. Los estadios serían completamente renovados, y en el caso de Brasilia, Cuiabá, Manaos y Natal, estos serían reconstruidos en su totalidad.[cita requerida]
La ciudad de São Paulo tenía originalmente como sede al Estadio Morumbí, pero luego de que no se garantizaran los recursos económicos para su remodelación, fue descartado de la cita mundialista. Finalmente se eligió al nuevo estadio del Corinthians para albergar el evento.
Las doce sedes mencionadas originalmente se detallan a continuación:
| Brasil               | Brasil | Brasil | Brasil                |
| Belo Horizonte       | Brasilia | Cuiabá | Curitiba              |
| -------------------- | --- | --- | --------------------- |
| Minas Gerais         | Distrito Federal | Mato Grosso | Paraná                |
| Mineirão (6)         | Nacional (7) | Arena Pantanal (4)                                                                                                   | Arena da Baixada (4)  |
| Capacidad: 62 547    | Capacidad: 68 009 | Capacidad: 42 968 | Capacidad: 41 456     |
|                      | | |                       |
| Fortaleza            | Belo Horizonte Brasilia Cuiabá Curitiba Fortaleza Manaos Natal Porto Alegre Recife Río de Janeiro Salvador São Paulo | Belo Horizonte Brasilia Cuiabá Curitiba Fortaleza Manaos Natal Porto Alegre Recife Río de Janeiro Salvador São Paulo | Manaos                |
| Ceará                | Belo Horizonte Brasilia Cuiabá Curitiba Fortaleza Manaos Natal Porto Alegre Recife Río de Janeiro Salvador São Paulo | Belo Horizonte Brasilia Cuiabá Curitiba Fortaleza Manaos Natal Porto Alegre Recife Río de Janeiro Salvador São Paulo | Amazonas              |
| Castelão (6)         | Belo Horizonte Brasilia Cuiabá Curitiba Fortaleza Manaos Natal Porto Alegre Recife Río de Janeiro Salvador São Paulo | Belo Horizonte Brasilia Cuiabá Curitiba Fortaleza Manaos Natal Porto Alegre Recife Río de Janeiro Salvador São Paulo | Arena da Amazônia (4) |
| Capacidad: 64 846    | Belo Horizonte Brasilia Cuiabá Curitiba Fortaleza Manaos Natal Porto Alegre Recife Río de Janeiro Salvador São Paulo | Belo Horizonte Brasilia Cuiabá Curitiba Fortaleza Manaos Natal Porto Alegre Recife Río de Janeiro Salvador São Paulo | Capacidad: 42 374     |
|                      | Belo Horizonte Brasilia Cuiabá Curitiba Fortaleza Manaos Natal Porto Alegre Recife Río de Janeiro Salvador São Paulo | Belo Horizonte Brasilia Cuiabá Curitiba Fortaleza Manaos Natal Porto Alegre Recife Río de Janeiro Salvador São Paulo |                       |
| Natal                | Belo Horizonte Brasilia Cuiabá Curitiba Fortaleza Manaos Natal Porto Alegre Recife Río de Janeiro Salvador São Paulo | Belo Horizonte Brasilia Cuiabá Curitiba Fortaleza Manaos Natal Porto Alegre Recife Río de Janeiro Salvador São Paulo | Porto Alegre          |
| Río Grande del Norte | Belo Horizonte Brasilia Cuiabá Curitiba Fortaleza Manaos Natal Porto Alegre Recife Río de Janeiro Salvador São Paulo | Belo Horizonte Brasilia Cuiabá Curitiba Fortaleza Manaos Natal Porto Alegre Recife Río de Janeiro Salvador São Paulo | Río Grande del Sur    |
| Arena das Dunas (4)  | Belo Horizonte Brasilia Cuiabá Curitiba Fortaleza Manaos Natal Porto Alegre Recife Río de Janeiro Salvador São Paulo | Belo Horizonte Brasilia Cuiabá Curitiba Fortaleza Manaos Natal Porto Alegre Recife Río de Janeiro Salvador São Paulo | Beira-Rio (5)         |
| Capacidad: 42 086    | Belo Horizonte Brasilia Cuiabá Curitiba Fortaleza Manaos Natal Porto Alegre Recife Río de Janeiro Salvador São Paulo | Belo Horizonte Brasilia Cuiabá Curitiba Fortaleza Manaos Natal Porto Alegre Recife Río de Janeiro Salvador São Paulo | Capacidad: 48 849     |
|                      | Belo Horizonte Brasilia Cuiabá Curitiba Fortaleza Manaos Natal Porto Alegre Recife Río de Janeiro Salvador São Paulo | Belo Horizonte Brasilia Cuiabá Curitiba Fortaleza Manaos Natal Porto Alegre Recife Río de Janeiro Salvador São Paulo |                       |
| Recife               | Río de Janeiro | Salvador | São Paulo             |
| Pernambuco           | Río de Janeiro | Bahía | São Paulo             |
| Arena Pernambuco (5) | Maracanã (7) | Arena Fonte Nova (6)                                                                                                 | Arena Corinthians (6) |
| Capacidad: 44 248    | Capacidad: 76 804 | Capacidad: 52 048 | Capacidad: 65 807     |
|                      | | |                       |

#### Sostenibilidad y medio ambiente
Brasil quiso aprovechar la Copa Mundial de Fútbol de 2014 para mostrar su interés por un modelo económico más sostenible y su apuesta por las energías renovables. Por ello varios de los estadios donde se celebrarán los eventos deportivos han sido equipados en su cubierta con paneles solares, que ayudarán a cubrir sus necesidades energéticas mediante energía solar fotovoltaica. Así sucede en el Estadio Mané Garrincha de Brasilia, en el estadio «Maracaná» en Río de Janeiro, en el estadio Itaipava Arena Pernambuco de Pernambuco y en el estadio «Mineirão», en Belo Horizonte.
El presidente de la FIFA, Joseph Blatter afirmó: "la FIFA se compromete a garantizar que tanto la planificación como la celebración de la Copa Mundial de la FIFA 2014 siguen principios de sostenibilidad. Proyectos solares a gran escala como este contribuyen a nuestra misión de reducir el impacto negativo y aumentar el impacto positivo de la Copa Mundial de Fútbol en la sociedad y en el medio ambiente."

### Campamentos base
El viernes 31 de enero de 2014 la FIFA anunció la sede de los campamentos base de cada una de las selecciones participantes en el mundial:
| Equipo               | Ciudad              | Estado            |                | Equipo         | Ciudad         | Estado |
| -------------------- | ------------------- | ----------------- | -------------- | -------------- | -------------- | ------ |
| Alemania             | Santa Cruz Cabrália | Bahía             | Estados Unidos | São Paulo      | São Paulo      |        |
| Argelia              | Sorocaba            | São Paulo         | Francia        | Ribeirão Preto | São Paulo      |        |
| Argentina            | Vespasiano          | Minas Gerais      | Ghana          | Maceió         | Alagoas        |        |
| Australia            | Vitória             | Espírito Santo    | Grecia         | Aracaju        | Sergipe        |        |
| Bélgica              | Mogi das Cruzes     | São Paulo         | Honduras       | Porto Feliz    | São Paulo      |        |
| Bosnia y Herzegovina | Guarujá             | São Paulo         | Inglaterra     | Río de Janeiro | Río de Janeiro |        |
| Brasil               | Teresópolis         | Río de Janeiro    | Irán           | Guarulhos      | São Paulo      |        |
| Camerún              | Vitória             | Espírito Santo    | Italia         | Mangaratiba    | Río de Janeiro |        |
| Chile                | Belo Horizonte      | Minas Gerais      | Japón          | Itu            | São Paulo      |        |
| Colombia             | Cotia               | São Paulo         | México         | Santos         | São Paulo      |        |
| Corea del Sur        | Foz do Iguaçu       | Paraná            | Nigeria        | Campinas       | São Paulo      |        |
| Costa de Marfil      | Águas de Lindoia    | São Paulo         | Países Bajos   | Río de Janeiro | Río de Janeiro |        |
| Costa Rica           | Santos              | São Paulo         | Portugal       | Campinas       | São Paulo      |        |
| Croacia              | Mata de São João    | Bahía             | Rusia          | Itu            | São Paulo      |        |
| Ecuador              | Viamão              | Rio Grande do Sul | Suiza          | Porto Seguro   | Bahía          |        |
| España               | Curitiba            | Paraná            | Uruguay        | Sete Lagoas    | Minas Gerais   |        |

### Lista de árbitros
La FIFA anunció una lista de 25 árbitros, provenientes de las 6 confederaciones continentales.
Los árbitros, y sus asistentes, tienen su campamento base en un edificio ubicado en Barra da Tijuca.
Concacaf
- Marco Rodríguez
- Joel Aguilar
- Mark Geiger
- Roberto Moreno
- Walter López

OFC
- Peter O'Leary
- Norbert Hauata

UEFA
- Björn Kuipers
- Carlos Velasco
- Cüneyt Çakir
- Felix Brych
- Jonas Eriksson
- Milorad Mažić
- Nicola Rizzoli
- Howard Webb
- Pedro Proença
- Svein Oddvar Moen

CAF
- Djamel Haimoudi
- Bakary Gassama
- Noumandiez Doue
- Sidi Alioum

AFC
- Ben Williams
- Nawaf Shukralla
- Yuichi Nishimura
- Ravshan Irmatov
- Alireza Faghani

Conmebol
- Carlos Vera
- Enrique Osses
- Sandro Ricci
- Néstor Pitana
- Wilmar Roldán
- Víctor Hugo Carrillo

### Formato de competición
Los 32 equipos que participan en la fase final se dividen en ocho grupos de cuatro equipos cada uno. Dentro de cada grupo se enfrentan una vez entre sí, por el sistema de todos contra todos. Según el resultado de cada partido se otorgan tres puntos al ganador, un punto a cada equipo en caso de empate, y ninguno al perdedor.
Pasan a la siguiente ronda los dos equipos de cada grupo mejor clasificados. El orden de clasificación se determina teniendo en cuenta los siguientes criterios, en orden de preferencia:
1. El mayor número de puntos obtenidos teniendo en cuenta todos los partidos del grupo
2. La mayor diferencia de goles teniendo en cuenta todos los partidos del grupo
3. El mayor número de goles a favor anotados teniendo en cuenta todos los partidos del grupo

Si dos o más equipos quedan igualados según las pautas anteriores, sus posiciones se determinarán mediante los siguientes criterios, en orden de preferencia:
1. El mayor número de puntos obtenidos en los partidos entre los equipos en cuestión
2. La diferencia de goles teniendo en cuenta los partidos entre los equipos en cuestión
3. El mayor número de goles a favor anotados por cada equipo en los partidos disputados entre los equipos en cuestión
4. Sorteo del comité organizador de la Copa Mundial

La segunda fase incluye todas las rondas desde los octavos de final hasta la final. Mediante el sistema de eliminación directa se clasifican los cuatro semifinalistas. Los equipos perdedores de las semifinales juegan un partido por el tercer y cuarto puesto, mientras que los ganadores disputan el partido final, donde el vencedor obtiene la Copa Mundial.
Si después de los 90 minutos de juego el partido se encuentra empatado se juega un tiempo suplementario de dos etapas de 15 minutos cada una. Si el resultado sigue empatado tras esta prórroga, el partido se define por el procedimiento de tiros desde el punto penal.

### Patrocinios

#### Socios Oficiales de FIFA
- Adidas
- Coca-Cola
- Hyundai
- Kia
- Fly Emirates
- Powerade
- Sony
- VISA

#### Patrocinadores de la Copa Mundial de Fútbol
- Anheuser-Busch InBev
- Castrol
- Continental
- Johnson & Johnson
- McDonald's
- Oi
- Seara
- Yingli

#### Partidarios nacionales
- Apex Brasil
- Banco Itaú
- Liberty Seguros
- Garoto
- Wise Up

#### Marcas Varias
Aparte de Budweiser cerveza oficial de la Copa Mundial propietaria de Anheuser-Busch InBev, en los partidos que jugaron varias selecciones, en las publicidades estáticas led figuraron cervezas de varios países de la marca Anheuser-Busch InBev. Similar caso de marcas hermanas de Coca-Cola.
- Aquarius
- Becks
- Brahma
- Hasseröder
- Jupiler
- Quilmes
- Harbin

## Equipos participantes

Clasificado
No se ha podido clasificar
No entró
No es un miembro de la FIFA

En total, 202 de las 208 federaciones afiliadas a la FIFA tomaron parte de la fase de clasificación. El campeón de la Copa Mundial de Fútbol de 2010, la selección de España, debió tomar parte de la clasificación previa.
Durante una sesión en Zúrich (Suiza) el 3 de marzo de 2011, la FIFA resolvió que la repartición de los 31 cupos fuera la siguiente:
- AFC: 4.5 cupos.
- CAF: 5 cupos.
- Concacaf: 3.5 cupos.
- Conmebol: 4.5 cupos.
- OFC: 0.5 cupos.
- UEFA: 13 cupos.

El reparto fue el mismo que en 2006 y 2010, con la excepción de la confederación que organiza el torneo, que obtuvo una plaza adicional. La repesca intercontinental se decidió mediante un sorteo realizado en Río de Janeiro (Brasil) el 30 de julio de 2011, entre las cuatro confederaciones sin número fijo de selecciones en el Mundial (AFC, Concacaf, Conmebol y OFC). El mismo arrojó como resultado que el cuarto clasificado de la Concacaf enfrentó al ganador de la OFC, mientras que el quinto de la AFC se midió con el quinto de la Conmebol.
En cursiva el único equipo debutante.
| Clasificatorias | Clasificatorias | Clasificatorias | Clasificatorias | Clasificatorias | Clasificatorias |
| --------------- | --------------- | --------------- | --------------- | --------------- | --------------- |
| AFC             | CAF             | Concacaf        | Conmebol        | OFC             | UEFA            |

| Equipos participantes | Equipos participantes | Equipos participantes | Equipos participantes |
| --------------------- | --------------------- | --------------------- | --------------------- |
| Alemania              | Chile                 | Estados Unidos        | Japón                 |
| Argelia               | Colombia              | Francia               | México                |
| Argentina             | Corea del Sur         | Ghana                 | Nigeria               |
| Australia             | Costa de Marfil       | Grecia                | Países Bajos          |
| Bélgica               | Costa Rica            | Honduras              | Portugal              |
| Bosnia y Herzegovina  | Croacia               | Inglaterra            | Rusia                 |
| Brasil                | Ecuador               | Irán                  | Suiza                 |
| Camerún               | España                | Italia                | Uruguay               |

### Seleccionadores nacionales
Entre paréntesis la selección que entrenó el seleccionador.
| Seleccionadores nacionales         | Seleccionadores nacionales       | Seleccionadores nacionales        | Seleccionadores nacionales    |
| ---------------------------------- | -------------------------------- | --------------------------------- | ----------------------------- |
| Joachim Löw (Alemania)             | Jorge Sampaoli (Chile)           | Jürgen Klinsmann (Estados Unidos) | Alberto Zaccheroni (Japón)    |
| Vahid Halilhodžić (Argelia)        | José Pekerman (Colombia)         | Didier Deschamps (Francia)        | Miguel Herrera (México)       |
| Alejandro Sabella (Argentina)      | Hong Myung-bo (Corea del Sur)    | Akwasi Appiah (Ghana)             | Stephen Keshi (Nigeria)       |
| Ange Postecoglou (Australia)       | Sabri Lamouchi (Costa de Marfil) | Fernando Santos (Grecia)          | Louis van Gaal (Paises Bajos) |
| Marc Wilmots (Bélgica)             | Jorge Luis Pinto (Costa Rica)    | Luis Fernando Suárez (Honduras)   | Paulo Bento (Portugal)        |
| Safet Sušić (Bosnia y Herzegovina) | Niko Kovač (Croacia)             | Roy Hodgson (Inglaterra)          | Fabio Capello (Rusia)         |
| Luiz Felipe Scolari (Brasil)       | Reinaldo Rueda (Ecuador)         | Carlos Queiroz (Irán)             | Ottmar Hitzfeld (Suiza)       |
| Volker Finke (Camerún)             | Vicente del Bosque (España)      | Cesare Prandelli (Italia)         | Óscar Tabárez (Uruguay)       |

### Sorteo
La Comisión Organizadora de la Copa Mundial de la FIFA se reunió el miércoles 19 de marzo de 2013 en la sede de la FIFA en Zúrich. En esa sesión, se acordó ampliar su ámbito de responsabilidad con el fin de ser partícipe en las decisiones que se adopten sobre los preparativos de las Copas Mundiales de 2018 y 2022. También se confirmó que el sorteo final de la Copa Mundial de Fútbol 2014 tendría lugar en el complejo Costa do Sauipe de Salvador de Bahía a las 13:00, hora de Brasil (UTC-3), del 6 de diciembre. La ubicación definitiva de los países en los bombos se había confirmado tres días antes y dependió, siempre que fue posible, de factores deportivos, económicos y geográficos, a discreción del comité organizador de la FIFA. Toda distribución realizada según el rendimiento de los equipos en cada competición preliminar de las confederaciones se basó en la Clasificación Mundial de FIFA/Coca-Cola.
| Bombo 1 Cabezas de serie                                                                        | Bombo 2 Conmebol, CAF                                       | Bombo 3 Concacaf, AFC                                                        | Bombo 4 UEFA                                                                                           |
| ----------------------------------------------------------------------------------------------- | ----------------------------------------------------------- | ---------------------------------------------------------------------------- | --- |
| Alemania Argentina Bélgica Brasil (Anfitrión, asignado al Gpo. A) Colombia España Suiza Uruguay | Argelia Camerún Chile Costa de Marfil Ecuador Ghana Nigeria | Australia Corea del Sur Costa Rica Estados Unidos Honduras Irán Japón México | Bosnia y Herzegovina Croacia Inglaterra Francia Grecia Italia (al bombo 2) Países Bajos Portugal Rusia |

Tras agotarse los equipos del bombo 1, se realizó el sorteo para que una selección del bombo 4 pasara al bombo 2, logrando de esta forma que los cuatro bombos tuvieran la misma cantidad de equipos; resultó seleccionada Italia. A su vez, en un bombo auxiliar, denominado X, fueron colocados los nombres de las cuatro selecciones sudamericanas cabezas de serie. El equipo sorteado de este bombo sería acompañado por Italia, evitando que tres selecciones europeas compartieran un mismo grupo; fue seleccionado Uruguay.

## Desarrollo

### Ceremonia de apertura

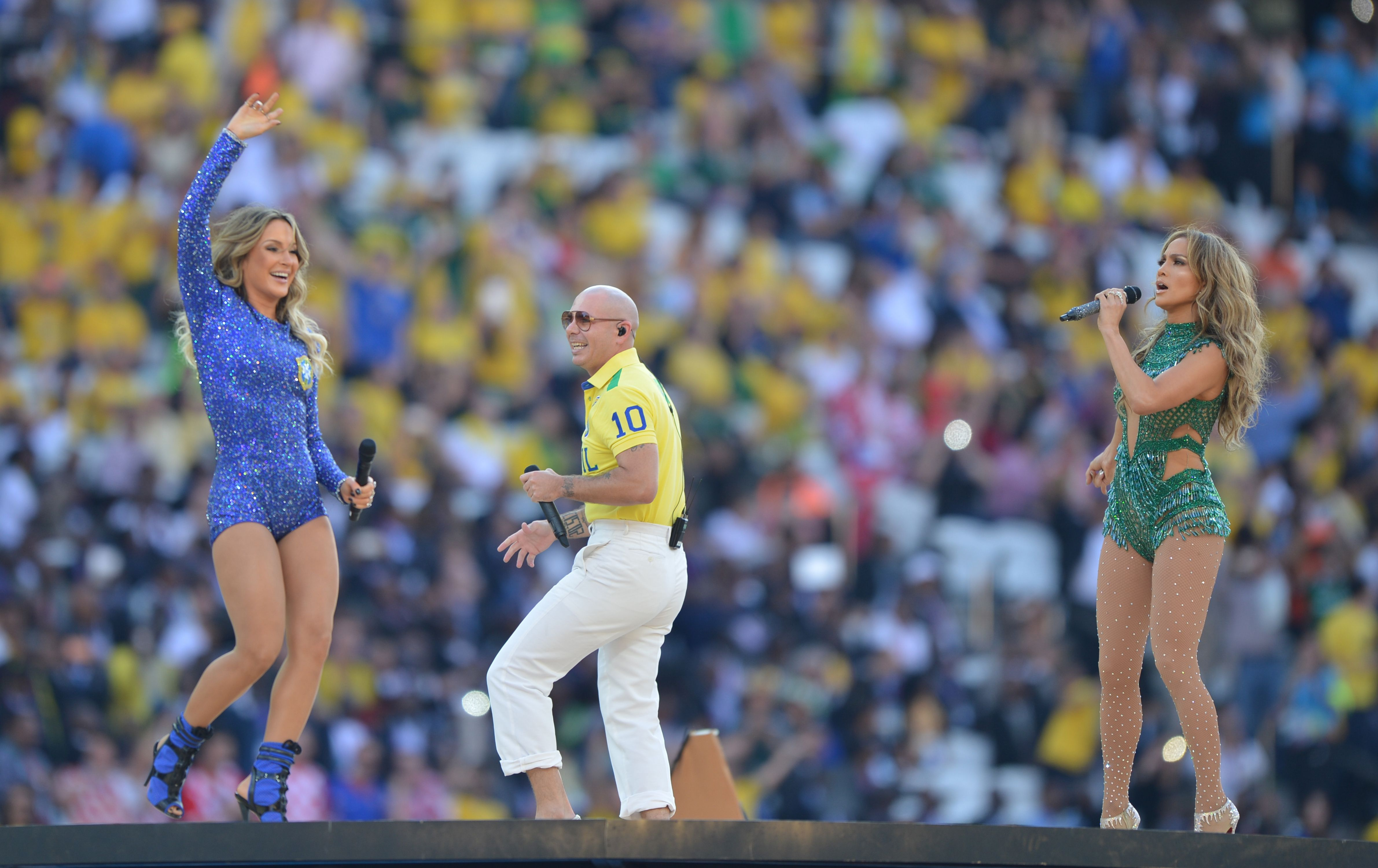
De izquierda a derecha: Cláudia Leitte, Pitbull y Jennifer Lopez cantando en la ceremonia inaugural.

La ceremonia de apertura se desarrolló durante 25 minutos en el Arena Corinthians de São Paulo.
Evocando a la naturaleza, el primer acto se lució de árboles y flores autóctonos de Brasil, dando color el área central del espectáculo en el cual se representó el verde de la Amazonia y sus ríos. Más adelante se representó la cultura brasileña.
El pasto del estadio estaba cubierto por una tela de colores, al tiempo que el atractivo principal fue una bola luminosa con mil fotogramas de tecnología led, compuesta por más de 90 000 celdas, que estaba exactamente en la mitad de la cancha. Promediando la ceremonia, la bola se abrió y se formó un escenario, y desde ella salieron Pitbull, Jennifer Lopez y Cláudia Leitte, para interpretar la canción «We Are One (Ole Ola)» acompañados por el colectivo brasileño de tambores Olodum, en un marco de más de 60 000 espectadores.
El momento más emotivo fue protagonizado por un joven parapléjico, quien, ayudado por un exoesqueleto, dio un simbólico puntapié inicial.
La presidenta de Brasil, Dilma Rousseff, estuvo presente en el estadio, y también durante el desarrollo del partido posterior.

### Fase de grupos

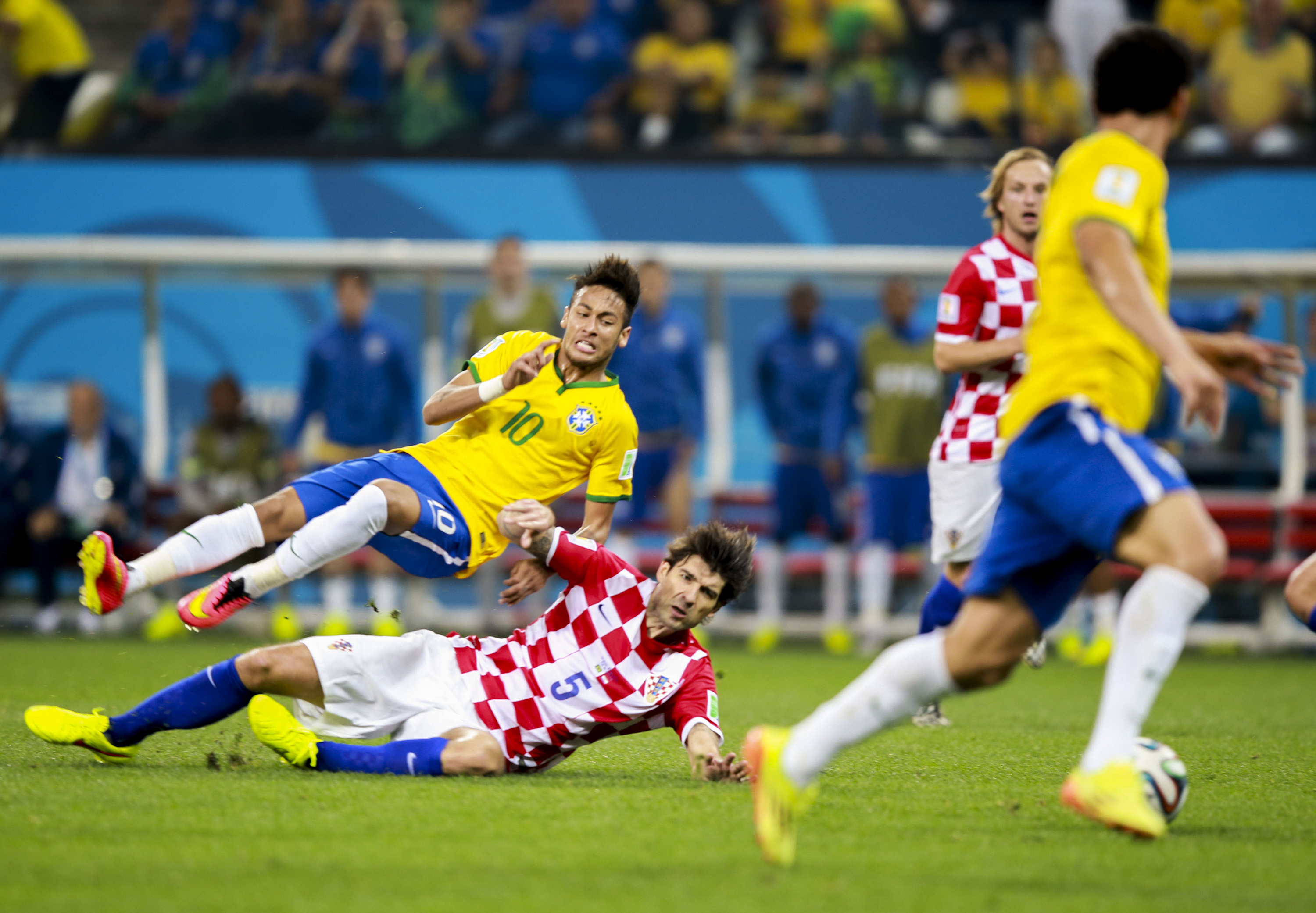
y en el primer partido de la Copa Mundial.

La primera fase del torneo se inició con el partido por el Grupo A entre Brasil, la selección anfitriona, y Croacia. Los locales llegaron como el principal favorito a levantar la Copa Mundial por casas de apuestas y diversos medios de prensa. Aunque Brasil ganó en el debut por 3:1 con un destacado rol de Neymar, el partido mostró serias complicaciones que desembocaron en el autogol del defensa brasileño Marcelo que abrió el marcador.  Fue la primera vez en la historia de la copa mundial de fútbol, que el primer gol del torneo es un autogol, y además se da la particularidad de haber sido anotado por un jugador del país anfitrión. A ello se sumó el polémico arbitraje de Yuichi Nishimura, que cobró un controvertido penalti a favor del equipo local. En su segundo partido, Brasil tuvo dificultades ante México y no pudo derrotar al arquero Guillermo Ochoa, terminando el encuentro sin goles. Ambos equipos lograron su clasificación en la tercera fecha, dejando fuera a Croacia y Camerún. La selección de Camerún enfrentó graves problemas internos, incluso antes de llegar a Brasil: los titulares de la selección se negaron inicialmente a asistir al torneo debido a un conflicto con los dirigentes por los premios. Aunque finalmente participaron, tuvieron un bajo desempeño con tres derrotas consecutivas ante mexicanos (0:1), croatas (0:4) y brasileños (1:4) (incluyendo una pelea entre dos jugadores africanos en el partido contra Croacia). Tras el fin de su participación, se inició una investigación en Camerún sobre posibles arreglos de los partidos disputados por su selección.
Tras el sorteo, el Grupo B fue considerado por algunos expertos como uno de los grupos de la muerte al incluir al campeón y subcampeón vigentes, España y Países Bajos, además de Chile y Australia. A excepción de Australia, los equipos del grupo estaban entre los 15 mejores del clasificación FIFA publicado previo al torneo. España, pese a ser uno de los favoritos para revalidar su título, sufrió una goleada 1:5 de parte de los Países Bajos en la reedición de la final de 2010 y fue eliminada en la segunda fecha al perder por 0:2 ante Chile, uno de los equipos revelación de la primera fase. Neerlandeses y chilenos pasaron a la siguiente etapa, mientras que los australianos quedaron en el último lugar, pese a una digna actuación.
Pese a la ausencia por lesión de Radamel Falcao, su principal estrella, Colombia fue el claro líder del Grupo C, derrotando a los tres equipos restantes y clasificando a la segunda ronda. Tras vencer a Japón y perder por un estrecho margen ante la selección colombiana, Costa de Marfil quedó en la mejor posición para ser el segundo clasificado, para lo cual bastaba empatar o ganar ante Grecia en la última fecha. Los griegos, de discreto desempeño en las dos primeras fechas, lograron derrotar a los marfileños en el último minuto gracias a un controvertido penalti.

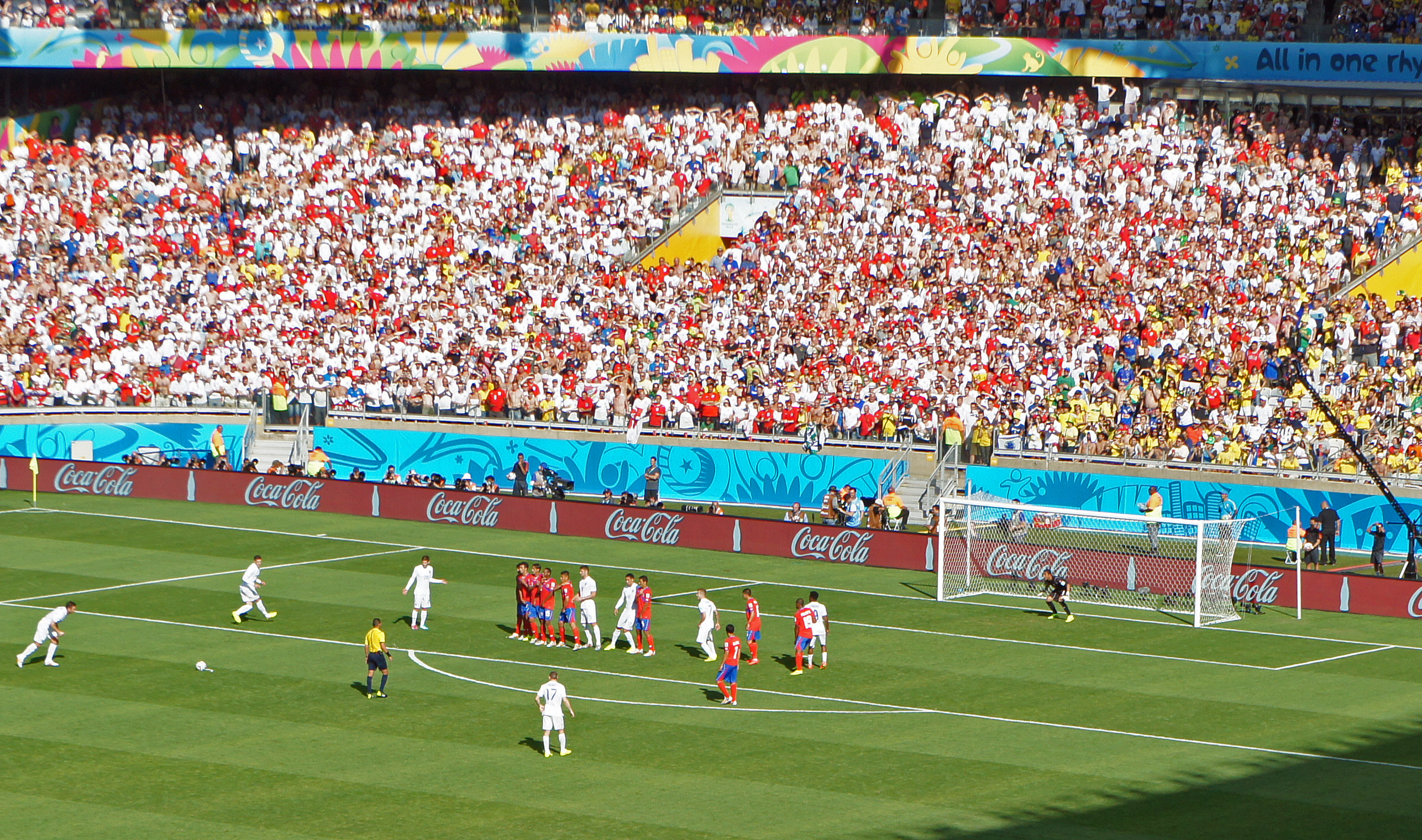
clasificó a octavos de final por segunda vez en su historia, mientras que quedó eliminado.

El Grupo D fue otro grupo considerado de la muerte al reunir a tres campeones anteriores del torneo: Uruguay, Italia e Inglaterra. Sin embargo, la sorpresa sería la histórica clasificación de Costa Rica, a la que muchos expertos habían augurado previamente un resultado desastroso ante rivales de mayor trayectoria. Los centroamericanos derrotaron sucesivamente a uruguayos e italianos, para luego empatar ante ingleses y pasar en el primer lugar del grupo. Italia y Uruguay llegaron a la última fecha igualados en puntos, aunque los europeos presentaban una ventaja en la diferencia de goles, por lo que les bastaba un empate para pasar a la siguiente ronda. El partido entre ambos equipos fue bastante tenso, incluyendo la expulsión de Claudio Marchisio. En el minuto 79', el delantero uruguayo Luis Suárez le aplicó un mordisco a Giorgio Chiellini, dentro del área penal italiana; aunque el árbitro no detectó la falta en el momento, la polémica posterior generada terminó en una actuación de oficio sobre Suárez, suspendiéndolo por 9 partidos internacionales y 4 meses de todo tipo de actividad deportiva, además de una fuerte multa y el abandono de la concentración de su equipo. Pocos minutos después, el uruguayo Diego Godín marcó el gol que le dio la victoria y la clasificación a su selección, dejando a los italianos en el camino.

Un tiro libre de en el partido contra por el Grupo E.

En el Grupo E, Francia se alzó como líder del grupo tras sendas victorias ante Honduras y Suiza y un empate en la última fecha ante Ecuador. Suiza, pese a ser el cabeza de serie, tuvo dificultades para pasar a la siguiente fase. En su primer partido derrotaron en el último minuto a los ecuatorianos y luego recibieron cinco goles franceses en contra; solo la tripleta de Xherdan Shaqiri ante Honduras le permitió el paso de los suizos a la siguiente ronda. Ecuador y Honduras se convirtieron en los únicos equipos de América que no lograron clasificar a la segunda ronda. En tanto, Argentina, otro de los favoritos, clasificó como líder del Grupo F ganando sus tres partidos; sin embargo, su desempeño general generó algunas dudas. El aspecto más destacado de los argentinos fue la actuación de Lionel Messi, considerado uno de los mejores jugadores del mundo a la fecha. Nigeria logró el segundo cupo del grupo, dejando fuera del torneo a Irán y la debutante selección de Bosnia y Herzegovina.

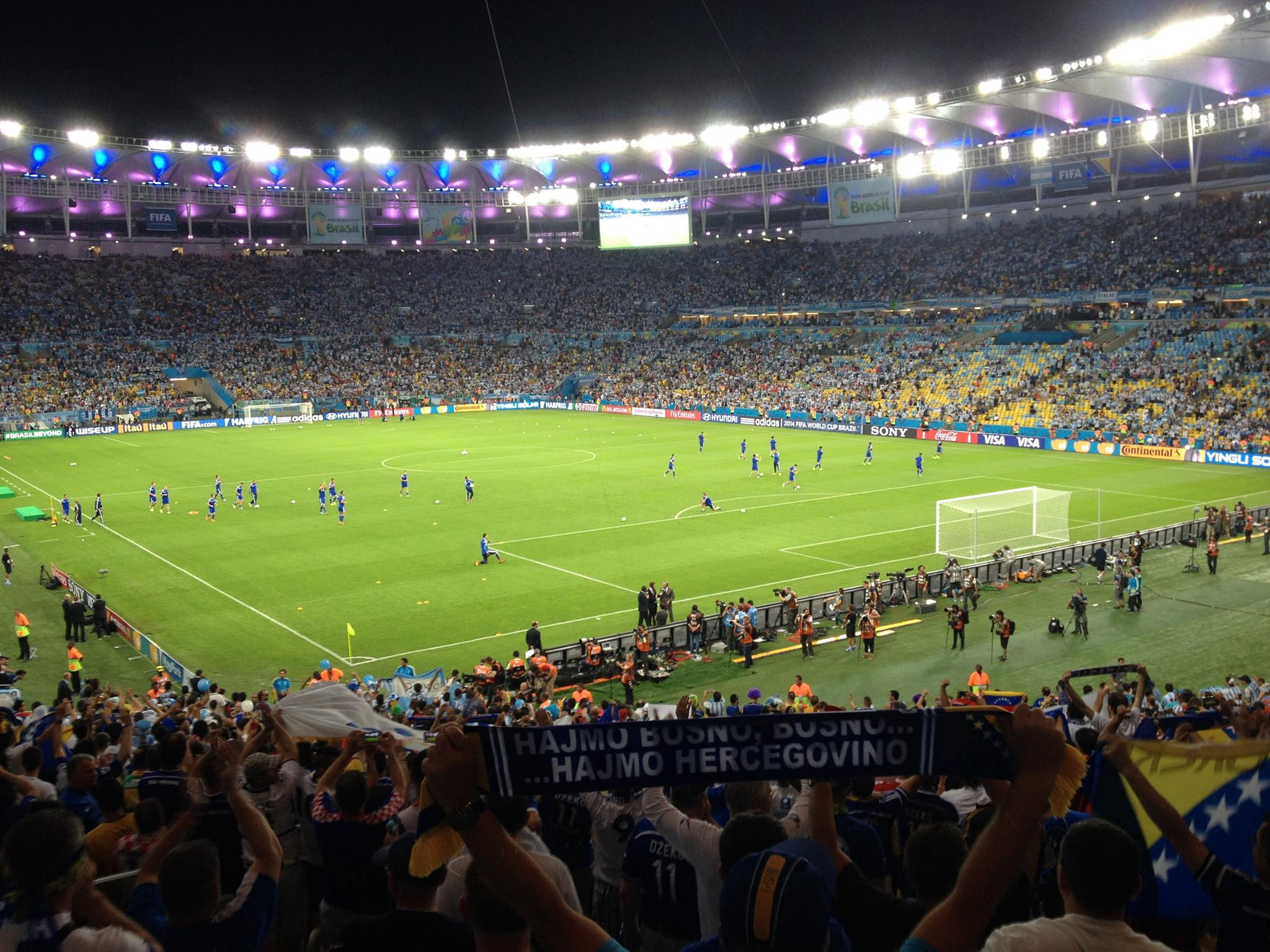
La selección de debutó en la Copa Mundial en la derrota por 1-2 ante, en el Estadio Maracanã.

El Grupo G contó con la presencia de Alemania, Portugal, Ghana y los Estados Unidos. En el primer partido del grupo, Alemania goleó 4:0 a la selección portuguesa gracias en parte a una tripleta de Thomas Müller. Por otro lado, el estadounidense Clint Dempsey anotó a 30 segundos de iniciado el partido contra Ghana, uno de los goles más rápidos de la historia del torneo. Aunque los africanos lograron igualar el marcador, Estados Unidos anotó el gol de la victoria en el minuto 86', vengándose de las dos derrotas sufridas ante Ghana en las dos ediciones anteriores del torneo. Alemanes y ghaneses vivieron un emocionante partido que finalizó con un empate a dos goles, uno de los cuales permitió a Miroslav Klose convertirse en el mayor goleador de la historia de los mundiales a la fecha (junto al brasileño Ronaldo). Portugal, en tanto, quedó al borde de la eliminación tras empatar ante Estados Unidos en el minuto 95' de la prórroga. En la última fecha, todos los equipos llegaron con posibilidades de clasificar, aunque a Alemania y Estados Unidos les bastaba un empate. Finalmente Alemania derrotó por 1-0 a los estadounidenses con un gol de Thomas Müller, y Ghana, que necesitaba una victoria para pasar a la segunda ronda, terminó derrotada con un gol de Cristiano Ronaldo. No obstante el resultado no fue suficiente y Portugal también quedó eliminado.
Bélgica y Argelia lograron clasificar a la siguiente fase desde el Grupo H. Ambos equipos se enfrentaron en el primer partido del grupo, en el cual los argelinos se mantuvieron en ventaja durante gran parte del encuentro tras un penal en el minuto 20'; sin embargo, los belgas lograron la victoria tras marcar dos goles en los últimos 20 minutos del partido. Tras empatar entre ellos, Rusia y Corea del Sur debieron salir a obtener una victoria en la segunda fecha para continuar en carrera, pero Argelia venció a los asiáticos por 4:2 mientras los belgas anotaron el único gol en el partido ante los rusos. En la última fecha, Bélgica aseguró el primer lugar del grupo con un tanto ante los coreanos, mientras los argelinos pasaron a octavos de final por primera vez en la historia tras empatar con Rusia.
Tras la fase de grupos, los equipos americanos demostraron un gran resultado, lo que permitió que 8 de los 10 equipos de dicho continente clasificaran a la segunda fase del torneo: 3 de 4 de la Concacaf y 5 de 6 de la Conmebol (solo Honduras y Ecuador no lograron clasificar). Aunque los seleccionados europeos tuvieron un desempeño irregular, 6 de sus miembros pasaron a la siguiente ronda. África, en tanto, logró un resultado histórico al obtener 2 cupos en la ronda final. Por el contrario, Asia tuvo un mal resultado, quedando todos los representantes de dicho continente fuera de la segunda ronda; esto no ocurría desde la Copa Mundial de Fútbol de 2006.

### Fase de eliminatorias

#### Octavos y cuartos de final

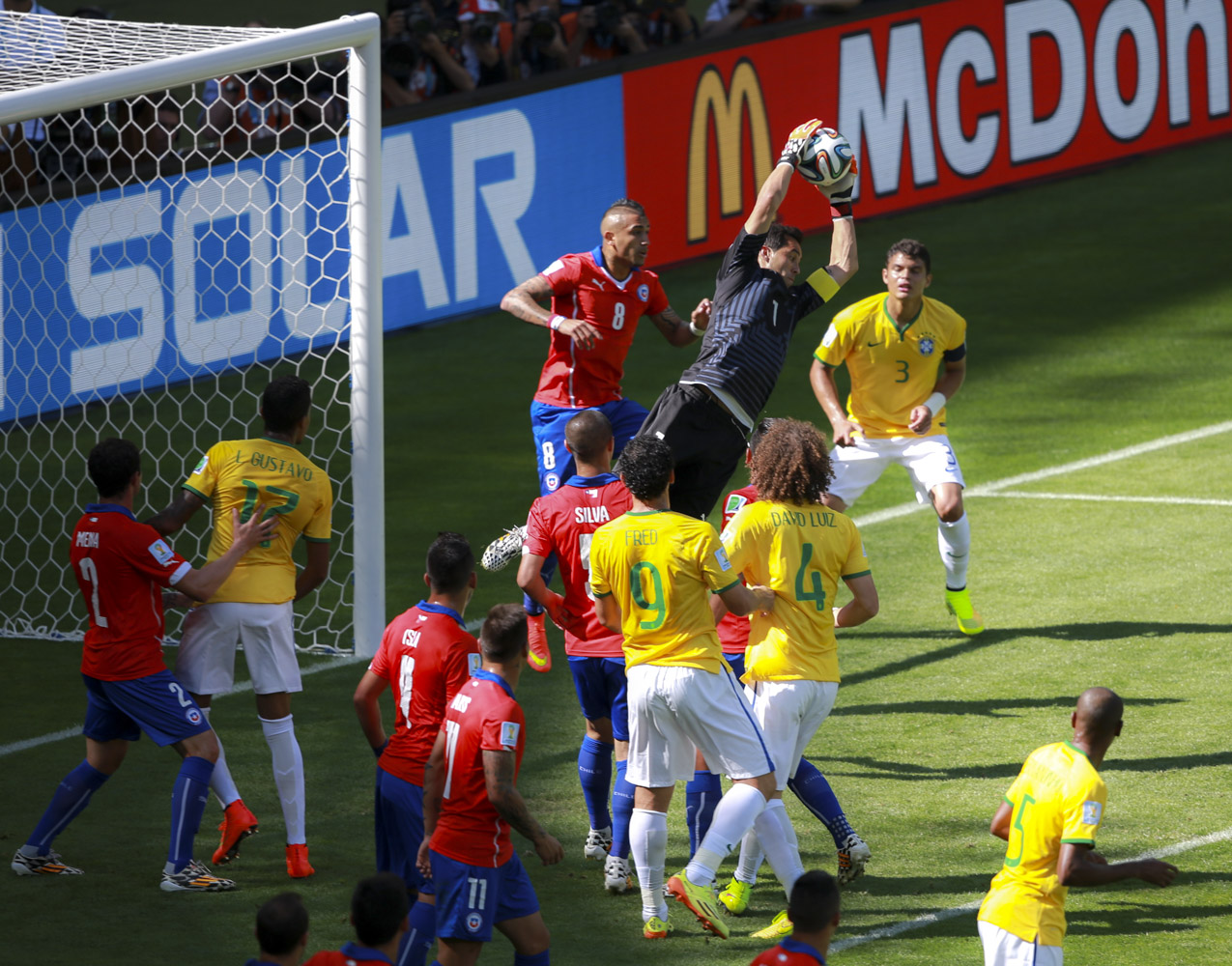
Brasil y Chile empataron en el tiempo regular, tras los cual se recurrió a una definición por penales.

Pese al éxito de Sudamérica en la ronda de grupos, la disposición de los grupos dejó a cuatro de los cinco equipos de dicho continente en la misma llave, por lo que solo uno de ellos alcanzaría el pase a la semifinal. En el primer partido de los octavos de final, Brasil se enfrentó a Chile. Los locales se pusieron en ventaja inicialmente a través de David Luiz, pero un gol de Alexis Sánchez logró la igualdad antes de que terminara el primer tiempo. Ambos equipos se mantuvieron parejos hasta llegar a la prórroga. Un tiro de Mauricio Pinilla en el último minuto golpeó el travesaño, lo cual evitó la victoria chilena y obligó la ejecución de tiros penales (la primera de la selección andina en la historia de las Copas del Mundo). En esa instancia, Brasil se mostró más preciso y alcanzó el pase a la siguiente ronda, aunque los nervios mostrados por los jugadores durante la tanda de penaltis motivaron a la intervención de psicólogos que los ayudaran a superar la presión de ser campeones.
Colombia, por otro lado, venció con holgura a Uruguay, que llegó disminuida tras la suspensión de Luis Suárez. James Rodríguez fue clave en la victoria colombiana, anotando los dos goles del encuentro; su primer tanto fue considerado el mejor gol del torneo por miles de votos a través de la página oficial de la FIFA.  el cual más tarde sería elegido como ganador del Premio Puskás al mejor gol del año. Los ganadores de ambos encuentros se enfrentaron posteriormente en Fortaleza. Colombia no logró mantener el ritmo de los partidos anteriores y fue superada por la selección local, quienes se pusieron en ventaja con goles de Thiago Silva y David Luiz. James Rodríguez descontó a través de un penalti en el minuto 80. Aunque Brasil logró el pase a la semifinal, el partido ante Colombia lo dejó con serias dificultades: un fuerte choque dejó a Neymar, la principal figura de Brasil, con fractura de una vértebra lumbar, mientras el capitán Thiago Silva quedó con suspensión para el siguiente partido por acumulación de tarjetas amarillas.
México enfrentó a los Países Bajos en octavos de final y soñó con romper su racha de cinco eliminaciones consecutivas en dicha ronda luego de ponerse en ventaja con un gol de Giovanni Dos Santos en el minuto 48. Sin embargo, la selección europea logró revertir el resultado con un gol de Wesley Sneijder a dos minutos del fin del tiempo regular y, seis minutos después, la anotación de un penalti por Klaas-Jan Huntelaar a segundos del final del encuentro. El penalti, originado por una supuesta falta de Rafael Márquez sobre Arjen Robben, fue muy polémico; mientras mexicanos consideraron que había sido producto de una simulación, Robben afirmó que su caída fue real (aunque confesó que una anterior había sido simulada). En el otro encuentro de la llave, Costa Rica y Grecia se enfrentaron para alcanzar por primera vez los cuartos de final de un Mundial. Bryan Ruiz abrió el marcador, pero Grecia logró empatar en el minuto 90'+1' con un tiro de Sokratis Papastathopoulos. El arquero costarricense Keylor Navas tuvo una destacada participación al evitar una nueva anotación de los helénicos durante la prórroga y al tapar un tiro de Theofanis Gekas en la tanda de penaltis, permitiendo el paso por primera vez de un país de América Central a la ronda de los 8 mejores equipos. Navas volvió a ser figura clave en el encuentro por cuartos de final ante los Países Bajos. Pese a la superioridad ofensiva de los neerlandeses en el tiempo regular y la prórroga, el arquero de Costa Rica logró evitar un gol en su arco. Cuando la definición de penales parecía inminente, el entrenador neerlandés Louis van Gaal realizó un sorpresivo cambio de arquero, ingresando a Tim Krul en reemplazo del estable Jasper Cillessen. La jugada fue efectiva para los Países Bajos, que pasaron a la semifinal tras atajar dos de los 4 tiros costarricenses.

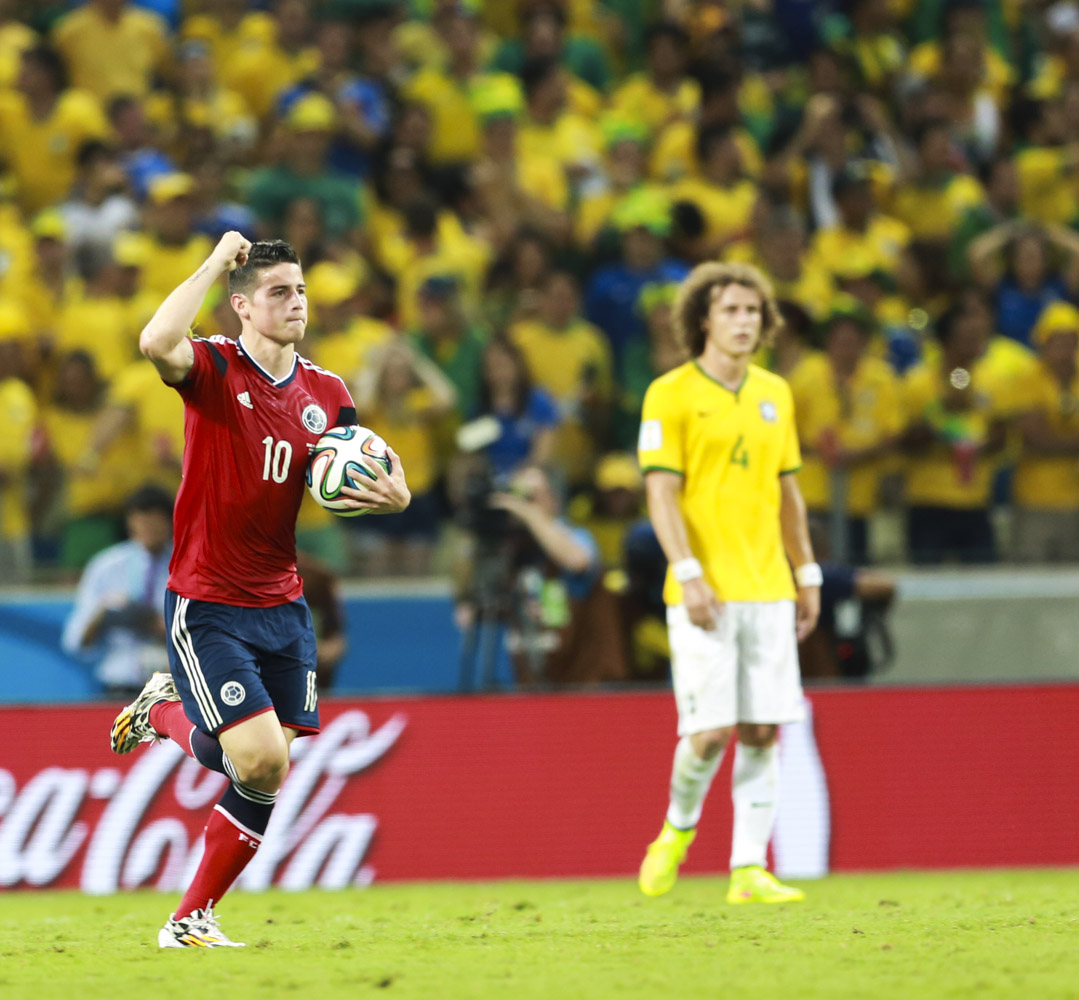
James Rodríguez, una de las revelaciones del Mundial, tras anotar el gol del descuento ante Brasil por cuartos de final.

La ronda de octavos fue testigo de dos encuentros entre equipos europeos y africanos. Francia derrotó a Nigeria en un difícil encuentro, donde los africanos dieron poco espacio a los franceses, de mejor desempeño. Pese a su buena actuación general, un error del arquero Vincent Enyeama permitió la anotación de Paul Pogba a diez minutos del final, mientras que ya en el suplemento, un autogol de Joseph Yobo confirmó el 2:0 final. Alemania también tuvo serias dificultades al enfrentar a Argelia. Aunque los alemanes eran los favoritos para ganar el encuentro, los africanos sorprendieron y tuvieron un buen desempeño en la primera etapa del partido, controlando parte importante de ésta. En el segundo tiempo, los alemanes lograron atacar con más profundidad, pero no penetraron la valla del arquero Raïs M'Bolhi. En la prórroga, el cansancio debilitó al equipo argelino y permitió los goles alemanes de André Schürrle y Mesut Özil. Un gol al cierre de Abdelmoumene Djabou anotó el 1:2 y puso justicia al marcador de un encuentro ajustado. En el Estadio Maracaná, Francia y Alemania se encontraron en la ronda de cuartos de final. Aunque ambos equipos tuvieron un desempeño similar, Alemania logró tener una pequeña ventaja que jugó a su favor: tras el gol de Mats Hummels en el minuto 12, los alemanes pudieron mantener la diferencia con un gran desempeño de su arquero Manuel Neuer, especialmente deteniendo un tiro de Karim Benzema en los últimos instantes de juego. Alemania logró así avanzar por cuarto torneo consecutivo a las semifinales.

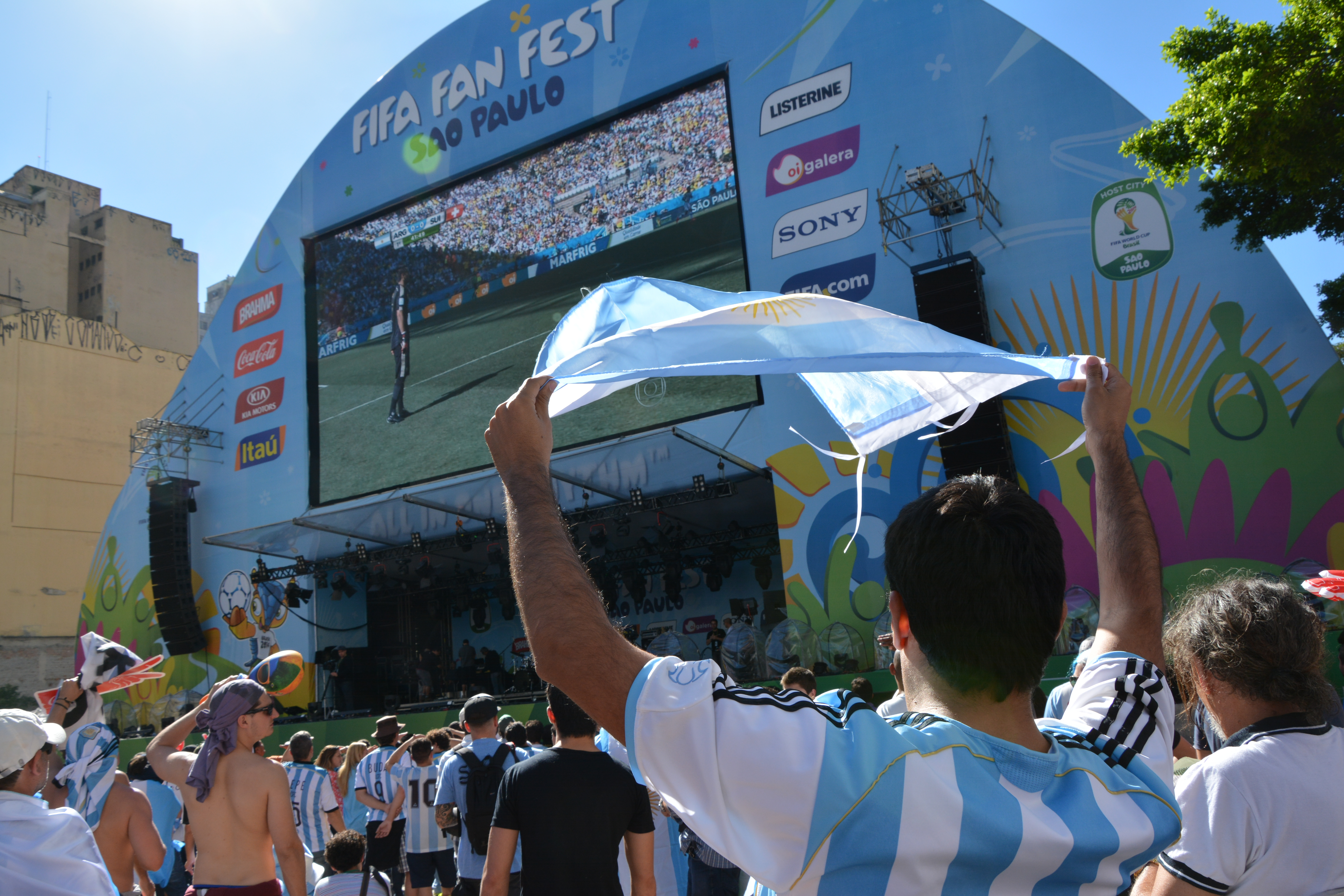
Decenas de miles de hinchas argentinos llegaron a Brasil a apoyar a su selección.

En la última llave de los octavos, Argentina enfrentó a Suiza. Pese a su favoritismo, Argentina no logró batir al arquero suizo Diego Benaglio, quien tuvo una buena participación. La defensa argentina, en tanto, logró neutralizar el ataque helvético, especialmente en el segundo tiempo. Sólo a pocos minutos de llegar a la definición desde el punto penal, un tiro de Ángel Di María entró al arco rival y permitió la clasificación a los cuartos de final. En el otro encuentro, Bélgica chocó con Estados Unidos. Pese a una notoria supremacía ofensiva (38 intentos contra 14 del rival), Bélgica no logró tener precisión en sus jugadas durante el tiempo regular, a lo que se sumó una notable actuación del arquero Tim Howard. Estados Unidos contó con pocas ocasiones, pero estuvo más cerca de ganar la clasificación luego que un tiro de Chris Wondolowski se desviara levemente del arco a pocos segundos del final. En la prórroga, Bélgica finalmente logró acertar a través de Kevin De Bruyne y Romelu Lukaku, y un descuento de Julian Green permitió el 2:1 final. En el encuentro por cuartos de final, el argentino Gonzalo Higuaín anotó ante Bélgica en el minuto 8'. En el resto del partido, los belgas intentaron revertir el resultado, pero no pudieron organizar un ataque consistente que pusiera en riesgo la clasificación de Argentina a su primera semifinal desde 1990.

#### Semifinales

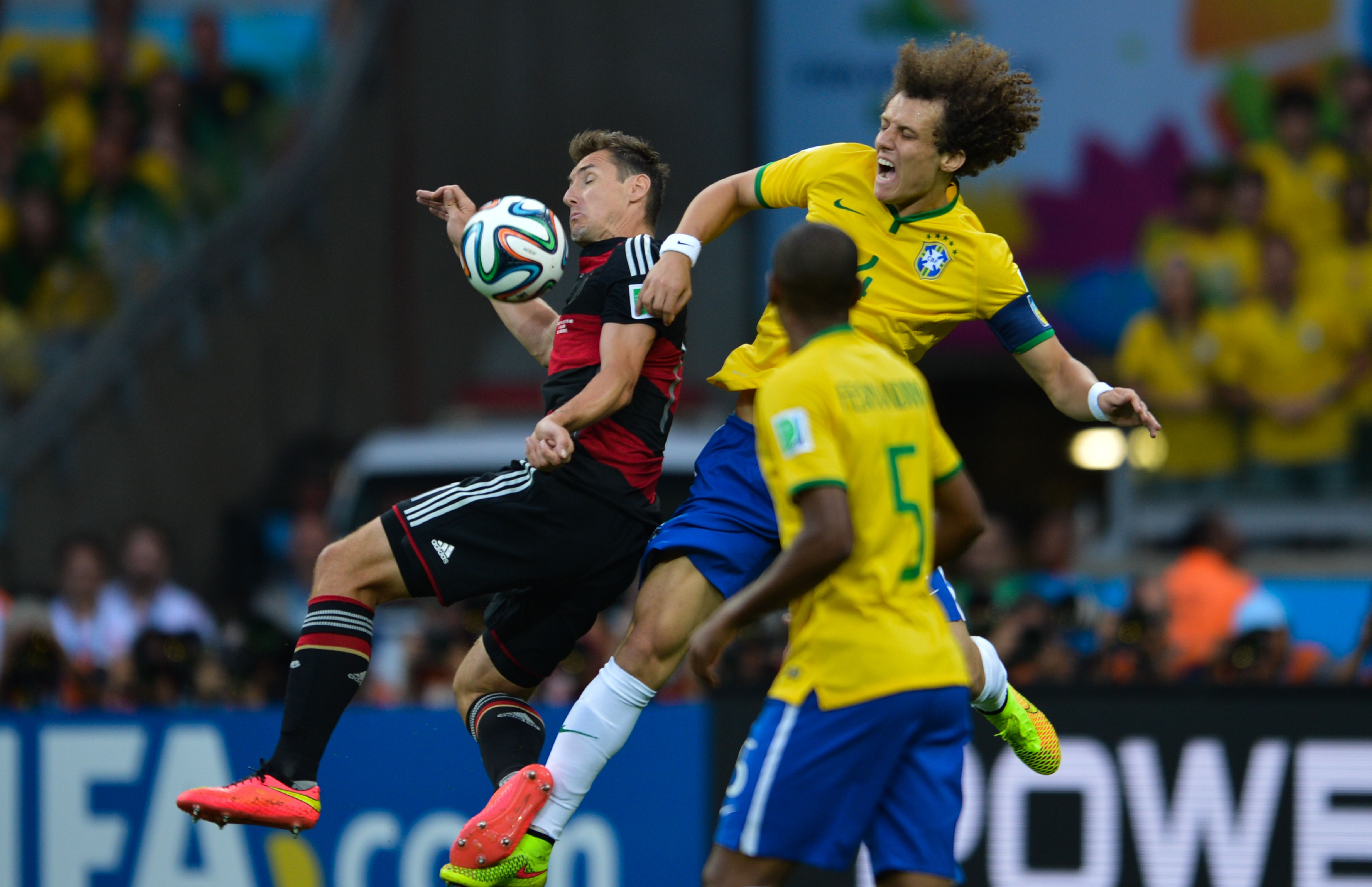
El capitán brasileño David Luiz (al centro) condujo una defensa que fue incapaz de impedir a los alemanes marcar cuatro goles en seis minutos.

A semifinales del torneo llegaron cuatro de los equipos más exitosos de la historia del torneo: el local Brasil, Alemania, Argentina y los Países Bajos. Los tres primeros equipos ya habían ganado el trofeo mundial en más de una oportunidad y Países Bajos había alcanzado la final en tres oportunidades.

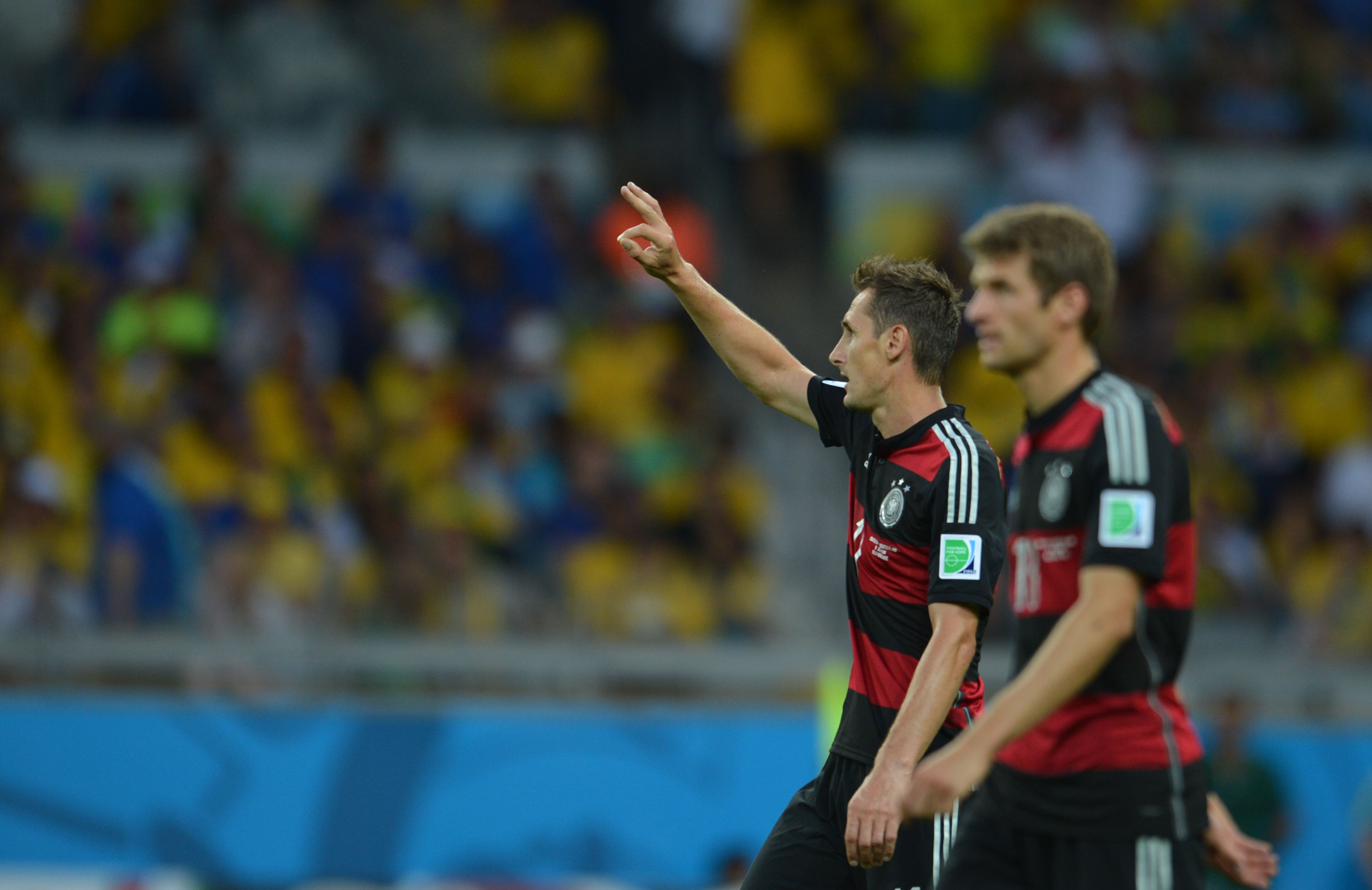
Miroslav Klose anotó su 16.º gol en la Copa Mundial, superando a Ronaldo como el mayor goleador histórico del torneo.

El primer encuentro, realizado en el Estadio Mineirão de Belo Horizonte, enfrentó a los locales con Alemania. Brasil, que llegó al torneo como uno de los favoritos, enfrentaba serios problemas en su nivel de juego, mientras los jugadores sentían el peso de la localía y una obligación de otorgar el primer trofeo ganado en casa (tras el fracaso del Maracanazo de 1950). La lesión de Neymar y la suspensión de Thiago Silva acrecentaron los problemas de la Verdeamarela, que se reflejaron en un paupérrimo desempeño ante los alemanes, que desnudaron todos los errores defensivos de Brasil. Thomas Müller abrió el marcador a los 11', pero a los pocos minutos la carga alemana sería capaz de ampliar el marcador, aprovechando los vacíos que dejó la defensa. A los 23', Miroslav Klose anotó el segundo gol, que lo dejó con 16 tantos como goleador histórico de los mundiales hasta ese momento, superando al brasileño Ronaldo, quien se encontraba en el mismo recinto. Toni Kroos anotaría un doblete a los minutos 24' y 26', siendo este el doblete más rápido realizado en la historia de la Copa Mundial. Posteriormente, un gol de Sami Khedira amplía la cuenta para los europeos a los 29'. Antes de la primera media hora, Brasil era derrotada por 5:0, lo que generó acciones de repudio y tristeza por parte de la audiencia local. En el segundo tiempo, Alemania redujo la presión sobre su oponente, pero André Schürrle no quiso quedar abajo del marcador y anotó dos goles a los minutos 69' y 79'. Oscar, en tanto, logró evitar una humillación mayor para Brasil y anotó el gol del honor en el último minuto del tiempo regular. La derrota por 1:7 de Brasil y su consecuente eliminación del torneo generó una ola de indignación en el país, pues fue la mayor derrota en la historia de dicha selección (difícilmente igualada con un 0:6 encajado en 1920). Algunos disturbios fueron registrados en el país y el director técnico Luiz Felipe Scolari presentó de inmediato su dimisión al cargo.

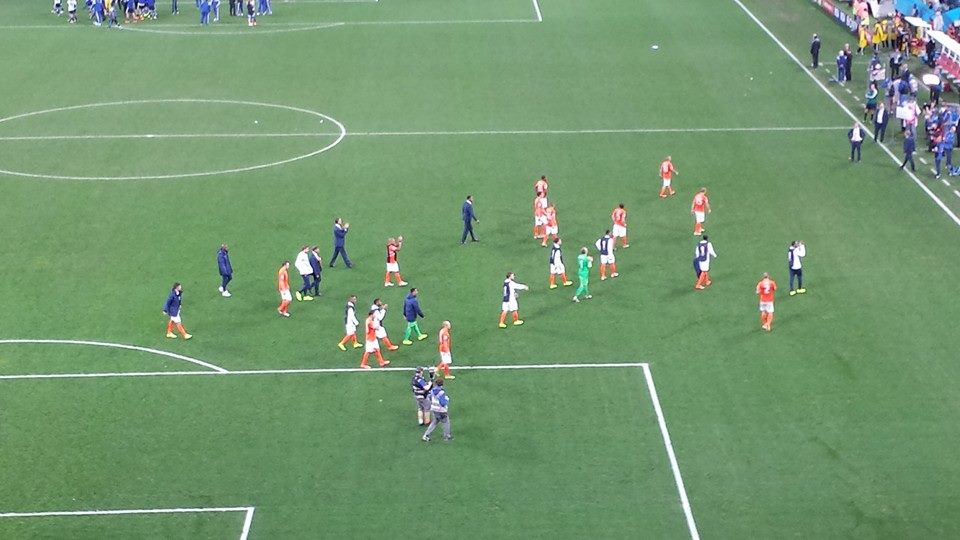
Países Bajos abandona la cancha tras su eliminación en semifinales ante Argentina.

En la otra semifinal, llevada a cabo en el Arena Corinthians de São Paulo, Países Bajos se midió con Argentina, con el objetivo de alcanzar finalmente su primera copa mundial. Argentina, en tanto, quería aprovechar la oportunidad de llegar por primera vez a una final tras 24 años de ausencia en dicha instancia. El partido fue muy duro, sin que ninguna de las delanteras pudiera romper la igualdad. La defensa argentina, liderada por Javier Mascherano, logró detener los intentos de los neerlandeses, principalmente de Arjen Robben y Robin van Persie, mientras Gonzalo Higuaín y Lionel Messi fueron igualmente anulados. El portero argentino Sergio Romero tuvo una actuación destacada, especialmente durante la ronda de tiros desde el punto penal: en dicha oportunidad logró despejar los tiros de Ron Vlaar y Wesley Sneijder. Los tiros anotados por Robben y Dirk Kuyt no fueron suficientes para contrarrestar las anotaciones de Lionel Messi, Ezequiel Garay, Sergio Agüero y Maxi Rodríguez. Con anotación perfecta, Argentina logró pasar a la final del torneo.
En la definición del 3.º puesto, Brasil intentó limpiar su honra tras la aplastante derrota en semifinales. Sin embargo, Países Bajos no tuvo misericordia y, a los 3', Van Persie anotó la primera cifra a favor de la Oranje. Daley Blind y Georginio Wijnaldum anotaron los otros dos goles que dejaron a los anfitriones en el cuarto lugar, sin poder recuperarse de la humillación vivida en el Mineirão. Países Bajos, en tanto, alcanzó el 3.º lugar y, con el ingreso en el minuto 93' del tercer arquero Michel Vorm, se convirtió en el primer país en utilizar su planilla completa de 23 jugadores en la historia de los mundiales.

#### Final

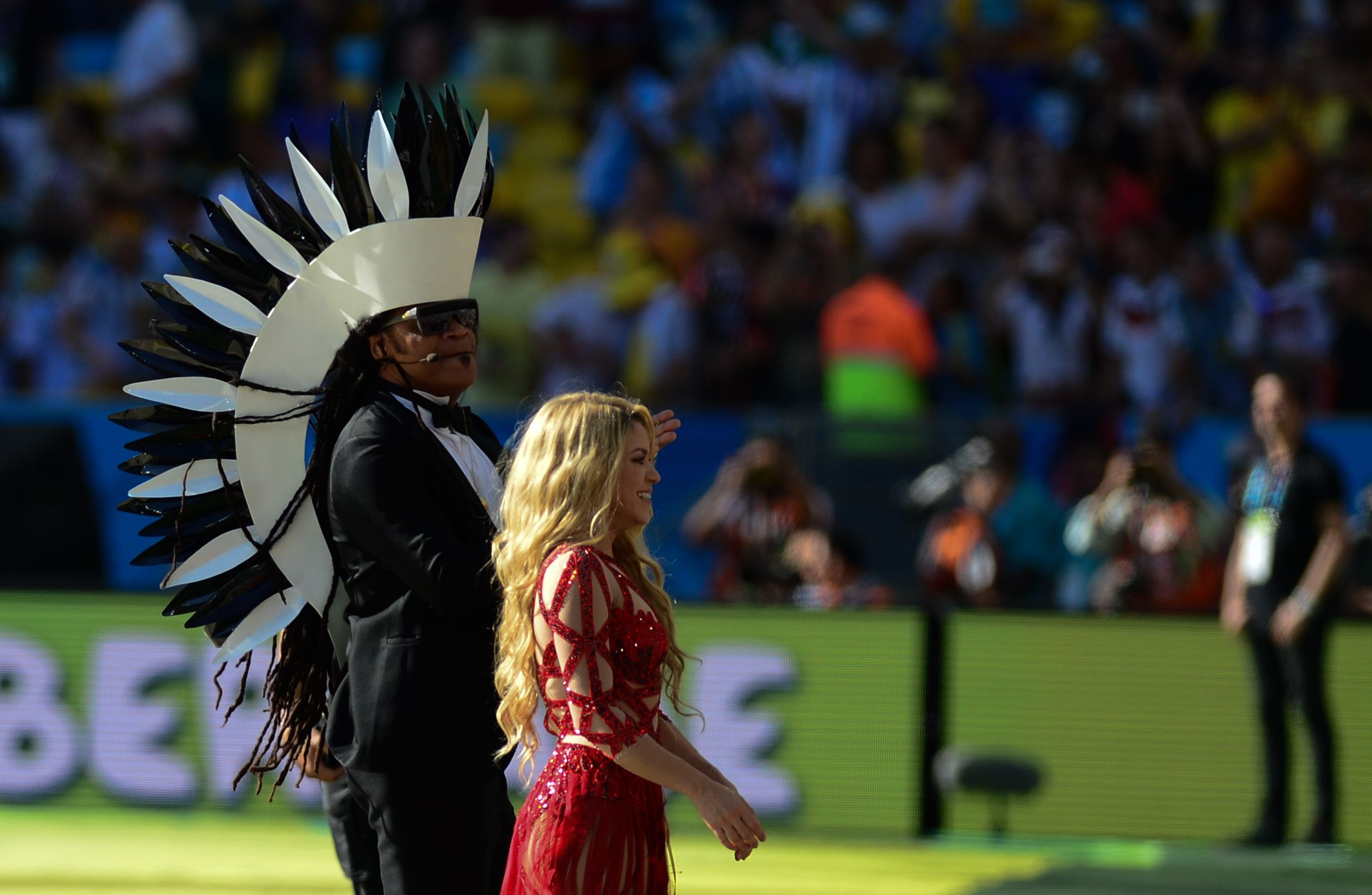
Shakira y Carlinhos Brown en el show de clausura de la Copa Mundial de Fútbol de 2014.

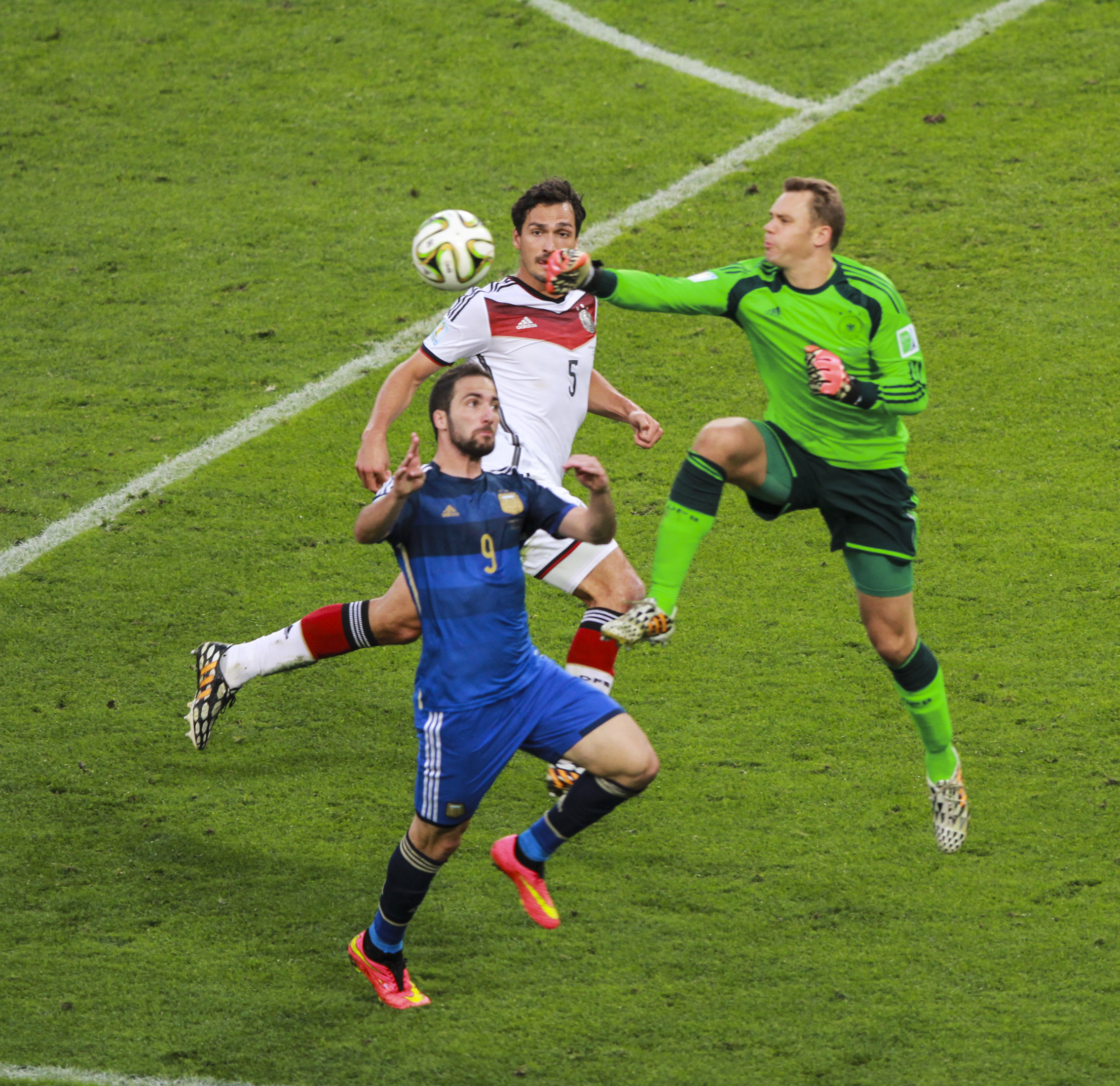
Manuel Neuer despejando un balón, antes de chocar contra Gonzalo Higuaín. Una de las jugadas más polémicas del partido.

El 13 de julio de 2014 se realizó la final de la Copa Mundial en el estadio Maracaná de Río de Janeiro, enfrentando a Alemania y Argentina, ante 74 738 espectadores. El resultado final fue la victoria alemana de 1-0 sobre Argentina, resultando por ello los germanos campeones mundiales. Antes del encuentro deportivo, se organizó un evento musical que inició con un grupo de mujeres vestidas de amarillo bailando al ritmo de la samba y dos jóvenes vestidos con los colores de los equipos finalistas entraron en contacto con el balón Brazuca Final Rio. La cantante colombiana Shakira interpretó el tema La la la junto al brasileño Carlinhos Brown. Le siguieron luego Carlos Santana, el rapero Wyclef Jean y Alexandre Pires para cantar Dar um jeito (We will find a way), el himno oficial del torneo. Para finalizar la ceremonia, la compositora y cantante Ivete Sangalo, entró al escenario junto a Fuleco, la mascota del torneo, para llevar a cabo un popurrí de canciones típicas de su país.

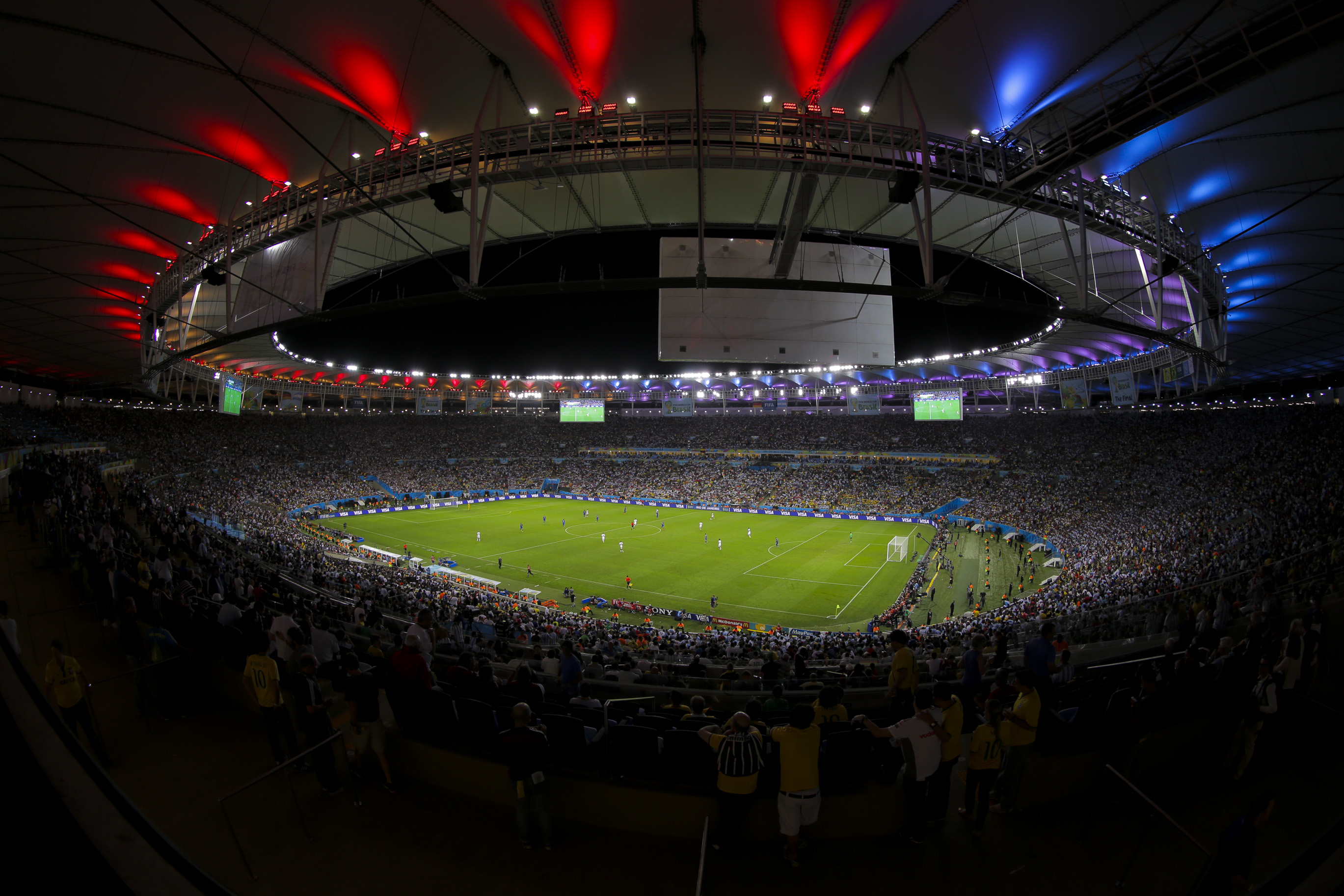
Vista del Estadio Maracaná en la final de la Copa Mundial.

Argentina y Alemania se habían enfrentado previamente en dos finales: México 1986 e Italia 1990, con una victoria para cada equipo. El partido comenzó bastante parejo, con llegadas de ambos equipos. Gonzalo Higuaín desperdició un tiro estando solo frente al arquero Manuel Neuer a los 21', marcando el dominio albiceleste durante la primera etapa del partido. El mismo Higuaín lograría anotar minutos después, pero el árbitro italiano Nicola Rizzoli anuló el tanto por posición de adelanto. Christoph Kramer, tras un choque con Ezequiel Garay que le produjo una conmoción cerebral, debió ser reemplazado por André Schürrle, a los 30' del primer tiempo. El cambio permitió una llegada más profunda del equipo germano, que logró sendos tiros del propio Schürrle, Toni Kroos y Benedikt Höwedes, que sin embargo no lograron convertirse en goles gracias al arquero Sergio Romero o el palo.
En el segundo tiempo, Argentina movió sus piezas con la entrada de Sergio Agüero en reemplazo de Ezequiel Lavezzi y logró tener mayor presencia en el ataque. A los 10' se produjo una acción controversial en el área penal alemana, en la que el árbitro decidió cobrar falta del delantero argentino Higuaín al guardameta Neuer, que fue reclamada en sentido contrario, alegando que debió haberse sancionado penal a favor del equipo argentino, dado lo temerario de la acción. Ambos equipos continuaron intentando anotar constantemente hasta el fin del partido. Kroos, Schürrle y Mario Götze lo hicieron sin éxito, mientras Lionel Messi logró varios destellos de buen juego, pero tampoco fue suficiente para romper el esquema defensivo del equipo rival. Tras el fin del tiempo regular, el partido inició el tiempo suplementario. Rodrigo Palacio, en los primeros minutos de la prórroga, perdió una excelente oportunidad. Tras ese tiro, Alemania comenzó a ganar más posesión del balón, mientras Argentina retrocedió. Cuando ya parecía inminente recurrir a los tiros desde el punto penal para definir al campeón, Mario Götze recibió un pase de Schürrle y definió controlando con el pecho y definiendo de tijera con el pie izquierdo con gran precisión, marcando a los 113' el gol de la victoria alemana. Pocos minutos después, el árbitro Rizzoli decretó el fin del encuentro que coronó a Alemania como campeón por cuarta vez, siendo además el primer campeón europeo en territorio americano, en la historia del torneo mundial.
Al finalizar el partido, se realizó la ceremonia de premiación de ambos equipos. La FIFA, conjuntamente, entregó los premios individuales a los mejores jugadores el torneo: el alemán Manuel Neuer recibió el Guante de Oro como el mejor arquero del certamen, mientras el argentino Lionel Messi recibió el Balón de Oro como el mejor jugador de todo el certamen.

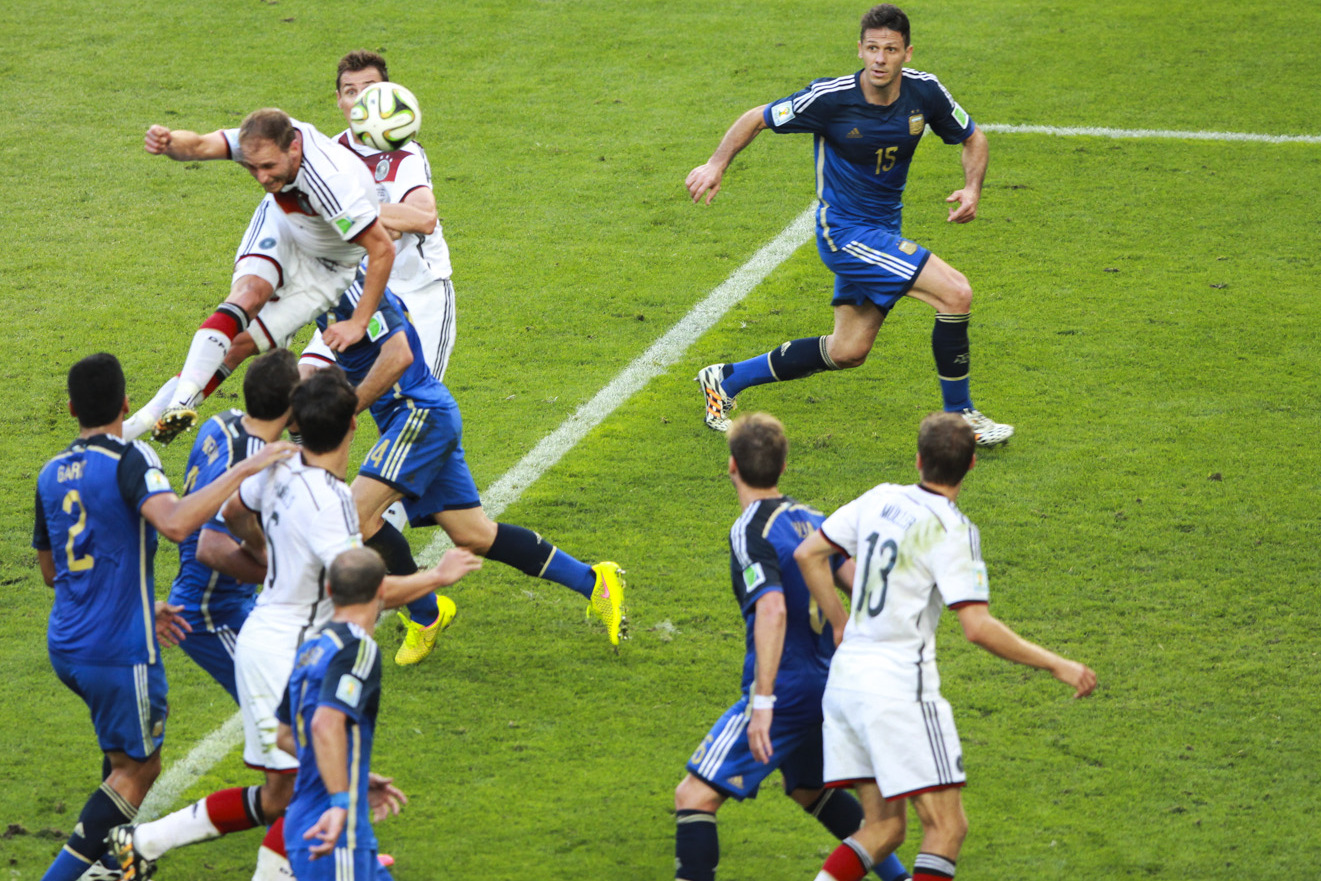
Benedikt Höwedes cabecea un centro con dirección hacia el arco argentino
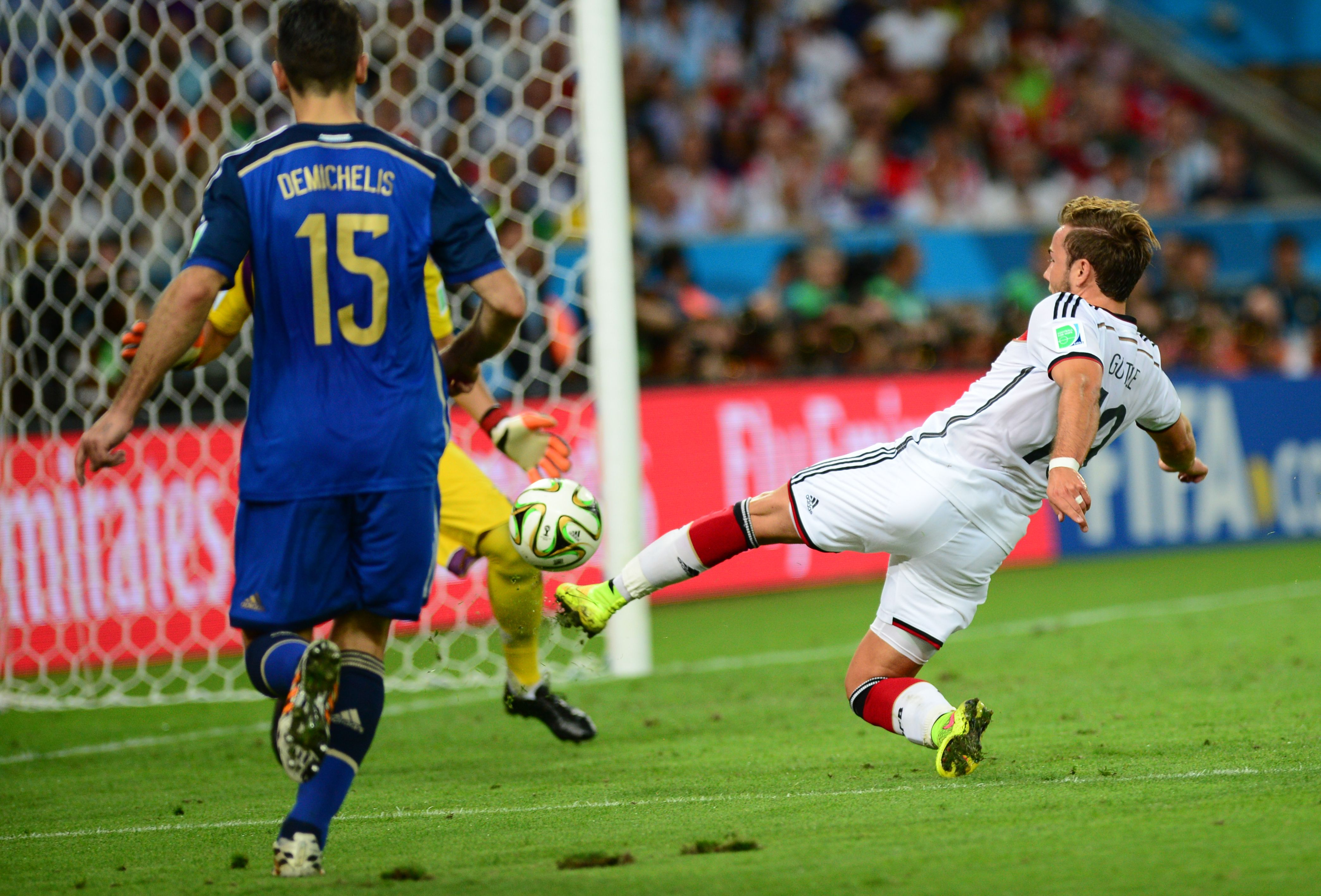
Mario Götze tira al arco argentino...
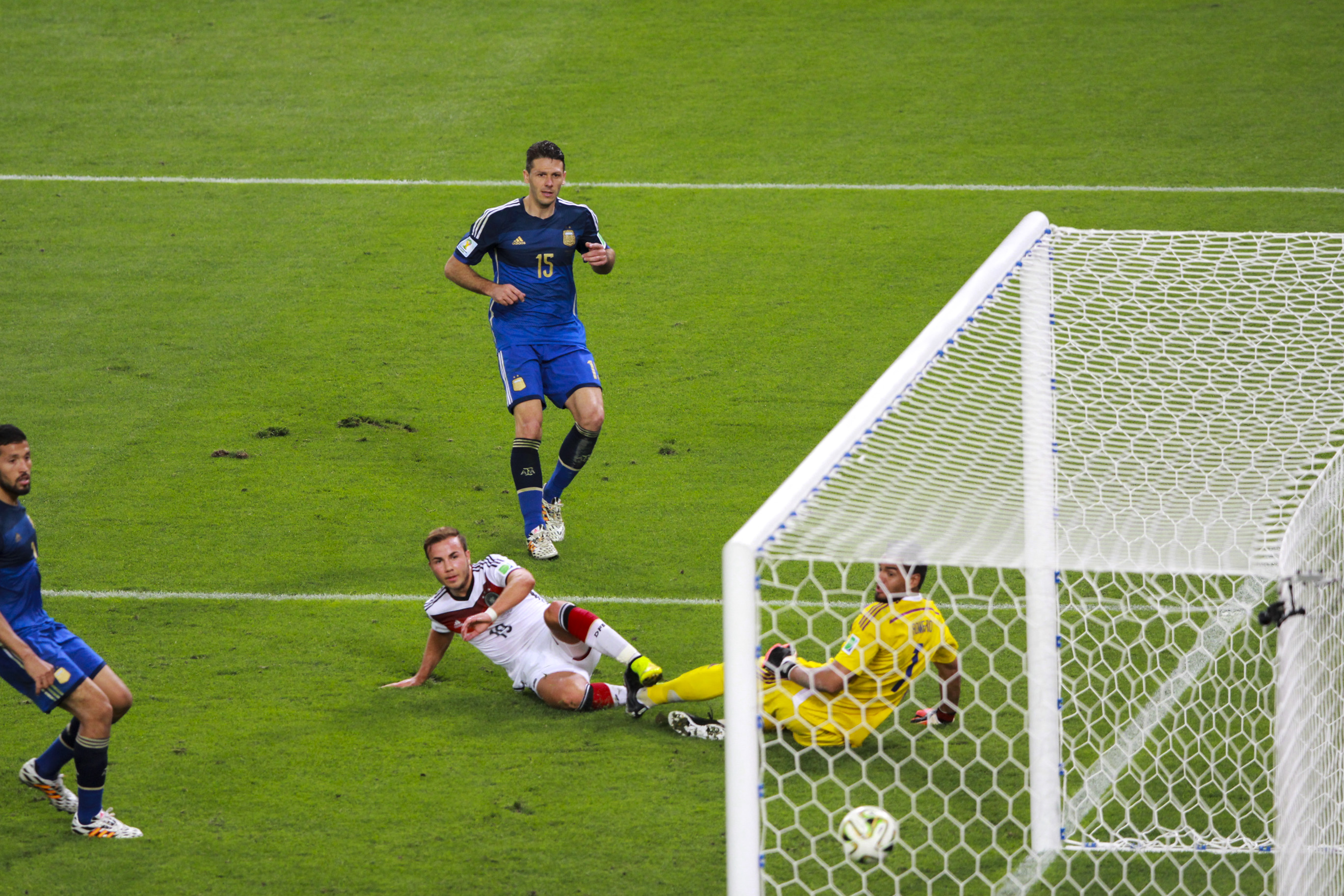
...la pelota entra y le da la ventaja a Alemania.
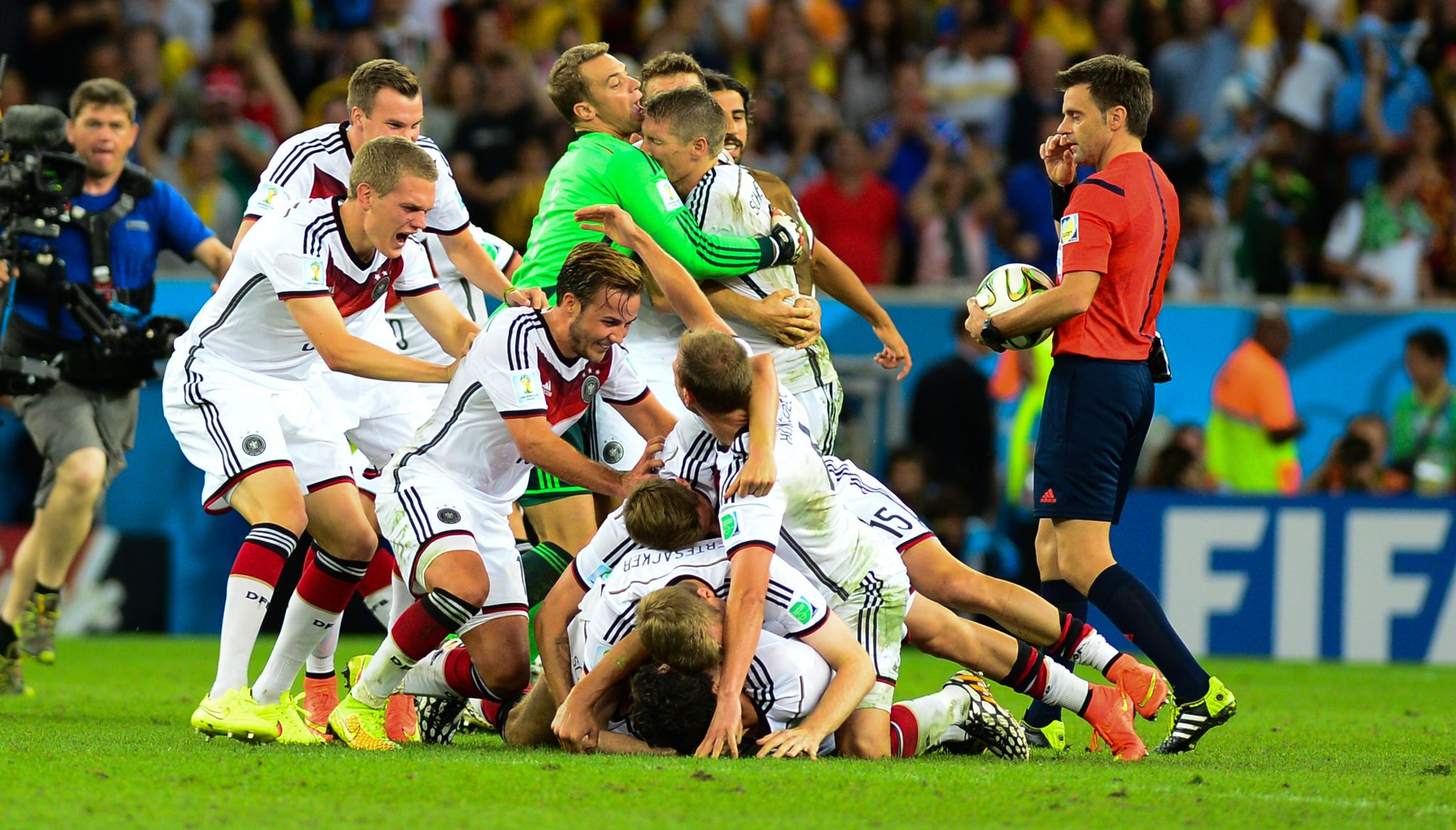
El equipo alemán celebra tras el pitido final.
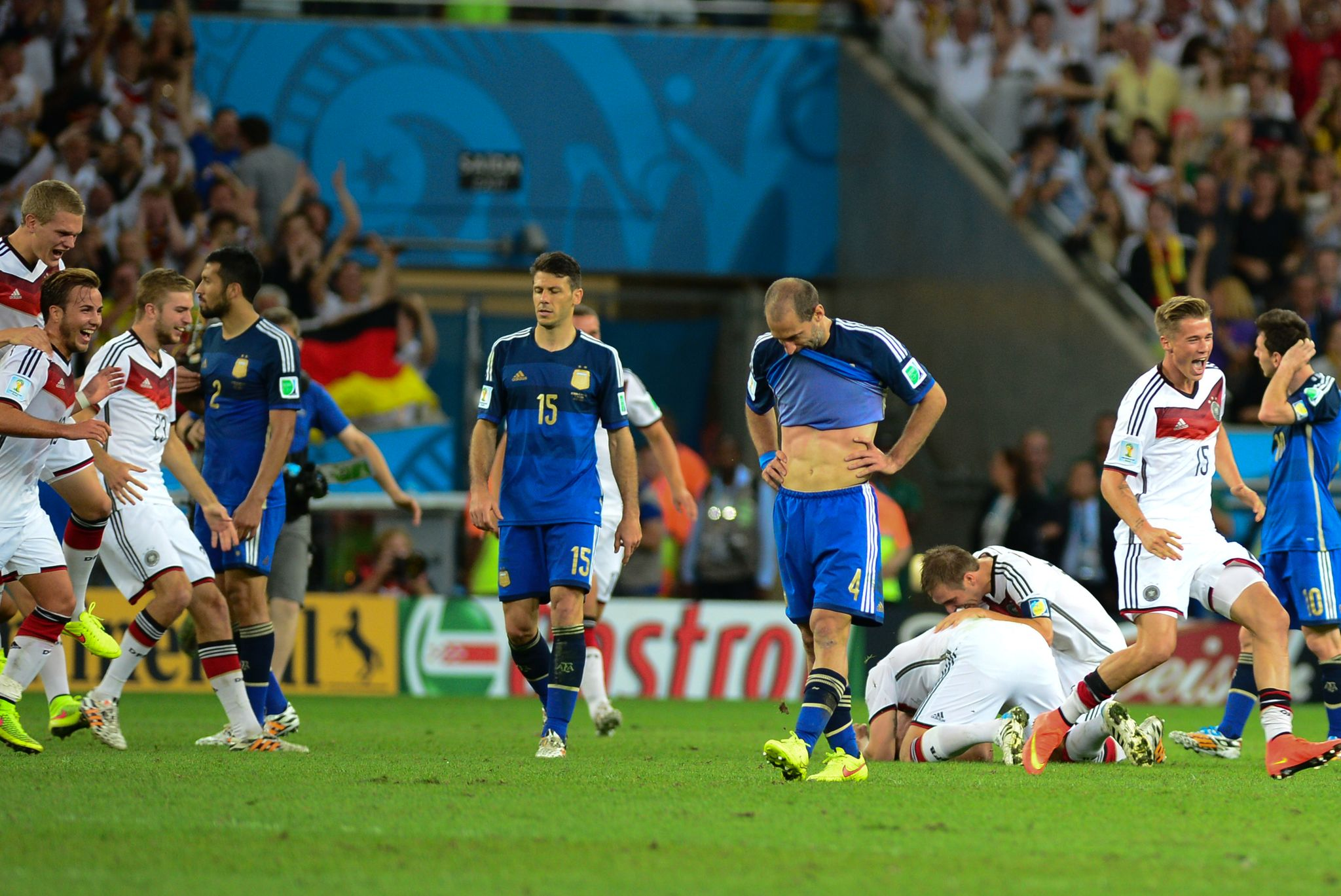
El equipo argentino se retira tras la derrota.
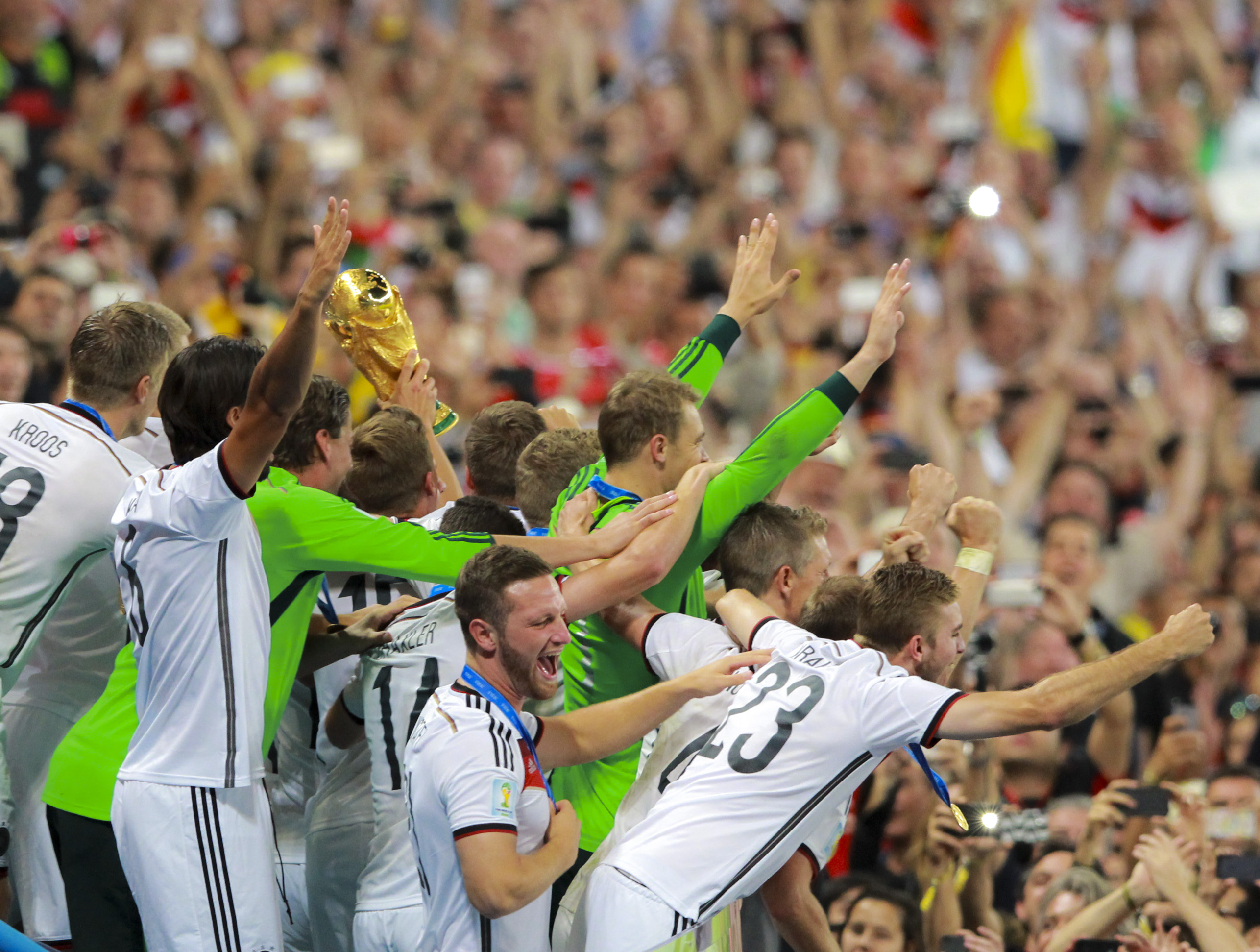
Alemania levanta la Copa Mundial por cuarta vez en su historia.

## Fase de grupos
La programación de los partidos fue anunciada en la sede central de la FIFA en Zúrich (Suiza) el 20 de octubre de 2011.
El 27 de septiembre de 2012, el Comité Ejecutivo de la FIFA anunció la hora de inicio de los partidos, incluyendo el partido inaugural en São Paulo el 12 de junio a las 17:00 hora local. Los partidos correspondientes a la fase de grupo comenzarán a las 13:00, 16:00, 17:00, 18:00 y 19:00, con un solo partido que se jugará desde las 22:00. Los partidos de eliminación directa comenzarán a las 13:00 y 17:00, las semifinales a las 17:00 y la final a las 16:00.
- Nota: Las horas indicadas corresponden al huso horario local de cada ciudad sede: Manaos y Cuiabá (UTC-4), resto de sedes (UTC-3). El marcador entre paréntesis corresponde al marcador parcial dado al término del primer tiempo.

### Grupo A

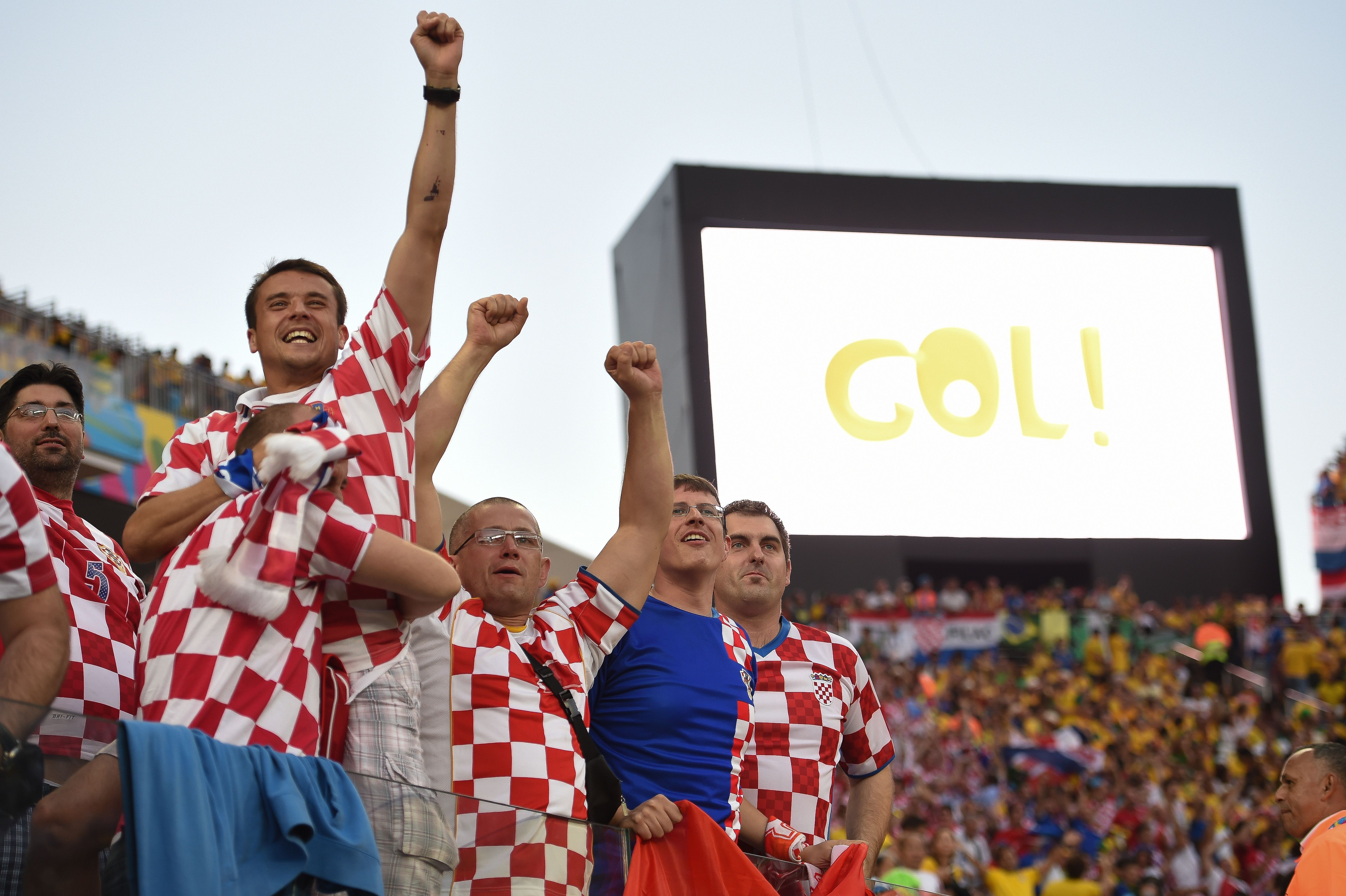
Hinchas croatas celebran el autogol de Marcelo, el primer gol del mundial.

| Selección | Pts. | PJ | PG | PE | PP | GF | GC | Dif. |
| --------- | ---- | -- | -- | -- | -- | -- | -- | ---- |
| Brasil    | 7    | 3  | 2  | 1  | 0  | 7  | 2  | 5    |
| México    | 7    | 3  | 2  | 1  | 0  | 4  | 1  | 3    |
| Croacia   | 3    | 3  | 1  | 0  | 2  | 6  | 6  | 0    |
| Camerún   | 0    | 3  | 0  | 0  | 3  | 1  | 9  | –8   |

| 12 de junio de 2014                                                                         | Brasil                                | 3:1 (1:1) | Croacia            | Arena Corinthians, São Paulo                                 |                                                              |
| 17:00                                                                                       | Neymar 29', 71' (pen.) · Oscar 90'+1' | Reporte   | Marcelo 11' (a.g.) | Asistencia: 62 103 espectadores Árbitro(s): Yuichi Nishimura | Asistencia: 62 103 espectadores Árbitro(s): Yuichi Nishimura |
| Primera vez en la historia de los mundiales que el primer gol del campeonato es un autogol. |                                       |           |                    |                                                              |                                                              |

| 13 de junio de 2014 | México      | 1:0 (0:0) | Camerún | Estadio das Dunas, Natal                                  |                                                           |
| 13:00               | Peralta 61' | Reporte   |         | Asistencia: 39 216 espectadores Árbitro(s): Wilmar Roldán | Asistencia: 39 216 espectadores Árbitro(s): Wilmar Roldán |

| 17 de junio de 2014 | Brasil | 0:0     | México | Estadio Castelão, Fortaleza                              |                                                          |
| 16:00               |        | Reporte |        | Asistencia: 60 342 espectadores Árbitro(s): Cüneyt Çakir | Asistencia: 60 342 espectadores Árbitro(s): Cüneyt Çakir |

| 18 de junio de 2014                                      | Camerún | 0:4 (0:1) | Croacia                                     | Arena da Amazônia, Manaos                                 |                                                           |
| 15:00                                                    |         | Reporte   | Olić 11' · Perišić 48' · Mandžukić 61', 73' | Asistencia: 39 982 espectadores Árbitro(s): Pedro Proença | Asistencia: 39 982 espectadores Árbitro(s): Pedro Proença |
| Victoria por mayor marcador de Croacia en los Mundiales. |         |           |                                             |                                                           |                                                           |

| 23 de junio de 2014 | Camerún   | 1:4 (1:2) | Brasil                                       | Estadio Nacional, Brasilia                                 |                                                            |
| 17:00               | Matip 26' | Reporte   | Neymar 17', 35' · Fred 49' · Fernandinho 84' | Asistencia: 69 112 espectadores Árbitro(s): Jonas Eriksson | Asistencia: 69 112 espectadores Árbitro(s): Jonas Eriksson |

| 23 de junio de 2014 | Croacia     | 1:3 (0:0) | México                                     | Arena Pernambuco, Recife                                    |                                                             |
| 17:00               | Perišić 87' | Reporte   | Márquez 72' · Guardado 75' · Hernández 82' | Asistencia: 41 212 espectadores Árbitro(s): Ravshan Irmatov | Asistencia: 41 212 espectadores Árbitro(s): Ravshan Irmatov |

### Grupo B

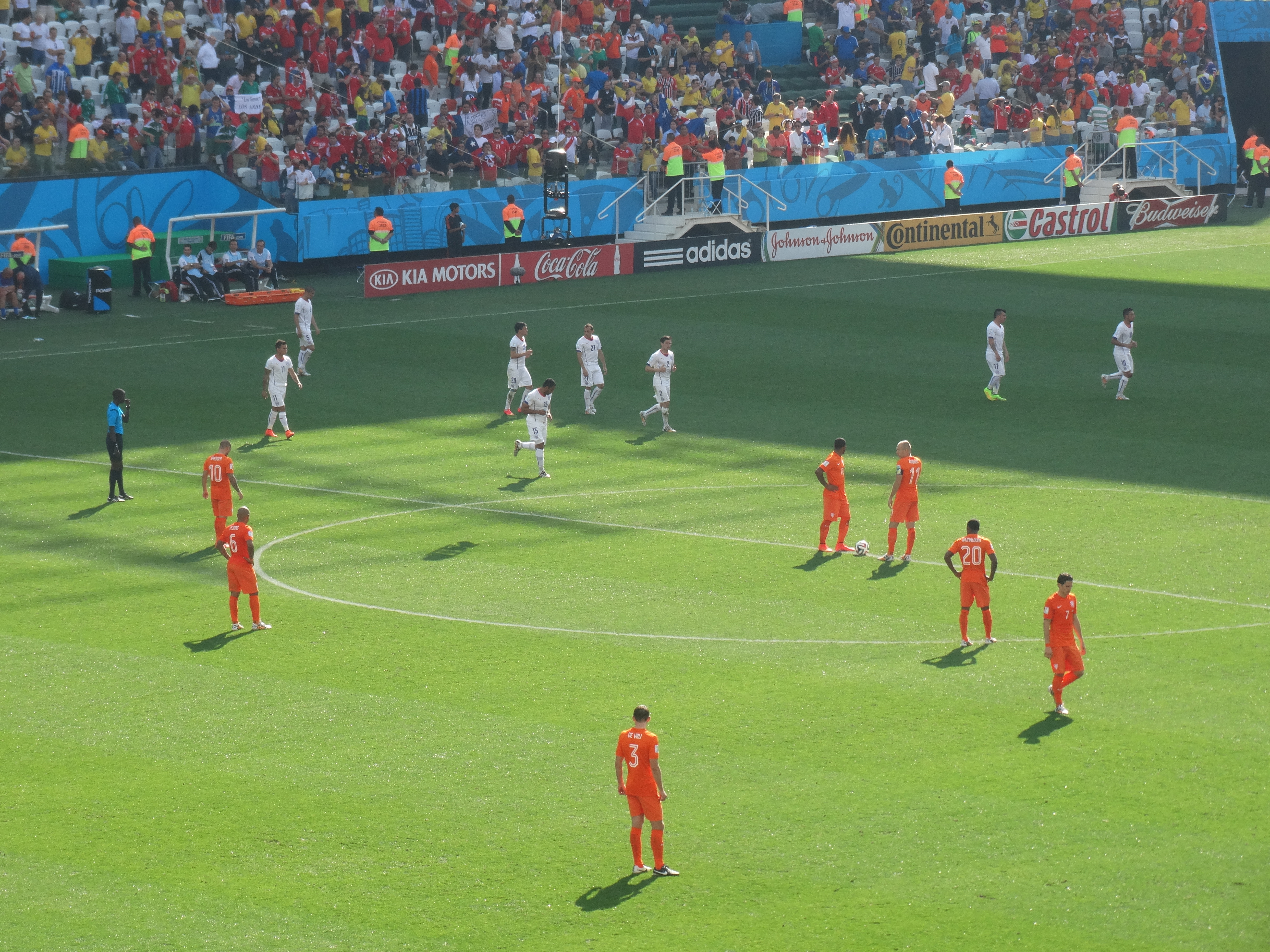
Encuentro entre Países Bajos y Chile, el cual definiría el primer lugar del grupo; culminó con victoria de 2-0 a favor de los neerlandeses.

| Selección    | Pts. | PJ | PG | PE | PP | GF | GC | Dif. |
| ------------ | ---- | -- | -- | -- | -- | -- | -- | ---- |
| Países Bajos | 9    | 3  | 3  | 0  | 0  | 10 | 3  | 7    |
| Chile        | 6    | 3  | 2  | 0  | 1  | 5  | 3  | 2    |
| España       | 3    | 3  | 1  | 0  | 2  | 4  | 7  | –3   |
| Australia    | 0    | 3  | 0  | 0  | 3  | 3  | 9  | –6   |

| 13 de junio de 2014 | España            | 1:5 (1:1) | Países Bajos                                        | Arena Fonte Nova, Salvador                                 |                                                            |
| 16:00               | Alonso 27' (pen.) | Reporte   | Van Persie 44', 72' · Robben 53', 80' · De Vrij 64' | Asistencia: 48 173 espectadores Árbitro(s): Nicola Rizzoli | Asistencia: 48 173 espectadores Árbitro(s): Nicola Rizzoli |

| 13 de junio de 2014 | Chile                                            | 3:1 (2:1) | Australia  | Arena Pantanal, Cuiabá                                      |                                                             |
| 18:00               | A. Sánchez 12' · Valdivia 14' · Beausejour 90+2' | Reporte   | Cahill 35' | Asistencia: 40 275 espectadores Árbitro(s): Noumandiez Doue | Asistencia: 40 275 espectadores Árbitro(s): Noumandiez Doue |

| 18 de junio de 2014 | Australia                       | 2:3 (1:1) | Países Bajos                            | Estadio Beira-Rio, Porto Alegre                             |                                                             |
| 13:00               | Cahill 21' · Jedinak 54' (pen.) | Reporte   | Robben 20' · Van Persie 58' · Depay 68' | Asistencia: 42 877 espectadores Árbitro(s): Djamel Haimoudi | Asistencia: 42 877 espectadores Árbitro(s): Djamel Haimoudi |

| 18 de junio de 2014 | España | 0:2 (0:2) | Chile                     | Estadio Maracaná, Río de Janeiro                        |                                                         |
| 16:00               |        | Reporte   | Vargas 20' · Aránguiz 43' | Asistencia: 74 101 espectadores Árbitro(s): Mark Geiger | Asistencia: 74 101 espectadores Árbitro(s): Mark Geiger |

| 23 de junio de 2014 | Australia | 0:3 (0:1) | España                            | Arena da Baixada, Curitiba                                  |                                                             |
| 13:00               |           | Reporte   | Villa 36' · Torres 69' · Mata 82' | Asistencia: 39 375 espectadores Árbitro(s): Nawaf Shukralla | Asistencia: 39 375 espectadores Árbitro(s): Nawaf Shukralla |

| 23 de junio de 2014 | Países Bajos           | 2:0 (0:0) | Chile | Arena Corinthians, São Paulo                               |                                                            |
| 13:00               | Fer 77' · Depay 90'+1' | Reporte   |       | Asistencia: 62 996 espectadores Árbitro(s): Bakary Gassama | Asistencia: 62 996 espectadores Árbitro(s): Bakary Gassama |

### Grupo C

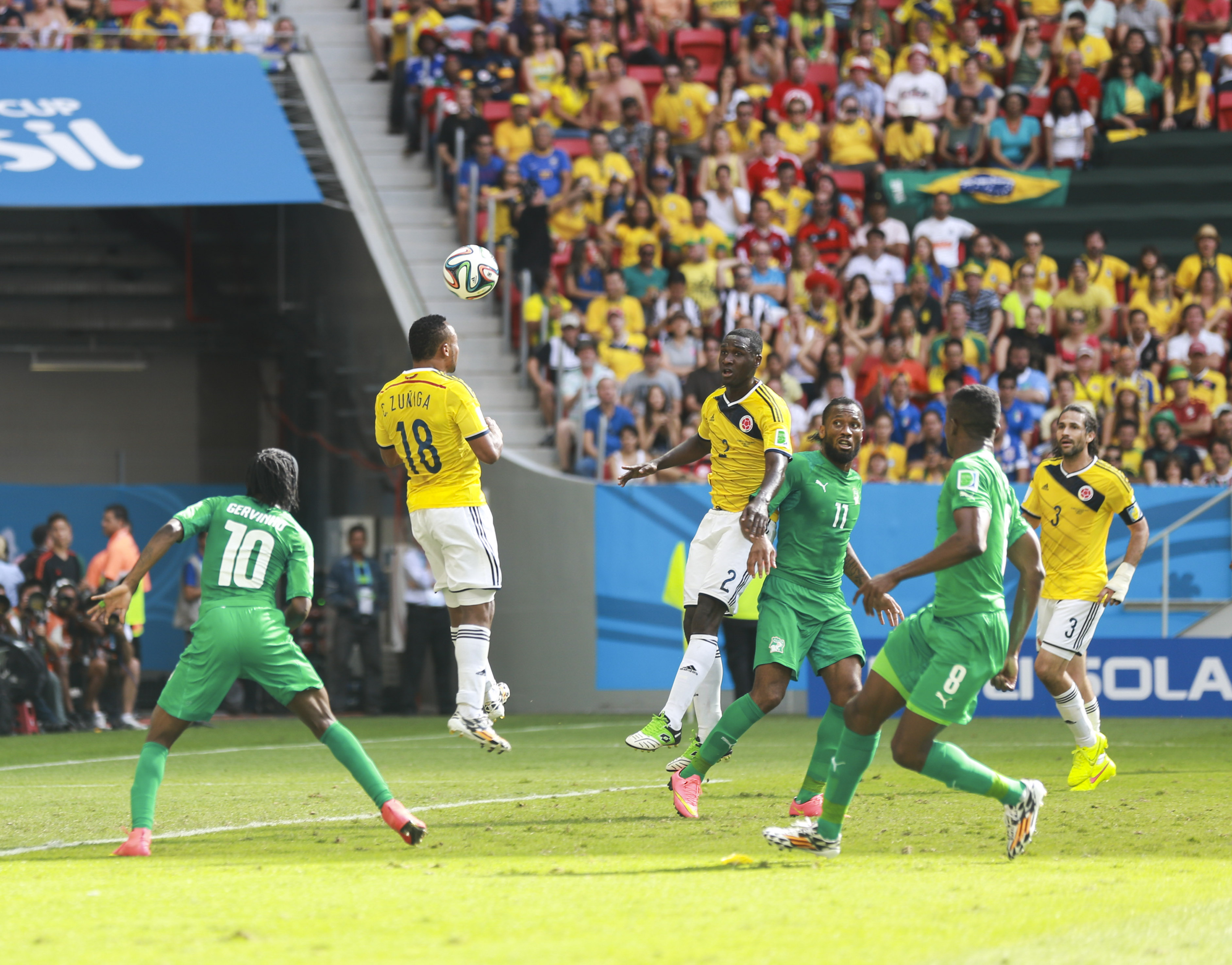
Partido de la segunda jornada del grupo, entre Colombia y Costa de Marfil, que acabaría en 2-1 a favor de los primeros.

| Selección       | Pts. | PJ | PG | PE | PP | GF | GC | Dif. |
| --------------- | ---- | -- | -- | -- | -- | -- | -- | ---- |
| Colombia        | 9    | 3  | 3  | 0  | 0  | 9  | 2  | 7    |
| Grecia          | 4    | 3  | 1  | 1  | 1  | 2  | 4  | –2   |
| Costa de Marfil | 3    | 3  | 1  | 0  | 2  | 4  | 5  | –1   |
| Japón           | 1    | 3  | 0  | 1  | 2  | 2  | 6  | –4   |

| 14 de junio de 2014 | Colombia                                     | 3:0 (1:0) | Grecia | Estadio Mineirão, Belo Horizonte                        |                                                         |
| 13:00               | Armero 5' · Gutiérrez 58' · Rodríguez 90'+3' | Reporte   |        | Asistencia: 57 174 espectadores Árbitro(s): Mark Geiger | Asistencia: 57 174 espectadores Árbitro(s): Mark Geiger |

| 14 de junio de 2014 | Costa de Marfil         | 2:1 (0:1) | Japón     | Arena Pernambuco, Recife                                  |                                                           |
| 22:00               | Bony 64' · Gervinho 66' | Reporte   | Honda 16' | Asistencia: 40 267 espectadores Árbitro(s): Enrique Osses | Asistencia: 40 267 espectadores Árbitro(s): Enrique Osses |

| 19 de junio de 2014 | Colombia                     | 2:1 (0:0) | Costa de Marfil | Estadio Nacional, Brasília                              |                                                         |
| 13:00               | Rodríguez 64' · Quintero 70' | Reporte   | Gervinho 73'    | Asistencia: 68 748 espectadores Árbitro(s): Howard Webb | Asistencia: 68 748 espectadores Árbitro(s): Howard Webb |

| 19 de junio de 2014 | Japón | 0:0     | Grecia | Estadio das Dunas, Natal                                 |                                                          |
| 19:00               |       | Reporte |        | Asistencia: 39 485 espectadores Árbitro(s): Joel Aguilar | Asistencia: 39 485 espectadores Árbitro(s): Joel Aguilar |

| 24 de junio de 2014 | Japón         | 1:4 (1:1) | Colombia                                                | Arena Pantanal, Cuiabá                                    |                                                           |
| 16:00 | Okazaki 45+2' | Reporte   | Cuadrado 17' (pen.) · Martínez 55', 82' · Rodríguez 90' | Asistencia: 40 340 espectadores Árbitro(s): Pedro Proença | Asistencia: 40 340 espectadores Árbitro(s): Pedro Proença |
| Faryd Mondragón, se convirtió en el jugador que tiene el mayor período entre dos mundiales, ya que su último partido fue en la Copa Mundial de Fútbol de 1998. |               |           |                                                         |                                                           |                                                           |

| 24 de junio de 2014                                               | Grecia                             | 2:1 (1:0) | Costa de Marfil | Estadio Castelão, Fortaleza                             |                                                         |
| 17:00                                                             | Samaris 42' · Samaras 90+1' (pen.) | Reporte   | Bony 74'        | Asistencia: 59 095 espectadores Árbitro(s): Carlos Vera | Asistencia: 59 095 espectadores Árbitro(s): Carlos Vera |
| Primera clasificación de Grecia a una segunda fase de un Mundial. |                                    |           |                 |                                                         |                                                         |

### Grupo D

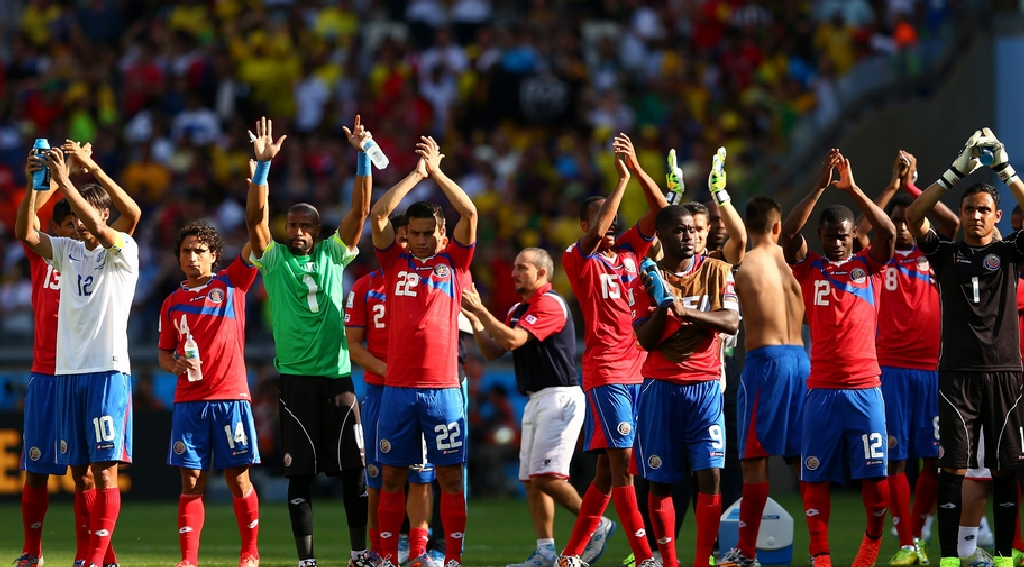
Jugadores de la selección de Costa Rica celebrando el liderato conseguido en el grupo D.

| Selección  | Pts. | PJ | PG | PE | PP | GF | GC | Dif. |
| ---------- | ---- | -- | -- | -- | -- | -- | -- | ---- |
| Costa Rica | 7    | 3  | 2  | 1  | 0  | 4  | 1  | 3    |
| Uruguay    | 6    | 3  | 2  | 0  | 1  | 4  | 4  | 0    |
| Italia     | 3    | 3  | 1  | 0  | 2  | 2  | 3  | –1   |
| Inglaterra | 1    | 3  | 0  | 1  | 2  | 2  | 4  | –2   |

| 14 de junio de 2014 | Uruguay           | 1:3 (1:0) | Costa Rica                            | Estadio Castelão, Fortaleza                             |                                                         |
| 16:00               | Cavani 24' (pen.) | Reporte   | Campbell 54' · Duarte 57' · Ureña 84' | Asistencia: 58 679 espectadores Árbitro(s): Felix Brych | Asistencia: 58 679 espectadores Árbitro(s): Felix Brych |

| 14 de junio de 2014 | Inglaterra    | 1:2 (1:1) | Italia                        | Arena da Amazônia, Manaos                                 |                                                           |
| 18:00               | Sturridge 37' | Reporte   | Marchisio 35' · Balotelli 50' | Asistencia: 39 800 espectadores Árbitro(s): Björn Kuipers | Asistencia: 39 800 espectadores Árbitro(s): Björn Kuipers |

| 19 de junio de 2014 | Uruguay         | 2:1 (1:0) | Inglaterra | Arena Corinthians, São Paulo                               |                                                            |
| 16:00               | Suárez 38', 85' | Reporte   | Rooney 75' | Asistencia: 62 575 espectadores Árbitro(s): Carlos Velasco | Asistencia: 62 575 espectadores Árbitro(s): Carlos Velasco |

| 20 de junio de 2014 | Italia | 0:1 (0:1) | Costa Rica | Arena Pernambuco, Recife                                  |                                                           |
| 13:00               |        | Reporte   | Ruiz 44'   | Asistencia: 40 285 espectadores Árbitro(s): Enrique Osses | Asistencia: 40 285 espectadores Árbitro(s): Enrique Osses |

| 24 de junio de 2014                                 | Italia | 0:1 (0:0) | Uruguay   | Estadio das Dunas, Natal                                    |                                                             |
| 13:00                                               |        | Reporte   | Godín 82' | Asistencia: 39 706 espectadores Árbitro(s): Marco Rodríguez | Asistencia: 39 706 espectadores Árbitro(s): Marco Rodríguez |
| Véase «La sanción a Luis Suárez» para más detalles. |        |           |           |                                                             |                                                             |

| 24 de junio de 2014 | Costa Rica | 0:0     | Inglaterra | Estadio Mineirão, Belo Horizonte                            |                                                             |
| 13:00               |            | Reporte |            | Asistencia: 57 823 espectadores Árbitro(s): Djamel Haimoudi | Asistencia: 57 823 espectadores Árbitro(s): Djamel Haimoudi |

### Grupo E

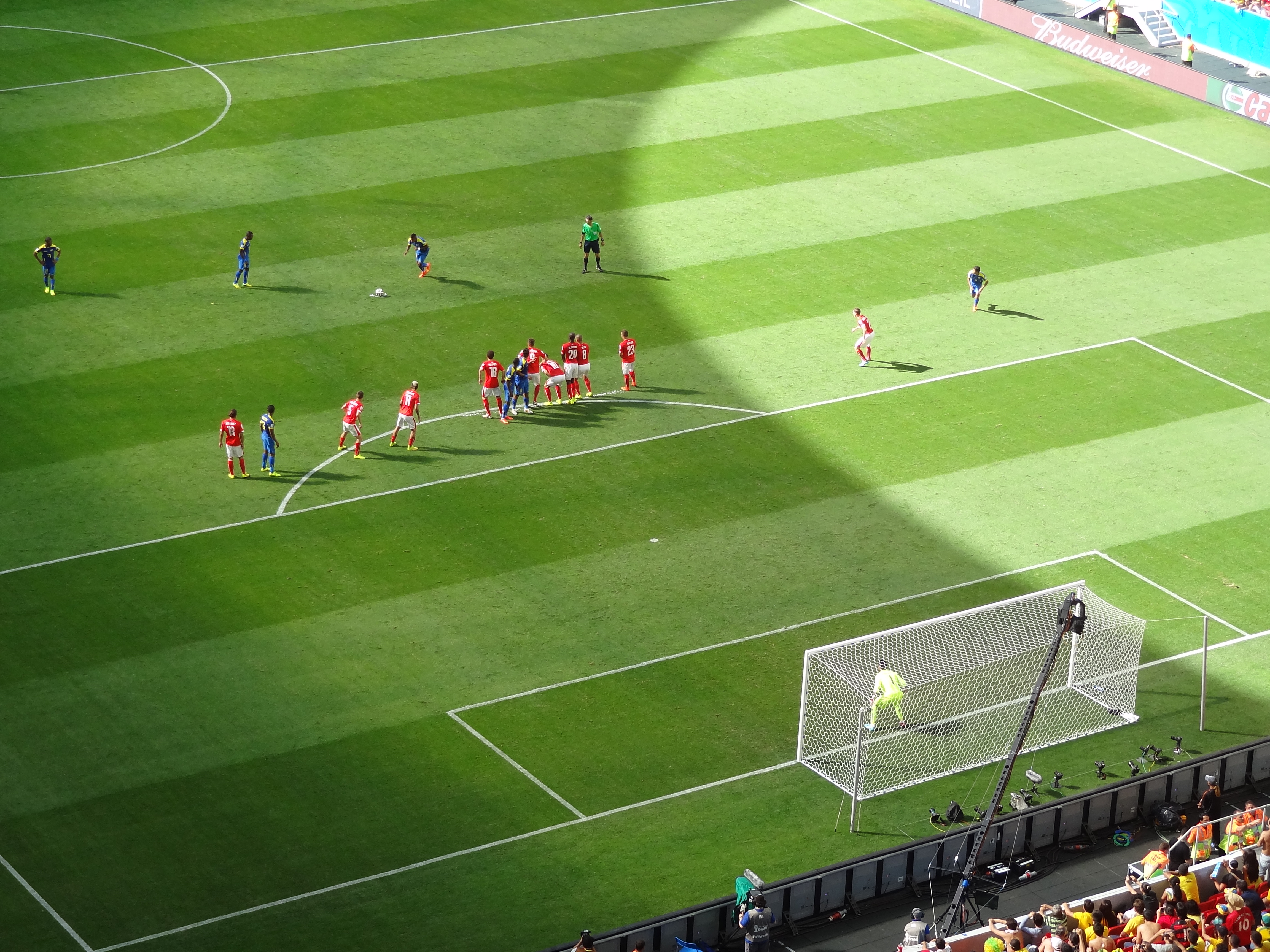
Encuentro entre las selecciones de Suiza y Ecuador —en el Estadio Nacional de Brasilia— que finalizó con victoria de 2-1 para el conjunto europeo.

| Selección | Pts. | PJ | PG | PE | PP | GF | GC | Dif. |
| --------- | ---- | -- | -- | -- | -- | -- | -- | ---- |
| Francia   | 7    | 3  | 2  | 1  | 0  | 8  | 2  | 6    |
| Suiza     | 6    | 3  | 2  | 0  | 1  | 7  | 6  | 1    |
| Ecuador   | 4    | 3  | 1  | 1  | 1  | 3  | 3  | 0    |
| Honduras  | 0    | 3  | 0  | 0  | 3  | 1  | 8  | –7   |

| 15 de junio de 2014 | Suiza                         | 2:1 (0:1) | Ecuador         | Estadio Nacional, Brasilia                                  |                                                             |
| 13:00               | Mehmedi 47' · Seferović 90+3' | Reporte   | E. Valencia 22' | Asistencia: 68 351 espectadores Árbitro(s): Ravshan Irmatov | Asistencia: 68 351 espectadores Árbitro(s): Ravshan Irmatov |

| 15 de junio de 2014 | Francia                                         | 3:0 (1:0) | Honduras | Estadio Beira-Rio, Porto Alegre                          |                                                          |
| 16:00 | Benzema 45' (pen.), 72' · Valladares 48' (a.g.) | Reporte   |          | Asistencia: 43 012 espectadores Árbitro(s): Sandro Ricci | Asistencia: 43 012 espectadores Árbitro(s): Sandro Ricci |
| Es la primera vez que se utiliza el Sistema de detección automática de goles para validar un tanto en la historia de los Mundiales. |                                                 |           |          |                                                          |                                                          |

| 20 de junio de 2014 | Suiza                    | 2:5 (0:3) | Francia                                                             | Arena Fonte Nova, Salvador                                |                                                           |
| 16:00               | Džemaili 81' · Xhaka 87' | Reporte   | Giroud 17' · Matuidi 18' · Valbuena 40' · Benzema 67' · Sissoko 73' | Asistencia: 51 003 espectadores Árbitro(s): Björn Kuipers | Asistencia: 51 003 espectadores Árbitro(s): Björn Kuipers |

| 20 de junio de 2014 | Honduras   | 1:2 (1:1) | Ecuador              | Arena da Baixada, Curitiba                               |                                                          |
| 19:00               | Costly 31' | Reporte   | E. Valencia 34', 65' | Asistencia: 39 224 espectadores Árbitro(s): Ben Williams | Asistencia: 39 224 espectadores Árbitro(s): Ben Williams |

| 25 de junio de 2014 | Honduras | 0:3 (0:2) | Suiza                | Arena da Amazônia, Manaos                                 |                                                           |
| 16:00               |          | Reporte   | Shaqiri 6', 31', 71' | Asistencia: 40 322 espectadores Árbitro(s): Néstor Pitana | Asistencia: 40 322 espectadores Árbitro(s): Néstor Pitana |

| 25 de junio de 2014 | Ecuador | 0:0     | Francia | Estadio Maracaná, Río de Janeiro                            |                                                             |
| 17:00               |         | Reporte |         | Asistencia: 73 749 espectadores Árbitro(s): Noumandiez Doue | Asistencia: 73 749 espectadores Árbitro(s): Noumandiez Doue |

### Grupo F

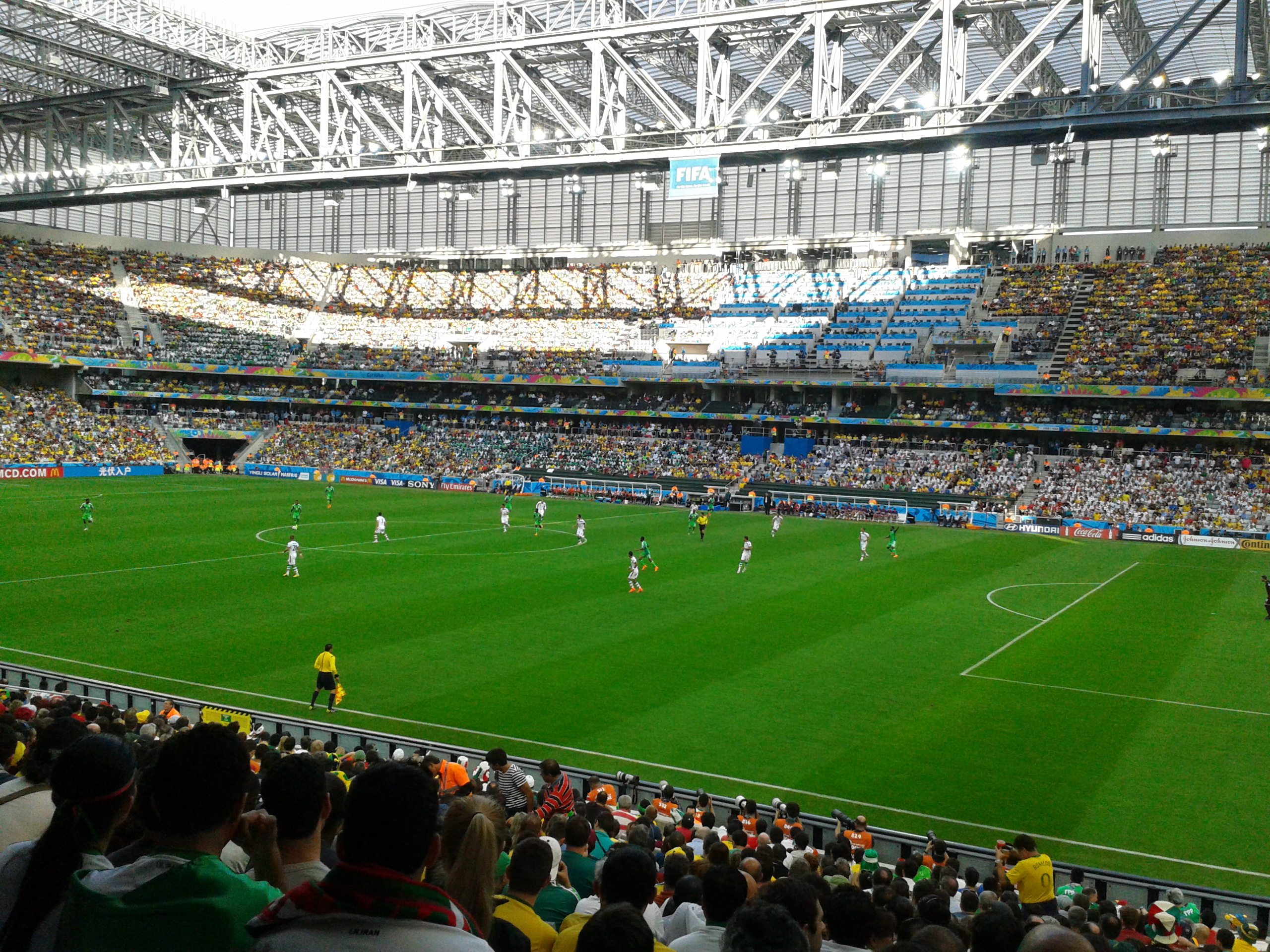
Partido entre Irán y Nigeria en el Arena da Baixada de Curitiba, encuentro que terminaría sin goles.

| Selección            | Pts. | PJ | PG | PE | PP | GF | GC | Dif. |
| -------------------- | ---- | -- | -- | -- | -- | -- | -- | ---- |
| Argentina            | 9    | 3  | 3  | 0  | 0  | 6  | 3  | 3    |
| Nigeria              | 4    | 3  | 1  | 1  | 1  | 3  | 3  | 0    |
| Bosnia y Herzegovina | 3    | 3  | 1  | 0  | 2  | 4  | 4  | 0    |
| Irán                 | 1    | 3  | 0  | 1  | 2  | 1  | 4  | –3   |

| 15 de junio de 2014 | Argentina                       | 2:1 (1:0) | Bosnia y Herzegovina | Estadio Maracaná, Río de Janeiro                         |                                                          |
| 19:00 | Kolašinac 2' (a.g.) · Messi 65' | Reporte   | Ibišević 84'         | Asistencia: 74 738 espectadores Árbitro(s): Joel Aguilar | Asistencia: 74 738 espectadores Árbitro(s): Joel Aguilar |
| Sead Kolašinac se convierte en el jugador en marcar el autogol más rápido en la historia de los Mundiales, a los dos minutos con 22 segundos. Bosnia y Herzegovina hizo su debut absoluto en una Copa Mundial de Fútbol, además Vedad Ibišević anotó el primer gol de Bosnia y Herzegovina en Mundiales. |                                 |           |                      |                                                          |                                                          |

| 16 de junio de 2014 | Irán | 0:0     | Nigeria | Arena da Baixada, Curitiba                              |                                                         |
| 16:00               |      | Reporte |         | Asistencia: 39 081 espectadores Árbitro(s): Carlos Vera | Asistencia: 39 081 espectadores Árbitro(s): Carlos Vera |

| 21 de junio de 2014 | Argentina   | 1:0 (0:0) | Irán | Estadio Mineirão, Belo Horizonte                          |                                                           |
| 13:00               | Messi 90+1' | Reporte   |      | Asistencia: 57 698 espectadores Árbitro(s): Milorad Mažić | Asistencia: 57 698 espectadores Árbitro(s): Milorad Mažić |

| 21 de junio de 2014 | Nigeria        | 1:0 (1:0) | Bosnia y Herzegovina | Arena Pantanal, Cuiabá                                    |                                                           |
| 18:00               | Odemwingie 29' | Reporte   |                      | Asistencia: 40 499 espectadores Árbitro(s): Peter O'Leary | Asistencia: 40 499 espectadores Árbitro(s): Peter O'Leary |

| 25 de junio de 2014 | Nigeria      | 2:3 (1:2) | Argentina                  | Estadio Beira-Rio, Porto Alegre                            |                                                            |
| 13:00               | Musa 4', 47' | Reporte   | Messi 3', 45+1' · Rojo 50' | Asistencia: 43 285 espectadores Árbitro(s): Nicola Rizzoli | Asistencia: 43 285 espectadores Árbitro(s): Nicola Rizzoli |

| 25 de junio de 2014                                    | Bosnia y Herzegovina                   | 3:1 (1:0) | Irán               | Arena Fonte Nova, Salvador                                 |                                                            |
| 13:00                                                  | Džeko 23' · Pjanić 59' · Vršajević 83' | Reporte   | Ghoochannejhad 82' | Asistencia: 48 011 espectadores Árbitro(s): Carlos Velasco | Asistencia: 48 011 espectadores Árbitro(s): Carlos Velasco |
| Primera victoria de Bosnia y Herzegovina en Mundiales. |                                        |           |                    |                                                            |                                                            |

### Grupo G

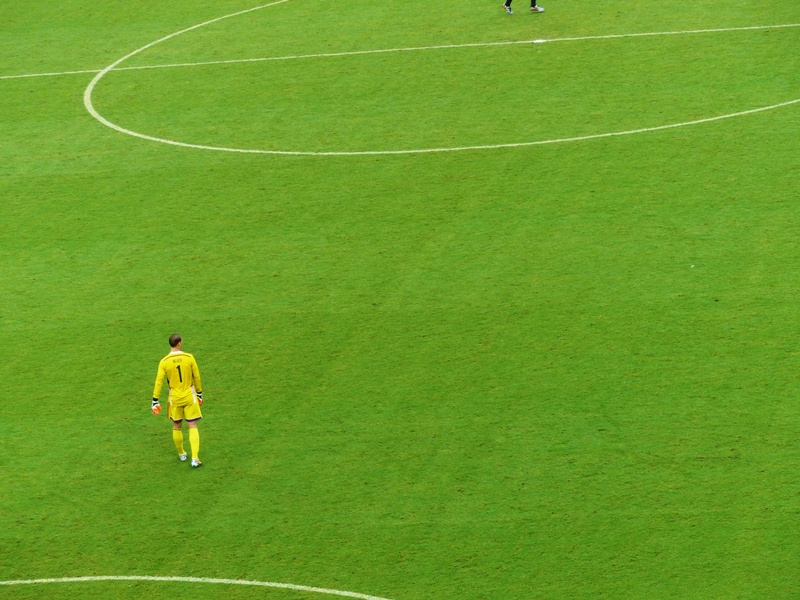
El arquero alemán Manuel Neuer, en el Arena Pernambuco de Recife, donde su selección derrotaría a los Estados Unidos por 1-0.

| Selección      | Pts. | PJ | PG | PE | PP | GF | GC | Dif. |
| -------------- | ---- | -- | -- | -- | -- | -- | -- | ---- |
| Alemania       | 7    | 3  | 2  | 1  | 0  | 7  | 2  | 5    |
| Estados Unidos | 4    | 3  | 1  | 1  | 1  | 4  | 4  | 0    |
| Portugal       | 4    | 3  | 1  | 1  | 1  | 4  | 7  | –3   |
| Ghana          | 1    | 3  | 0  | 1  | 2  | 4  | 6  | –2   |

| 16 de junio de 2014 | Alemania                                    | 4:0 (3:0) | Portugal | Arena Fonte Nova, Salvador                                |                                                           |
| 13:00               | Müller 12' (pen.), 45+1', 78' · Hummels 32' | Reporte   |          | Asistencia: 51 081 espectadores Árbitro(s): Milorad Mažić | Asistencia: 51 081 espectadores Árbitro(s): Milorad Mažić |

| 16 de junio de 2014 | Ghana       | 1:2 (0:1) | Estados Unidos          | Estadio das Dunas, Natal                                   |                                                            |
| 19:00               | A. Ayew 82' | Reporte   | Dempsey 1' · Brooks 86' | Asistencia: 39 760 espectadores Árbitro(s): Jonas Eriksson | Asistencia: 39 760 espectadores Árbitro(s): Jonas Eriksson |

| 21 de junio de 2014 | Alemania              | 2:2 (0:0) | Ghana                  | Estadio Castelão, Fortaleza                              |                                                          |
| 16:00               | Götze 51' · Klose 71' | Reporte   | A. Ayew 54' · Gyan 63' | Asistencia: 59 621 espectadores Árbitro(s): Sandro Ricci | Asistencia: 59 621 espectadores Árbitro(s): Sandro Ricci |

| 22 de junio de 2014 | Estados Unidos          | 2:2 (0:1) | Portugal               | Arena da Amazônia, Manaos                                 |                                                           |
| 18:00               | Jones 64' · Dempsey 81' | Reporte   | Nani 5' · Varela 90+5' | Asistencia: 40 123 espectadores Árbitro(s): Néstor Pitana | Asistencia: 40 123 espectadores Árbitro(s): Néstor Pitana |

| 26 de junio de 2014 | Estados Unidos | 0:1 (0:0) | Alemania   | Arena Pernambuco, Recife                                    |                                                             |
| 13:00               |                | Reporte   | Müller 55' | Asistencia: 41 876 espectadores Árbitro(s): Ravshan Irmatov | Asistencia: 41 876 espectadores Árbitro(s): Ravshan Irmatov |

| 26 de junio de 2014 | Portugal                      | 2:1 (1:0) | Ghana    | Estadio Nacional, Brasilia                                  |                                                             |
| 13:00               | Boye 31' (a.g.) · Ronaldo 79' | Reporte   | Gyan 57' | Asistencia: 67 540 espectadores Árbitro(s): Nawaf Shukralla | Asistencia: 67 540 espectadores Árbitro(s): Nawaf Shukralla |

### Grupo H

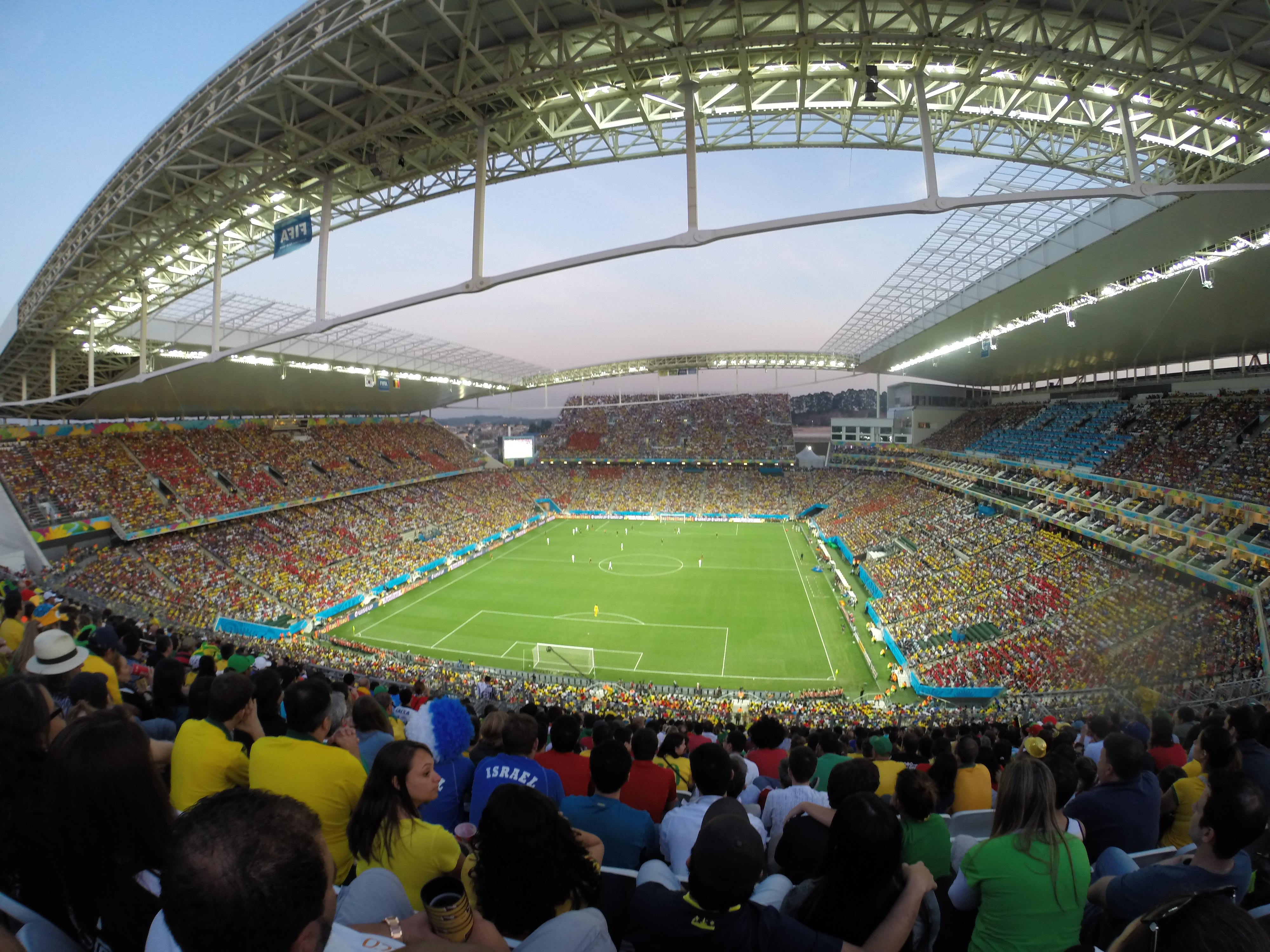
Partido entre Corea del Sur y Bélgica en el Arena Corinthians de Sao Paulo, con victoria 1-0 del conjunto europeo.

| Selección     | Pts. | PJ | PG | PE | PP | GF | GC | Dif. |
| ------------- | ---- | -- | -- | -- | -- | -- | -- | ---- |
| Bélgica       | 9    | 3  | 3  | 0  | 0  | 4  | 1  | 3    |
| Argelia       | 4    | 3  | 1  | 1  | 1  | 6  | 5  | 1    |
| Rusia         | 2    | 3  | 0  | 2  | 1  | 2  | 3  | –1   |
| Corea del Sur | 1    | 3  | 0  | 1  | 2  | 3  | 6  | –3   |

| 17 de junio de 2014 | Bélgica                    | 2:1 (0:1) | Argelia             | Estadio Mineirão, Belo Horizonte                            |                                                             |
| 13:00               | Fellaini 70' · Mertens 80' | Reporte   | Feghouli 25' (pen.) | Asistencia: 56 800 espectadores Árbitro(s): Marco Rodríguez | Asistencia: 56 800 espectadores Árbitro(s): Marco Rodríguez |

| 17 de junio de 2014 | Rusia         | 1:1 (0:0) | Corea del Sur | Arena Pantanal, Cuiabá                                    |                                                           |
| 18:00               | Kerzhakov 74' | Reporte   | K.H. Lee 68'  | Asistencia: 37 603 espectadores Árbitro(s): Néstor Pitana | Asistencia: 37 603 espectadores Árbitro(s): Néstor Pitana |

| 22 de junio de 2014 | Bélgica   | 1:0 (0:0) | Rusia | Estadio Maracaná, Río de Janeiro                        |                                                         |
| 13:00               | Origi 88' | Reporte   |       | Asistencia: 73 819 espectadores Árbitro(s): Felix Brych | Asistencia: 73 819 espectadores Árbitro(s): Felix Brych |

| 22 de junio de 2014 | Corea del Sur               | 2:4 (0:3) | Argelia                                               | Estadio Beira-Rio, Porto Alegre                           |                                                           |
| 16:00               | H.M. Son 50' · J.C. Koo 72' | Reporte   | Slimani 26' · Halliche 28' · Djabou 38' · Brahimi 62' | Asistencia: 42 732 espectadores Árbitro(s): Wilmar Roldán | Asistencia: 42 732 espectadores Árbitro(s): Wilmar Roldán |

| 26 de junio de 2014 | Corea del Sur | 0:1 (0:0) | Bélgica        | Arena Corinthians, São Paulo                             |                                                          |
| 17:00               |               | Reporte   | Vertonghen 78' | Asistencia: 61 397 espectadores Árbitro(s): Ben Williams | Asistencia: 61 397 espectadores Árbitro(s): Ben Williams |

| 26 de junio de 2014                                                | Argelia     | 1:1 (0:1) | Rusia      | Arena da Baixada, Curitiba                               |                                                          |
| 17:00                                                              | Slimani 60' | Reporte   | Kokorin 6' | Asistencia: 39 311 espectadores Árbitro(s): Cüneyt Çakır | Asistencia: 39 311 espectadores Árbitro(s): Cüneyt Çakır |
| Primera clasificación de Argelia a una segunda fase de un Mundial. |             |           |            |                                                          |                                                          |

## Segunda fase

### Cuadro de desarrollo
|  | Octavos de final             | Octavos de final            |                              |       | Cuartos de final             | Cuartos de final             |                        |                        | Semifinales | Semifinales |  |  | Final | Final |
|  |                              |                             |                              |       |                              |                              |                        |                        |             |             |  |  |       |       |
|  | 28 de junio - Belo Horizonte |                             |                              |       |                              |                              |                        |                        |             |             |  |  |       |       |
|  |                              |                             |                              |       |                              |                              |                        |                        |             |             |  |  |       |       |
|  | Brasil (p.)                  | 1 (3)                       |                              |       |                              |                              |                        |                        |             |             |  |  |       |       |
|  | Brasil (p.)                  | 1 (3)                       | 4 de julio - Fortaleza       |       |                              |                              |                        |                        |             |             |  |  |       |       |
|  | Chile                        | 1 (2)                       |                              |       |                              |                              |                        |                        |             |             |  |  |       |       |
|  | Chile                        | 1 (2)                       | Brasil                       | 2     |                              |                              |                        |                        |             |             |  |  |       |       |
|  | 28 de junio - Río de Janeiro |                             | Brasil                       | 2     |                              |                              |                        |                        |             |             |  |  |       |       |
|  |                              | Colombia                    | 1                            |       |                              |                              |                        |                        |             |             |  |  |       |       |
|  | Colombia                     | Colombia                    | 1                            | 2     |                              |                              |                        |                        |             |             |  |  |       |       |
|  | Colombia                     |                             | 8 de julio - Belo Horizonte  | 2     |                              |                              |                        |                        |             |             |  |  |       |       |
|  | Uruguay                      | 0                           |                              |       |                              |                              |                        |                        |             |             |  |  |       |       |
|  | Uruguay                      | 0                           | Brasil                       | 1     |                              |                              |                        |                        |             |             |  |  |       |       |
|  | 30 de junio - Brasilia       |                             | Brasil                       | 1     |                              |                              |                        |                        |             |             |  |  |       |       |
|  |                              | Alemania                    | 7                            |       |                              |                              |                        |                        |             |             |  |  |       |       |
|  | Francia                      | Alemania                    | 7                            | 2     |                              |                              |                        |                        |             |             |  |  |       |       |
|  | Francia                      | 4 de julio - Río de Janeiro |                              | 2     |                              |                              |                        |                        |             |             |  |  |       |       |
|  | Nigeria                      | 0                           |                              |       |                              |                              |                        |                        |             |             |  |  |       |       |
|  | Nigeria                      | 0                           | Francia                      | 0     |                              |                              |                        |                        |             |             |  |  |       |       |
|  | 30 de junio - Porto Alegre   |                             | Francia                      | 0     |                              |                              |                        |                        |             |             |  |  |       |       |
|  |                              | Alemania                    | 1                            |       |                              |                              |                        |                        |             |             |  |  |       |       |
|  | Alemania (t.s.)              | Alemania                    | 1                            | 2     |                              |                              |                        |                        |             |             |  |  |       |       |
|  | Alemania (t.s.)              |                             | 13 de julio - Río de Janeiro | 2     |                              |                              |                        |                        |             |             |  |  |       |       |
|  | Argelia                      | 1                           |                              |       |                              |                              |                        |                        |             |             |  |  |       |       |
|  | Argelia                      | 1                           | Alemania (t.s.)              | 1     |                              |                              |                        |                        |             |             |  |  |       |       |
|  | 29 de junio - Fortaleza      |                             | Alemania (t.s.)              | 1     |                              |                              |                        |                        |             |             |  |  |       |       |
|  |                              | Argentina                   | 0                            |       |                              |                              |                        |                        |             |             |  |  |       |       |
|  | Países Bajos                 | Argentina                   | 0                            | 2     |                              |                              |                        |                        |             |             |  |  |       |       |
|  | Países Bajos                 | 5 de julio - Salvador       |                              | 2     |                              |                              |                        |                        |             |             |  |  |       |       |
|  | México                       | 1                           |                              |       |                              |                              |                        |                        |             |             |  |  |       |       |
|  | México                       | 1                           | Países Bajos (p.)            | 0 (4) |                              |                              |                        |                        |             |             |  |  |       |       |
|  | 29 de junio - Recife         |                             | Países Bajos (p.)            | 0 (4) |                              |                              |                        |                        |             |             |  |  |       |       |
|  |                              | Costa Rica                  | 0 (3)                        |       |                              |                              |                        |                        |             |             |  |  |       |       |
|  | Costa Rica (p.)              | Costa Rica                  | 0 (3)                        | 1 (5) |                              |                              |                        |                        |             |             |  |  |       |       |
|  | Costa Rica (p.)              |                             | 9 de julio - São Paulo       | 1 (5) |                              |                              |                        |                        |             |             |  |  |       |       |
|  | Grecia                       | 1 (3)                       |                              |       |                              |                              |                        |                        |             |             |  |  |       |       |
|  | Grecia                       | 1 (3)                       | Países Bajos                 | 0 (2) |                              |                              |                        |                        |             |             |  |  |       |       |
|  | 1 de julio - São Paulo       |                             | Países Bajos                 | 0 (2) |                              |                              |                        |                        |             |             |  |  |       |       |
|  |                              | Argentina (p.)              | 0 (4)                        |       | Partido por el tercer puesto | Partido por el tercer puesto |                        |                        |             |             |  |  |       |       |
|  | Argentina (t.s.)             | Argentina (p.)              | 0 (4)                        | 1     | Partido por el tercer puesto | Partido por el tercer puesto |                        |                        |             |             |  |  |       |       |
|  | Argentina (t.s.)             | 5 de julio - Brasilia       | 5 de julio - Brasilia        | 1     |                              |                              | 12 de julio - Brasilia | 12 de julio - Brasilia |             |             |  |  |       |       |
|  | Suiza                        | 5 de julio - Brasilia       | 5 de julio - Brasilia        | 0     |                              |                              | 12 de julio - Brasilia | 12 de julio - Brasilia |             |             |  |  |       |       |
|  | Suiza                        | Argentina                   | 1                            | 0     | Brasil                       | 0                            |                        |                        |             |             |  |  |       |       |
|  | 1 de julio - Salvador        | Argentina                   | 1                            |       | Brasil                       | 0                            |                        |                        |             |             |  |  |       |       |
|  |                              | Bélgica                     | 0                            |       | Países Bajos                 | 3                            |                        |                        |             |             |  |  |       |       |
|  | Bélgica (t.s.)               | Bélgica                     | 0                            | 2     | Países Bajos                 | 3                            |                        |                        |             |             |  |  |       |       |
|  | Bélgica (t.s.)               |                             |                              | 2     |                              |                              |                        |                        |             |             |  |  |       |       |
|  | Estados Unidos               | 1                           |                              |       |                              |                              |                        |                        |             |             |  |  |       |       |
|  | Estados Unidos               | 1                           |                              |       |                              |                              |                        |                        |             |             |  |  |       |       |

### Octavos de final
| 28 de junio de 2014 | Brasil                                             | 1:1 (1:1, 1:1) (t. s.)(3:2 p.) | Chile                                               | Estadio Mineirão, Belo Horizonte                        |                                                         |
| 13:00               | David Luiz 18'                                     | Reporte                        | A. Sánchez 32'                                      | Asistencia: 57 714 espectadores Árbitro(s): Howard Webb | Asistencia: 57 714 espectadores Árbitro(s): Howard Webb |
|                     |                                                    | Tiros desde el punto penal     |                                                     |                                                         |                                                         |
|                     | David Luiz · Willian · Marcelo · Hulk · Neymar Jr. |                                | Pinilla · A. Sánchez · Aránguiz · M. Díaz · G. Jara |                                                         |                                                         |

| 28 de junio de 2014                                                 | Colombia           | 2:0 (1:0) | Uruguay | Estadio Maracaná, Río de Janeiro                          |                                                           |
| 17:00                                                               | Rodríguez 28', 50' | Reporte   |         | Asistencia: 73 804 espectadores Árbitro(s): Björn Kuipers | Asistencia: 73 804 espectadores Árbitro(s): Björn Kuipers |
| Primera clasificación de Colombia a Cuartos de final de un Mundial. |                    |           |         |                                                           |                                                           |

| 29 de junio de 2014 | Países Bajos                          | 2:1 (0:0) | México         | Estadio Castelão, Fortaleza                               |                                                           |
| 13:00               | Sneijder 88' · Huntelaar 90+4' (pen.) | Reporte   | Dos Santos 48' | Asistencia: 58 870 espectadores Árbitro(s): Pedro Proença | Asistencia: 58 870 espectadores Árbitro(s): Pedro Proença |

| 29 de junio de 2014                                                   | Costa Rica                                  | 1:1 (1:1, 0:0) (t. s.)(5:3 p.) | Grecia                                           | Arena Pernambuco, Recife                                 |                                                          |
| 17:00                                                                 | Ruiz 52'                                    | Reporte                        | Papastathopoulos 90+1'                           | Asistencia: 41 242 espectadores Árbitro(s): Ben Williams | Asistencia: 41 242 espectadores Árbitro(s): Ben Williams |
|                                                                       |                                             | Tiros desde el punto penal     |                                                  |                                                          |                                                          |
|                                                                       | Borges · Ruiz · González · Campbell · Umaña |                                | Mitroglou · Christodoulopoulos · Holebas · Gekas |                                                          |                                                          |
| Primera clasificación de Costa Rica a Cuartos de final de un Mundial. |                                             |                                |                                                  |                                                          |                                                          |

| 30 de junio de 2014 | Francia                       | 2:0 (0:0) | Nigeria | Estadio Nacional, Brasilia                              |                                                         |
| 13:00               | Pogba 79' · Yobo 90+1' (a.g.) | Reporte   |         | Asistencia: 67 882 espectadores Árbitro(s): Mark Geiger | Asistencia: 67 882 espectadores Árbitro(s): Mark Geiger |

| 30 de junio de 2014 | Alemania                 | 2:1 (0:0, 0:0) (t. s.) | Argelia       | Estadio Beira-Rio, Porto Alegre                          |                                                          |
| 17:00               | Schürrle 92' · Özil 119' | Reporte                | Djabou 120+1' | Asistencia: 43 063 espectadores Árbitro(s): Sandro Ricci | Asistencia: 43 063 espectadores Árbitro(s): Sandro Ricci |

| 1 de julio de 2014 | Argentina     | 1:0 (0:0, 0:0) (t. s.) | Suiza | Arena Corinthians, São Paulo                               |                                                            |
| 13:00              | Di María 118' | Reporte                |       | Asistencia: 63 255 espectadores Árbitro(s): Jonas Eriksson | Asistencia: 63 255 espectadores Árbitro(s): Jonas Eriksson |

| 1 de julio de 2014 | Bélgica                     | 2:1 (0:0, 0:0) (t. s.) | Estados Unidos | Arena Fonte Nova, Salvador                                  |                                                             |
| 17:00              | De Bruyne 92' · Lukaku 104' | Reporte                | Green 107'     | Asistencia: 51 227 espectadores Árbitro(s): Djamel Haimoudi | Asistencia: 51 227 espectadores Árbitro(s): Djamel Haimoudi |

### Cuartos de final
| 4 de julio de 2014 | Francia | 0:1 (0:1) | Alemania    | Estadio Maracaná, Río de Janeiro                          |                                                           |
| 13:00              |         | Reporte   | Hummels 12' | Asistencia: 74 240 espectadores Árbitro(s): Néstor Pitana | Asistencia: 74 240 espectadores Árbitro(s): Néstor Pitana |

| 4 de julio de 2014 | Brasil                         | 2:1 (1:0) | Colombia             | Estadio Castelão, Fortaleza                                |                                                            |
| 17:00              | Silva 7' · David Luiz 69' (TL) | Reporte   | Rodríguez 80' (pen.) | Asistencia: 60 342 espectadores Árbitro(s): Carlos Velasco | Asistencia: 60 342 espectadores Árbitro(s): Carlos Velasco |

| 5 de julio de 2014 | Argentina  | 1:0 (1:0) | Bélgica | Estadio Nacional, Brasilia                                 |                                                            |
| 13:00              | Higuaín 8' | Reporte   |         | Asistencia: 68 551 espectadores Árbitro(s): Nicola Rizzoli | Asistencia: 68 551 espectadores Árbitro(s): Nicola Rizzoli |

| 5 de julio de 2014 | Países Bajos                          | 0:0 (t. s.)(4:3 p.)        | Costa Rica                                 | Arena Fonte Nova, Salvador                                  |                                                             |
| 17:00              |                                       | Reporte                    |                                            | Asistencia: 51 179 espectadores Árbitro(s): Ravshan Irmatov | Asistencia: 51 179 espectadores Árbitro(s): Ravshan Irmatov |
|                    |                                       | Tiros desde el punto penal |                                            |                                                             |                                                             |
|                    | Van Persie · Robben · Sneijder · Kuyt |                            | Borges · Ruiz · González · Bolaños · Umaña |                                                             |                                                             |

### Semifinales
| 8 de julio de 2014 | Brasil    | 1:7 (0:5) | Alemania                                                                  | Estadio Mineirão, Belo Horizonte                            |                                                             |
| 17:00 | Oscar 90' | Reporte   | Müller 11' · Klose 23' · Kroos 24', 26' · Khedira 29' · Schürrle 69', 79' | Asistencia: 58 141 espectadores Árbitro(s): Marco Rodríguez | Asistencia: 58 141 espectadores Árbitro(s): Marco Rodríguez |
| Miroslav Klose se convirtió en el máximo goleador de la historia de los mundiales con 16 goles. Toni Kroos marcó el doblete más rápido en la historia de los mundiales, con 69 segundos entre cada gol. Esta fue la peor derrota de Brasil en su historial de Copas del Mundo. Véase «Mineirazo» para más detalles. |           |           |                                                                           |                                                             |                                                             |

| 9 de julio de 2014 | Países Bajos                     | 0:0 (t. s.)(2:4 p.)        | Argentina                             | Arena Corinthians, São Paulo                             |                                                          |
| 17:00              |                                  | Reporte                    |                                       | Asistencia: 63 267 espectadores Árbitro(s): Cüneyt Çakır | Asistencia: 63 267 espectadores Árbitro(s): Cüneyt Çakır |
|                    |                                  | Tiros desde el punto penal |                                       |                                                          |                                                          |
|                    | Vlaar · Robben · Sneijder · Kuyt |                            | Messi · Garay · Agüero · M. Rodríguez |                                                          |                                                          |

### Tercer puesto
| 12 de julio de 2014 | Brasil | 0:3 (0:2) | Países Bajos                                       | Estadio Nacional, Brasilia                                  |                                                             |
| 17:00               |        | Reporte   | Van Persie 3' (pen.) · Blind 17' · Wijnaldum 90+1' | Asistencia: 68 034 espectadores Árbitro(s): Djamel Haimoudi | Asistencia: 68 034 espectadores Árbitro(s): Djamel Haimoudi |

### Final
| 13 de julio de 2014 | Alemania   | 1:0 (0:0, 0:0) (t. s.)(1:0 t. s.) | Argentina | Estadio Maracaná, Río de Janeiro                           |                                                            |
| 16:00 | Götze 113' | Reporte                           |           | Asistencia: 74 738 espectadores Árbitro(s): Nicola Rizzoli | Asistencia: 74 738 espectadores Árbitro(s): Nicola Rizzoli |
| Primera vez que una selección europea gana la competencia en el continente americano. Igualmente es el tercer país del mundo en concluir campeón fuera de su continente. |            |                                   |           |                                                            |                                                            |

|                             |
| Bandera de Alemania         |
| Campeón Alemania 4.º título |

## Estadísticas

### Tabla general

Mapa según los resultados del torneo.

A continuación se muestra la tabla de posiciones segmentada acorde a las fases alcanzadas por los equipos (ver artículos de mundiales anteriores)
| Pos. | Equipo               | Pts | PJ | PG | PE | PP | GF | GC | Dif. | Rend.  |
| ---- | -------------------- | --- | -- | -- | -- | -- | -- | -- | ---- | ------ |
| 1    | Alemania             | 19  | 7  | 6  | 1  | 0  | 18 | 4  | 14   | 90,5 % |
| 2    | Argentina            | 16  | 7  | 5  | 1  | 1  | 8  | 4  | 4    | 76,2 % |
| 3    | Países Bajos         | 17  | 7  | 5  | 2  | 0  | 15 | 4  | 11   | 80,9 % |
| 4    | Brasil               | 11  | 7  | 3  | 2  | 2  | 11 | 14 | –3   | 52,3 % |
| 5    | Colombia             | 12  | 5  | 4  | 0  | 1  | 12 | 4  | 8    | 80 %   |
| 6    | Bélgica              | 12  | 5  | 4  | 0  | 1  | 6  | 3  | 3    | 80 %   |
| 7    | Francia              | 10  | 5  | 3  | 1  | 1  | 10 | 3  | 7    | 66,6 % |
| 8    | Costa Rica           | 9   | 5  | 2  | 3  | 0  | 5  | 2  | 3    | 60 %   |
| 9    | Chile                | 7   | 4  | 2  | 1  | 1  | 6  | 4  | 2    | 58,3 % |
| 10   | México               | 7   | 4  | 2  | 1  | 1  | 5  | 3  | 2    | 58,3 % |
| 11   | Suiza                | 6   | 4  | 2  | 0  | 2  | 7  | 7  | 0    | 50 %   |
| 12   | Uruguay              | 6   | 4  | 2  | 0  | 2  | 4  | 6  | –2   | 50 %   |
| 13   | Grecia               | 5   | 4  | 1  | 2  | 1  | 3  | 5  | –2   | 41,6 % |
| 14   | Argelia              | 4   | 4  | 1  | 1  | 2  | 7  | 7  | 0    | 33,3 % |
| 15   | Estados Unidos       | 4   | 4  | 1  | 1  | 2  | 5  | 6  | –1   | 33,3 % |
| 16   | Nigeria              | 4   | 4  | 1  | 1  | 2  | 3  | 5  | –2   | 33,3 % |
| 17   | Ecuador              | 4   | 3  | 1  | 1  | 1  | 3  | 3  | 0    | 44,4 % |
| 18   | Portugal             | 4   | 3  | 1  | 1  | 1  | 4  | 7  | –3   | 44,4 % |
| 19   | Croacia              | 3   | 3  | 1  | 0  | 2  | 6  | 6  | 0    | 33,3 % |
| 20   | Bosnia y Herzegovina | 3   | 3  | 1  | 0  | 2  | 4  | 4  | 0    | 33,3 % |
| 21   | Costa de Marfil      | 3   | 3  | 1  | 0  | 2  | 4  | 5  | –1   | 33,3 % |
| 22   | Italia               | 3   | 3  | 1  | 0  | 2  | 2  | 3  | –1   | 33,3 % |
| 23   | España               | 3   | 3  | 1  | 0  | 2  | 4  | 7  | –3   | 33,3 % |
| 24   | Rusia                | 2   | 3  | 0  | 2  | 1  | 2  | 3  | –1   | 22,2 % |
| 25   | Ghana                | 1   | 3  | 0  | 1  | 2  | 4  | 6  | –2   | 11,1 % |
| 26   | Inglaterra           | 1   | 3  | 0  | 1  | 2  | 2  | 4  | –2   | 11,1 % |
| 27   | Corea del Sur        | 1   | 3  | 0  | 1  | 2  | 3  | 6  | –3   | 11,1 % |
| 28   | Irán                 | 1   | 3  | 0  | 1  | 2  | 1  | 4  | –3   | 11,1 % |
| 29   | Japón                | 1   | 3  | 0  | 1  | 2  | 2  | 6  | –4   | 11,1 % |
| 30   | Australia            | 0   | 3  | 0  | 0  | 3  | 3  | 9  | –6   | 0,0 %  |
| 31   | Honduras             | 0   | 3  | 0  | 0  | 3  | 1  | 8  | –7   | 0,0 %  |
| 32   | Camerún              | 0   | 3  | 0  | 0  | 3  | 1  | 9  | –8   | 0,0 %  |

### Goleadores
| Jugador          | Selección    | Goles | Minutos |
| ---------------- | ------------ | ----- | ------- |
| James Rodríguez  | Colombia     | 6     | 400'    |
| Thomas Müller    | Alemania     | 5     | 562'    |
| Neymar           | Brasil       | 4     | 457'    |
| Robin van Persie | Países Bajos | 4     | 548'    |
| Lionel Messi     | Argentina    | 4     | 573'    |
| André Schürrle   | Alemania     | 3     | 155'    |
| Enner Valencia   | Ecuador      | 3     | 270'    |
| Xherdan Shaqiri  | Suiza        | 3     | 387'    |
| Karim Benzema    | Francia      | 3     | 450'    |
| Arjen Robben     | Países Bajos | 3     | 690'    |

### Asistentes
| Jugador                 | Selección | Asist. | Min. |
| ----------------------- | --------- | ------ | ---- |
| Juan Guillermo Cuadrado | Colombia  | 4      | 387' |
| Toni Kroos              | Alemania  | 4      | 570' |
| Thomas Müller           | Alemania  | 3      | 562' |
| Eduardo Vargas          | Chile     | 2      | 311' |
| James Rodríguez         | Colombia  | 2      | 399' |
| Kevin de Bruyne         | Bélgica   | 2      | 390' |
| Sofiane Feghouli        | Argelia   | 2      | 390' |
| Karim Benzema           | Francia   | 2      | 450' |

## Premios y reconocimientos

### Premios oficiales de la competición
La FIFA otorga por reglamento cinco premios al finalizar el torneo: Balón de oro, Bota de oro, Guante de oro, Trofeo Fair Play y el Premio al Equipo más espectacular.

#### Bota de oro

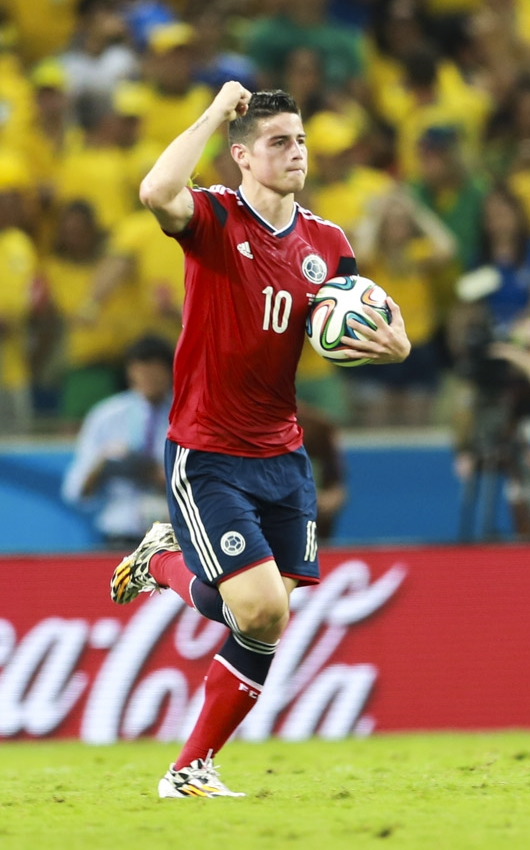
James Rodríguez después de convertirle un gol a. James fue el máximo goleador del mundial 2014.

Para la designación del ganador de la Bota de Oro se toma en cuenta, en primera instancia, la mayor cantidad de goles anotados, luego, la mayor cantidad de asistencias de gol realizadas y, finalmente, la menor cantidad de minutos jugados.
| Jugador          | Selección    | Goles | Asist. | Min. |
| ---------------- | ------------ | ----- | ------ | ---- |
| James Rodríguez  | Colombia     | 6     | 2      | 399' |
| Thomas Müller    | Alemania     | 5     | 3      | 682' |
| Neymar Jr.       | Brasil       | 4     | 1      | 457' |
| Lionel Messi     | Argentina    | 4     | 1      | 693' |
| Robin van Persie | Países Bajos | 4     | 0      | 548' |

#### Jugador del partido
Este es un premio individual concedido al término de cada uno de los 64 partidos de la competición al mejor jugador de cada encuentro.
Oficialmente y por motivos de patrocinio es llamado «Jugador Budweiser del Partido» y es elegido mediante votación pública en la página web de la FIFA durante el segundo tiempo de cada juego.
| Fase de grupos - Fecha 1 | Fase de grupos - Fecha 1 | Fase de grupos - Fecha 2 | Fase de grupos - Fecha 2 | Fase de grupos - Fecha 3 | Fase de grupos - Fecha 3 | Octavos de final, Cuartos de final, Semifinales, tercer lugar y Final | Octavos de final, Cuartos de final, Semifinales, tercer lugar y Final |
| Jugador                  | Partido                  | Jugador                  | Partido                  | Jugador                  | Partido                  | Jugador                                                               | Partido                                                               |
| ------------------------ | ------------------------ | ------------------------ | ------------------------ | ------------------------ | ------------------------ | --------------------------------------------------------------------- | --------------------------------------------------------------------- |
| Neymar Jr.               | 3:1                      | Guillermo Ochoa          | 0:0                      | David Villa              | 0:3                      | Júlio César                                                           | 1:1 (3:2)                                                             |
| Giovani dos Santos       | 1:0                      | Arjen Robben             | 2:3                      | Arjen Robben             | 2:0                      | James Rodríguez                                                       | 2:0                                                                   |
| Robin van Persie         | 1:5                      | Eduardo Vargas           | 0:2                      | Neymar Jr.               | 1:4                      | Guillermo Ochoa                                                       | 2:1                                                                   |
| Alexis Sánchez           | 3:1                      | Mario Mandžukic          | 0:4                      | Rafael Márquez           | 1:3                      | Keylor Navas                                                          | 1:1 (5:3)                                                             |
| James Rodríguez          | 3:0                      | James Rodríguez          | 2:1                      | Gianluigi Buffon         | 0:1                      | Paul Pogba                                                            | 2:0                                                                   |
| Joel Campbell            | 1:3                      | Luis Suárez              | 2:1                      | Keylor Navas             | 0:0                      | Raïs M'Bolhi                                                          | 2:1                                                                   |
| Mario Balotelli          | 1:2                      | Keisuke Honda            | 0:0                      | Jackson Martínez         | 1:4                      | Lionel Messi                                                          | 1:0                                                                   |
| Yaya Touré               | 2:1                      | Bryan Ruiz               | 0:1                      | Georgios Samaras         | 2:1                      | Tim Howard                                                            | 2:1                                                                   |
| Xherdan Shaqiri          | 2:1                      | Karim Benzema            | 2:5                      | Lionel Messi             | 2:3                      | David Luiz                                                            | 2:1                                                                   |
| Karim Benzema            | 3:0                      | Enner Valencia           | 1:2                      | Edin Džeko               | 3:1                      | Mats Hummels                                                          | 0:1                                                                   |
| Lionel Messi             | 2:1                      | Lionel Messi             | 1:0                      | Alexander Domínguez      | 0:0                      | Keylor Navas                                                          | 0:0 (4:3)                                                             |
| Thomas Müller            | 4:0                      | Mario Götze              | 2:2                      | Xherdan Shaqiri          | 0:3                      | Gonzalo Higuaín                                                       | 1:0                                                                   |
| Obi Mikel                | 0:0                      | Peter Odemwingie         | 1:0                      | Thomas Müller            | 0:1                      | Toni Kroos                                                            | 1:7                                                                   |
| Clint Dempsey            | 1:2                      | Eden Hazard              | 1:0                      | Cristiano Ronaldo        | 2:1                      | Sergio Romero                                                         | 0:0 (2:4)                                                             |
| Kevin de Bruyne          | 2:1                      | Islam Slimani            | 2:4                      | Islam Slimani            | 1:1                      | Arjen Robben                                                          | 0:3                                                                   |
| Son Heung-Min            | 1:1                      | Tim Howard               | 2:2                      | Jan Vertonghen           | 0:1                      | Mario Götze                                                           | 1:0                                                                   |

#### Balón de Oro
El Balón de Oro, que distingue al mejor jugador de cada Copa Mundial, es elegido de los votos de las personas acreditadas.

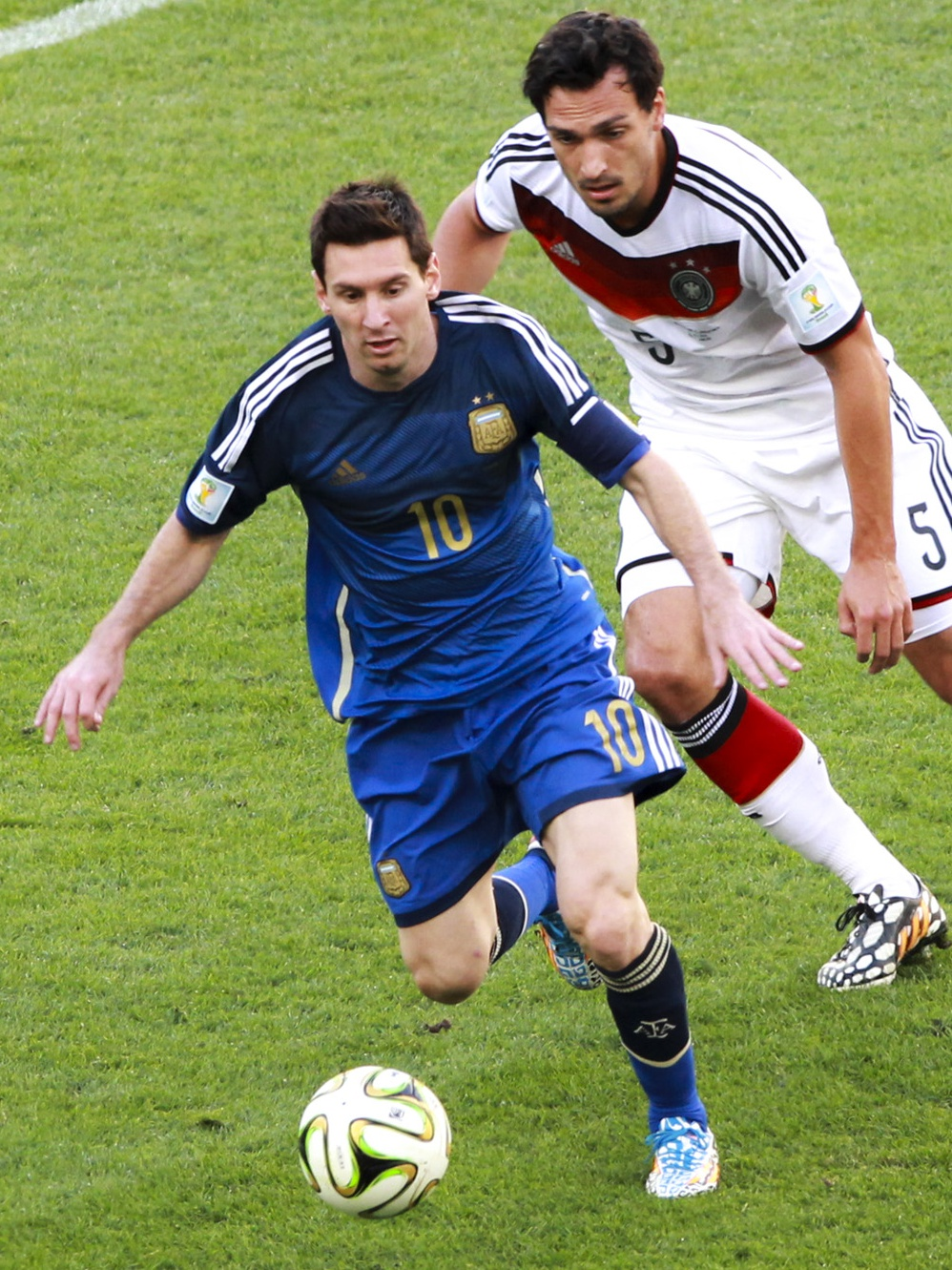
Lionel Messi, ganador del Balón de Oro.

| Jugador           | Selección    | Veces jugador del partido |
| ----------------- | ------------ | ------------------------- |
| Lionel Messi      | Argentina    | 4                         |
| Thomas Müller     | Alemania     | 2                         |
| Arjen Robben      | Países Bajos | 3                         |
| James Rodríguez   | Colombia     | 3                         |
| Mats Hummels      | Alemania     | 1                         |
| Toni Kroos        | Alemania     | 1                         |
| Philipp Lahm      | Alemania     | -                         |
| Ángel Di María    | Argentina    | -                         |
| Javier Mascherano | Argentina    | -                         |
| Neymar            | Brasil       | 2                         |

#### Premio al mejor jugador joven del torneo
Al mejor jugador joven que disputó el mundial, habiendo nacido después del 1 de enero de 1993
| Jugador                | Selección    | Votos |
| ---------------------- | ------------ | ----- |
| Paul Pogba             | Francia      |       |
| Memphis Depay          | Países Bajos |       |
| Raphael Varane         | Francia      |       |
| Juan Fernando Quintero | Colombia     |       |

#### Guante de Oro

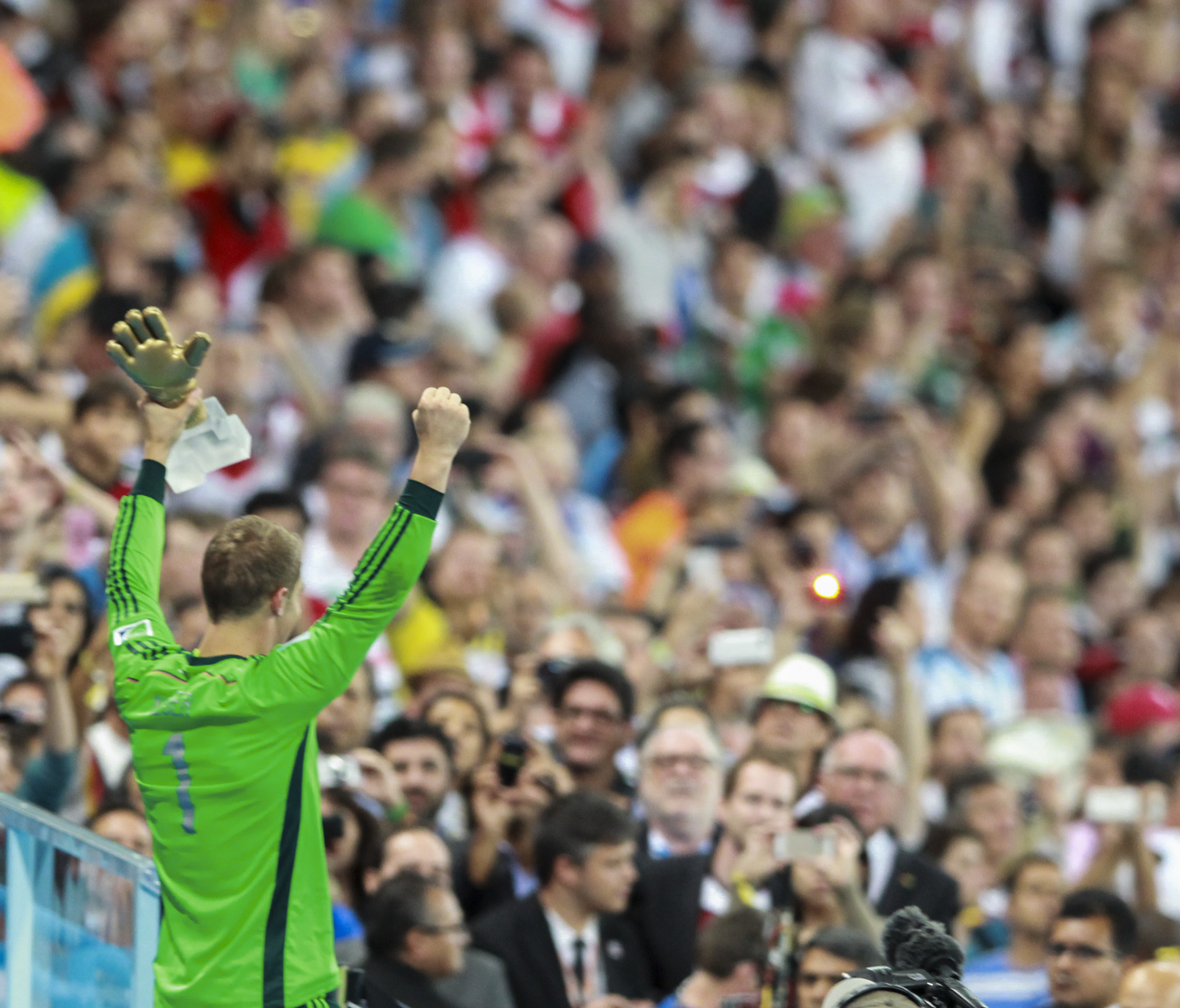
Manuel Neuer después de ganar la Copa Mundial. Neuer fue elegido mejor arquero del mundial 2014.

Al mejor arquero fue:
| Jugador       | Selección  |
| ------------- | ---------- |
| Manuel Neuer  | Alemania   |
| Keylor Navas  | Costa Rica |
| Sergio Romero | Argentina  |

#### Premio al Juego Limpio
El Premio al Juego Limpio de la FIFA, es otorgado por un grupo técnico de la FIFA a aquel equipo que acumule menos faltas, menos tarjetas amarillas y rojas, así como el mayor respeto hacia el árbitro, hacia los rivales y hacia el público. Todos estos aspectos son evaluados a través de un sistema de puntos y criterios establecidos por el reglamento de la competencia
| País     |
| -------- |
| Colombia |

### Otros premios otorgados por la FIFA

#### Equipo estelar
| Portero      | Defensores                                   | Mediocampistas                            | Delanteros                        | Entrenador  |
| ------------ | -------------------------------------------- | ----------------------------------------- | --------------------------------- | ----------- |
| Manuel Neuer | Marcelo Mats Hummels David Luiz Thiago Silva | Ángel Di María James Rodríguez Toni Kroos | Neymar Thomas Müller Lionel Messi | Joachim Löw |

#### Castrol EDGE Índice
Los mejores futbolistas del índice Castrol EDGE de la Copa Mundial 2014.

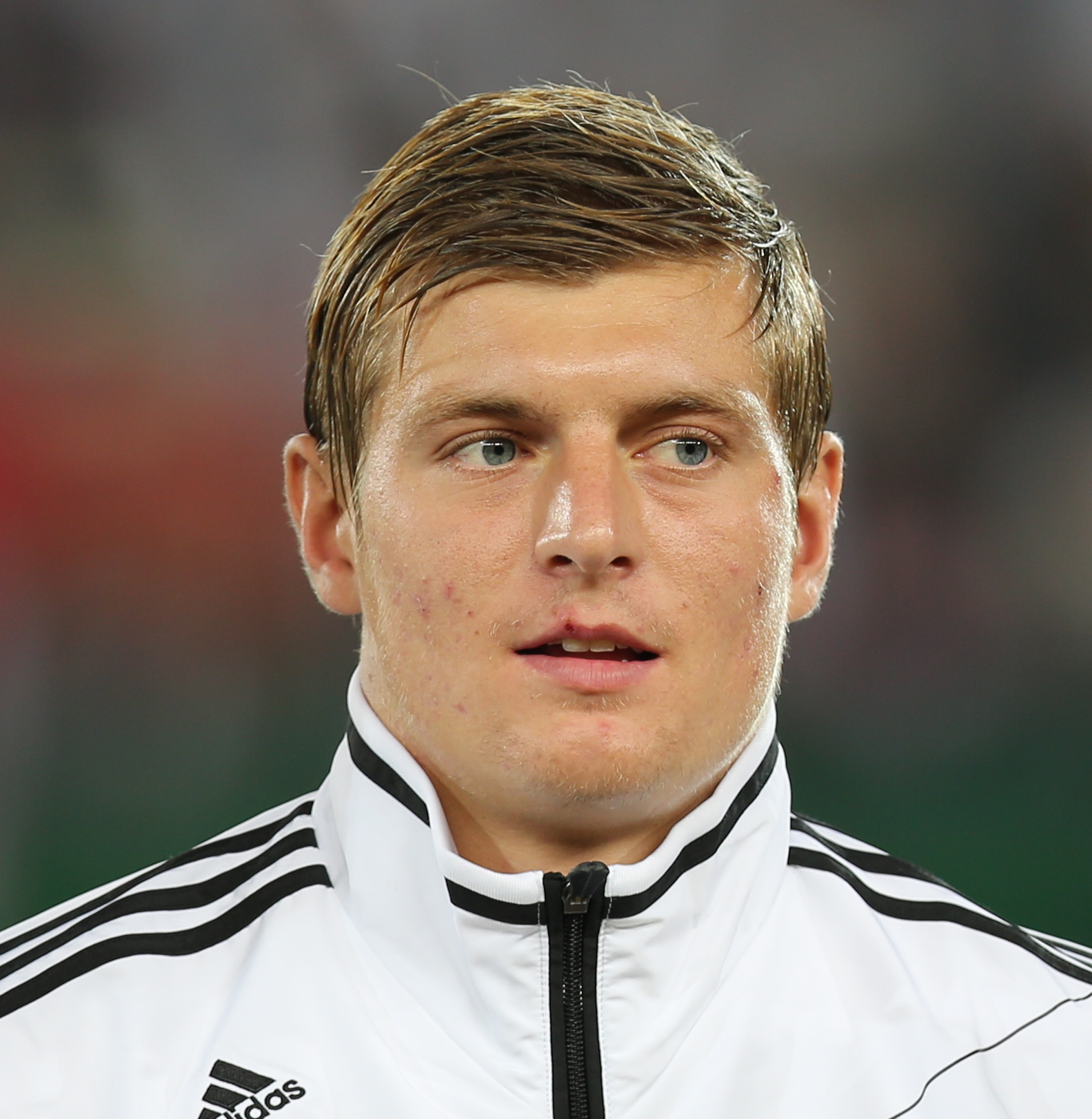
Toni Kroos, ganador del Premio Castrol EDGE Index.

| Jugador        | Selección    | Puntos |
| -------------- | ------------ | ------ |
| Toni Kroos     | Alemania     | 9.79   |
| Arjen Robben   | Países Bajos | 9.74   |
| Stefan De Vrij | Países Bajos | 9.70   |
| Mats Hummels   | Alemania     | 9.66   |
| Thomas Müller  | Alemania     | 9.63   |
| Karim Benzema  | Francia      | 9.60   |
| Oscar          | Brasil       | 9.57   |
| Thiago Silva   | Brasil       | 9.54   |
| Marcos Rojo    | Argentina    | 9.51   |
| Ron Vlaar      | Países Bajos | 9.48   |

#### Gol del torneo
Mediante una votación entre los usuarios registrados en la página web de la FIFA, se eligió el mejor gol del torneo, otorgado al gol de James Rodríguez frente a Uruguay. El gol fue seleccionado entre otros diez preseleccionados, por delante de los anotados por Robin van Persie frente a España y el mismo James Rodríguez frente a Japón.

## Controversias
Dentro de las controversias principales del Mundial han estado el costo total invertido (el mayor de un mundial hasta la fecha), la llamada Ley Budweiser, las infracciones dentro de los estadios y, sobre todo, las importantes protestas desatadas antes y durante el evento deportivo.

### Protestas

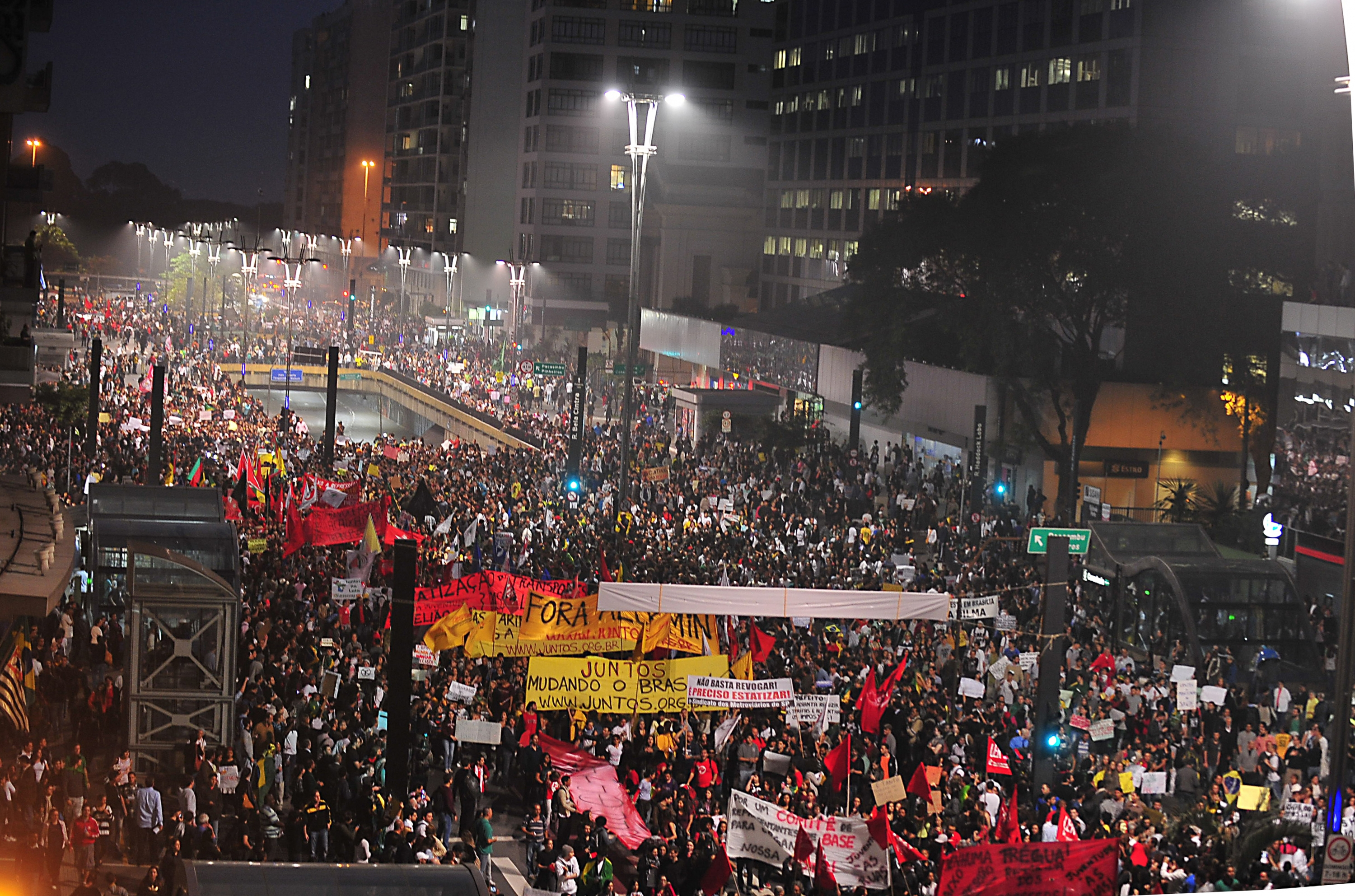
Varios millones de personas se manifestaron en Brasil desde 2013 con motivo de la celebración de campeonatos como la Copa Confederaciones de 2013 o el Mundial de 2014, argumentado que las inversiones que requerían eran innecesarias y superfluas y que eran más necesarias para sectores desfavorecidos o servicios públicos.

Los preparativos para el mundial se han visto empañados por retrasos en las obras y protestas de varios sectores de la sociedad brasileña, cuestionando al gobierno por el gasto en la organización del mundial el cual superó los 10 600 millones de dólares, y a la FIFA por invertir mucho en grandes eventos deportivos (como el Mundial y los Juegos Olímpicos de Río de Janeiro de 2016) y exigiendo mejoras en varios sectores sociales, como salud y educación. La FIFA se defiende argumentando que:

La FIFA dedica 2000 millones de dólares a cubrir los costes operativos del Mundial. Este dinero no proviene de las arcas públicas, sino de los derechos de televisión y de comercialización. El legado resultante de las inversiones del país anfitrión (carreteras, aeropuertos y sistemas de telecomunicaciones, entre otros) seguirá vigente tras el certamen. Según la Fundación Instituto de Investigaciones Económicas brasileña, el Mundial generará unos ingresos de 27 700 millones de dólares para Brasil.
(...)
El presupuesto brasileño de educación no se ha visto afectado por el crédito del Banco de Desarrollo para la construcción de los estadios. Con el fin de dejar a Brasil un legado que perdure, la FIFA ha creado el Fondo del Legado de la Copa Mundial, en el marco del cual se destinaron 20 millones de dólares para la puesta en marcha de los primeros proyectos. El objetivo es construir infraestructuras futbolísticas, fomentar el fútbol base y el femenino y llevar a cabo iniciativas para educar a los niños en materia de salud a través de este deporte. Desde que Brasil se adjudicó la organización de la cita mundialista en 2007, el gobierno del país anfitrión ha invertido más de 340 000 millones de dólares en educación y salud.

Las protestas, que llevan celebrándose desde 2013, se han saldado a lo largo de 2013 y 2014 con la celebración de manifestaciones masivas y graves disturbios, que se intensificaron en las semanas previas al comienzo de la Copa Mundial y los primeros días de su celebración.

### Ley Budweiser
La FIFA exigió a Brasil que se levantara la prohibición legal, aprobada en 2003, de venta de alcohol en los estadios, argumentando que esto dañaría económicamente a Budweiser, a la que define como "la cerveza oficial de la Copa Mundial", papel que desempeña desde 1986. El gobierno de Brasil cedió y aprobó una excepción que permite la venta de alcohol durante la Copa del Mundo, excepción conocida como "ley Budweiser".

### La sanción a Luis Suárez
En el encuentro disputado en la fase de grupos entre las selecciones de Uruguay e Italia, el futbolista uruguayo Luis Suárez fue detectado por cámaras de video mordiendo en el hombro al defensa italiano Giorgio Chiellini. Esta es la tercera vez que Suárez muerde a otro futbolista dentro de un campo de juego. Anteriormente había mordido a Otman Bakkal, defensa del PSV Eindhoven de la liga neerlandesa, y luego a Branislav Ivanovic, defensa del Chelsea de la liga inglesa.
La FIFA sancionó de oficio al jugador uruguayo con una pena considerada excesiva por especialistas deportivos y que expertos en derecho objetaron en cuanto a su validez jurídica, tanto según el derecho internacional como la propia reglamentación de FIFA.
Días después el futbolista uruguayo se disculpó públicamente con Chiellini a través de su cuenta de Twitter, haciendo extensivas las disculpas al público en general.

### Incidentes tras eliminación de Brasil

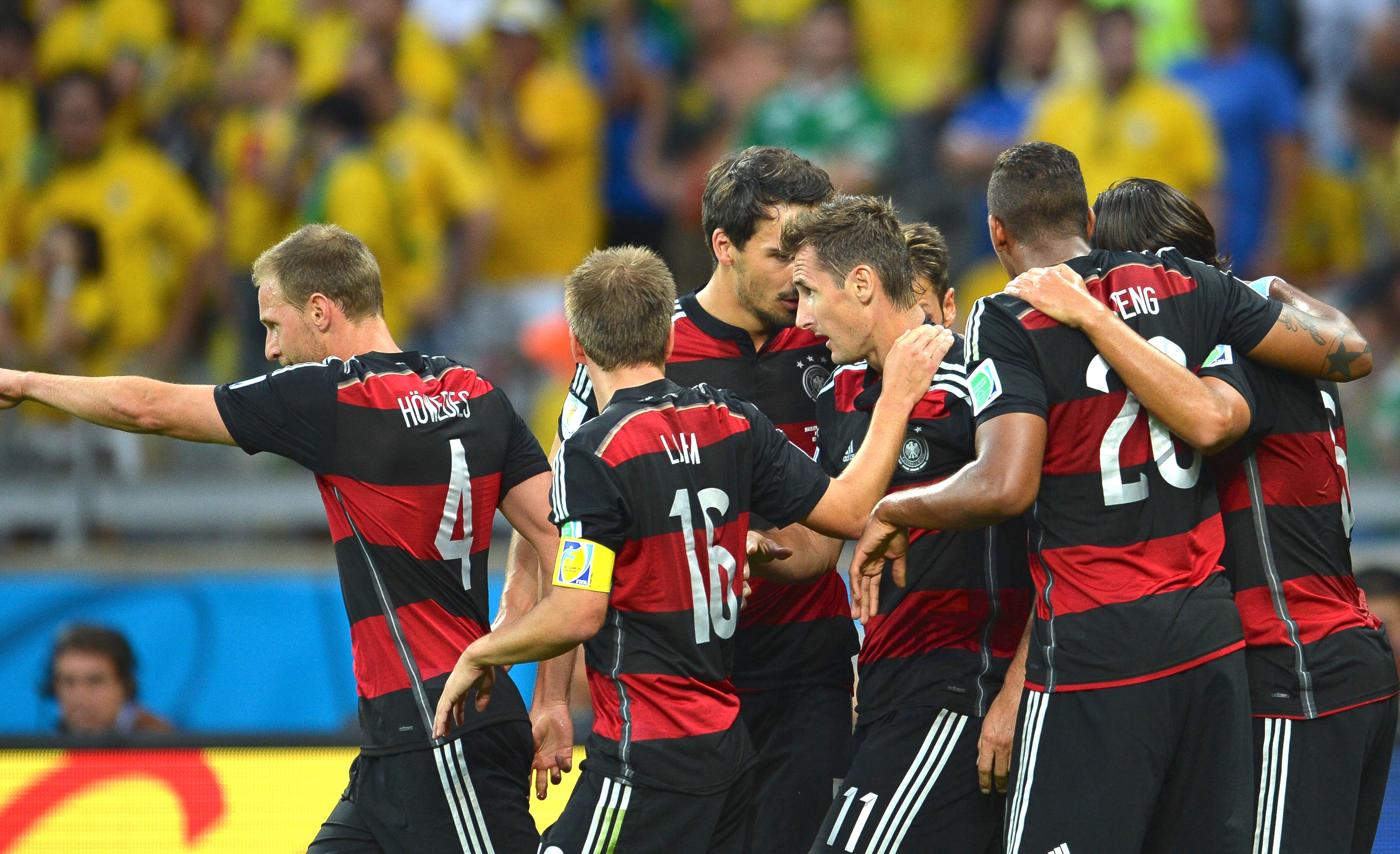
La selección alemana celebra la marca batida por Miroslav Klose, el mayor goleador en la historia de los mundiales.

Tras la derrota de Brasil, se desató una serie de disturbios y actos de vandalismo en diferentes ciudades brasileñas por parte de los aficionados, quienes no estaban conformes con el resultado. En la ciudad de São Paulo, se reportó el incendio de dos buses del servicio público y saqueos a un local de electrodomésticos. Entretanto, en la ciudad de Recife, capital del estado de Pernambuco, la policía tuvo que lanzar gases lacrimógenos debido a las tensiones que provocó la derrota del equipo local. En la ciudad de Río de Janeiro, fueron detenidas al menos seis personas por participar en incidentes en la famosa playa de Copacabana, se registró un fallecido tras enfrentamientos armados entre la policía local y civiles. En Belo Horizonte, ciudad donde se disputó el partido, hubo riñas callejeras que terminaron con doce detenidos, mientras que en Salvador de Bahía se presentaron desmanes e intentos de asalto colectivo. En la ciudad de Curitiba, capital del estado de Paraná, 20 buses fueron apedreados y otro más fue asaltado e incendiado. En algunas ciudades, los habitantes quemaron banderas de Brasil.

### Balón de Oro a Messi
Tras la final se entregó a Lionel Messi el Balón de Oro, que premia al mejor jugador del torneo. Esto generó controversias en el mundo futbolístico y fue reflejado en la prensa especializada. Joseph Blatter, presidente de FIFA, dijo estar sorprendido y que no era lo que esperaba, pero que era una decisión de un comité técnico y debía ser respetada, y que además Messi fue decisivo en la primera fase y llegó a la final. Diego Maradona, por su parte, declaró que "le quieren hacer ganar un premio que no ganó". También se refirieron al tema Miguel Herrera y Guti, entre otros.

### Sospecha de partido amañado
La revista alemana Der Spiegel afirmó que la derrota por 4-0 de Camerún ante Croacia estaba amañada. El corredor de apuestas Wilson Raj Perumal, que cumplía condena por amaño de partidos, habría advertido a la revista antes del partido del resultado y de que habría una expulsión, como de hecho ocurrió. La FIFA negó las acusaciones. La revista insistió en que la historia era cierta.